# Époque de Kamakura
1185–1333
Entités précédentes :
- Époque de Heian

Entités suivantes :
- Restauration de Kenmu

L'époque de Kamakura (鎌倉時代, Kamakura jidai, 1185–1333) est l'une des 14 subdivisions traditionnelles de l'histoire du Japon. Cette période, qui commence en 1185 et s'achève en 1333, est placée sous l'autorité politique du shogunat de Kamakura. Elles constitue la première partie du « Moyen Âge » de l'histoire japonaise, qui va jusqu'à la fin du XVIe siècle.
Le XIIe siècle vit le pouvoir impérial et l'aristocratie civile laisser les premiers rôles aux familles de l'élite guerrière, d'abord les Taira, puis, à l'issue de la guerre de Genpei (1180-1185), aux Minamoto de la lignée Seiwa-Genji, dont le chef de clan, Yoritomo, devint alors le personnage le plus puissant du Japon. Installé à Kamakura, il reçut de l'empereur le titre de shōgun, qui donna son nom au régime qu'il fonda, le shogunat (ou Bakufu), qui voyait les guerriers exercer les premiers rôles. Après la mort de Yoritomo en 1199, sa veuve Hōjō Masako prit en main la direction du shogunat, qui passa sous la coupe de son clan, les Hōjō, dont les chefs devinrent les « régents » (shikken) du shogun, exerçant de fait le pouvoir suprême, leur triomphe étant confirmé après qu'une nouvelle réaction de la cour impériale eut échoué en 1221.
L'époque de Kamakura vit donc l'élite guerrière s'élever au rang de catégorie dominante, les hommes-liges du régime shogunal recevant en récompense de leurs services des charges importantes et le contrôle de domaines dans tout le pays. Les empereurs retirés et la noblesse de Kyoto continuèrent cependant à jouer un rôle politique, administratif et culturel notable, de même que les grands temples du Kinai. Cette période vit donc une forme de partage de pouvoir entre ces différents groupes pour l'administration du pays, même si les chefs des principaux clans guerriers installés à Kamakura et dans le Kantō, dirigés par les Hōjō, gardaient la direction du pays. Les provinces étaient organisées suivant un modèle domanial, les domaines publics et privés étant dirigés par les membres de la haute élite, et gérés par des administrateurs locaux, encadrant la vie des communautés de paysans, pêcheurs, forestiers, artisans et autres professions. Les élites locales, avant tout d'extraction guerrière, augmentèrent progressivement leur emprise sur les domaines, au détriment de l'aristocratie civile et des temples. Les échanges avec l'extérieur connurent un essor à cette période, ce qui se voit dans le fait que les monnaies en circulation à partir du XIIIe siècle avaient toutes été importées depuis la Chine.
La vie religieuse de la période de Kamakura fut très riche, couramment considérée comme marquée par un renouveau puisqu'elle vit le développement de plusieurs courants de première importance. Le bouddhisme avait étendu son emprise sur les cultes des divinités autochtones appelées kami, et les grands temples bouddhistes étaient partagés entre plusieurs courants (Tendai, Shingon, etc.). Leur magistère fut cependant secoué par des nouveaux courants, d'un côté ceux apparus à l'initiative de moines japonais développant les idées des écoles de la Terre pure, dans une veine plus dévotionnelle et populaire, du Lotus, et d'un autre côté, le Zen, qui eut plutôt un succès dans le milieu des élites, courant axé sur la méditation qui fut importé depuis la Chine et renouvela donc l'influence culturelle déjà considérable de ce pays sur le Japon.
Durant la seconde moitié du XIIIe siècle, le shogunat fut mis à l'épreuve des invasions mongoles, qui furent repoussées, et dont il sortit renforcé, du moins en apparence. En effet, la question de la récompense des soldats ayant contribué à l'effort de guerre mina la légitimité du pouvoir de Kamakura qui n'était pas en mesure de donner satisfaction à de nombreux guerriers, par ailleurs affaiblis par les pratiques successorales égalitaires qui réduisaient leur patrimoine à chaque génération. Le caractère de plus en plus autoritaire du pouvoir des Hōjō, puis des luttes internes parmi l'élite de Kamakura achevèrent de rendre le gouvernement shogunal impopulaire, y compris aux yeux de l'élite guerrière du Kantō. Cela profita en premier lieu à l'empereur Go-Daigo qui initia le soulèvement qui emporta les Hōjō et le régime de Kamakura en 1331-1333, puis à une famille de l'élite guerrière, les Ashikaga, qui reprirent à leur compte le régime shogunal durant l'époque de Muromachi.

## Histoire politique du Japon à l'époque de Kamakura

### Le triomphe des guerriers et la guerre de Genpei

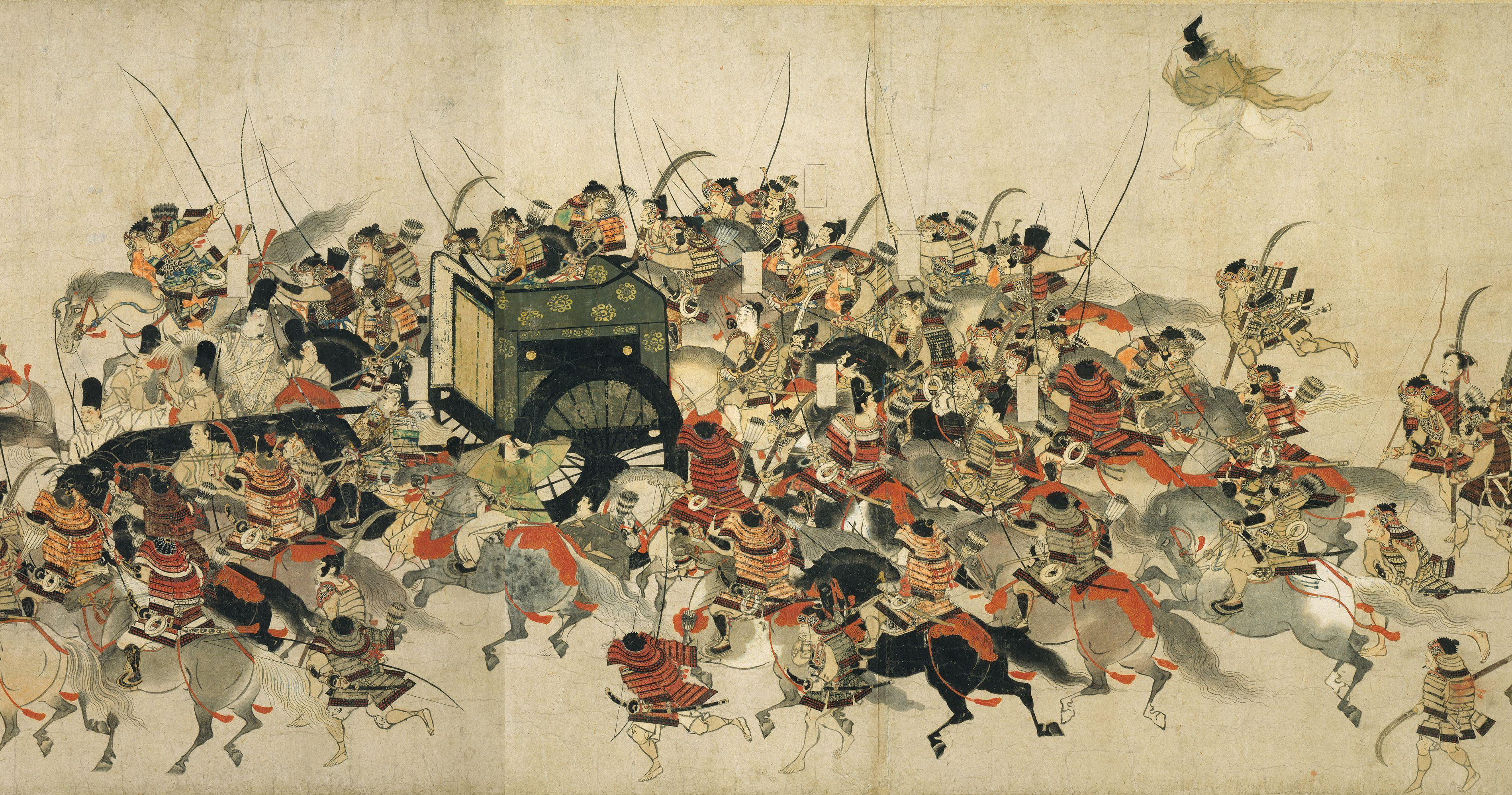
Peintures de guerriers. Détail des Rouleaux illustrés du Dit de Heiji, XIIIe siècle.

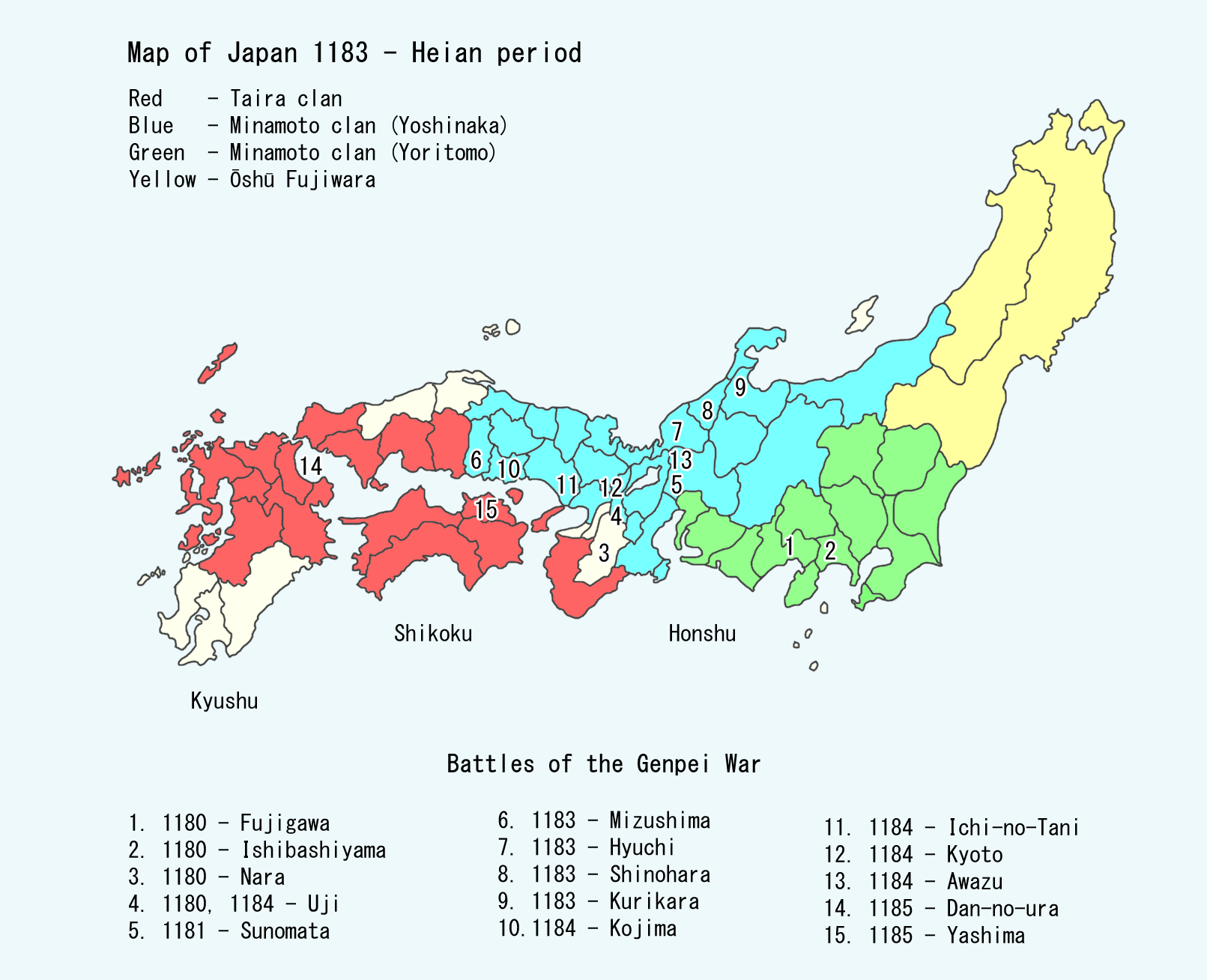
Emplacement des batailles de la guerre de Genpei.

Les dernières décennies de l'époque de Heian furent marquées par l'ascension de la classe guerrière japonaise au détriment de la famille impériale et de la noblesse de cour, en premier lieu le clan Fujiwara qui dominait jusqu'alors les affaires politiques. Les querelles successorales impériales des années 1150 virent ce phénomène se confirmer, qu'il s'agisse de la rébellion de Hōgen en 1156 ou de la rébellion de Heiji en 1159-60, en particulier la seconde qui vit une explosion de la violence à la cour impériale. Au sortir de cette décennie houleuse, la cour était dominée par le chef du clan Taira, Kiyomori, qui avait mis au pas la famille impériale dominée par l'empereur retiré Go-Shirakawa, ainsi que ses rivaux les Fujiwara et les Minamoto de la lignée Seiwa Genji, et présidait une clientèle de guerriers tout en se voulant bien intégré dans les cercles de la cour ; il parvint notamment à marier une de ses filles à l'empereur.
L'hégémonie de Kiyomori suscita de nombreuses résistances à la fin des années 1170, auxquelles il réagit vigoureusement en exécutant ses opposants, y compris un prince impérial, en faisant emprisonner l'empereur retiré Go-Shirakawa. En 1180, sa décision d'imposer le retrait de l'empereur régnant Takakura, afin que celui-ci soit remplacé par son fils Antoku, le petit-fils de Kiyomori, suscita la révolte du prince impérial Mochihito, qui lança un appel à l'aide aux guerriers des provinces, ouvrant la guerre de Genpei. Cet appel fut reçu favorablement par plusieurs grandes familles guerrières. Minamoto no Yoritomo, l'un des quelques Minamoto à avoir survécu aux purges commanditées par Kiyomori, devait devenir le principal rival des Taira. Vivant depuis en exil dans le Kantō, il y avait forgé des alliances avec les clans guerriers des régions orientales, en particulier les Hōjō (des descendants des Taira), dont il avait épousé une des filles, Masako.
Les Taira se débarrassèrent rapidement de leurs rivaux dans la région de la capitale, mais leur campagne contre le Kantō échoua en 1180. Ils parvinrent à imposer leur autorité sur les provinces occidentales, où plusieurs familles s'opposaient à leur autorité, mais ne constituaient pas une menace sérieuse en raison de leur division. Pendant ce temps, dégagé de la menace, Yoritomo consolidait ses positions dans le Kantō, à partir de sa base installée à Kamakura où il constitua une véritable capitale concurrente à Kyoto où il forma une administration. Il parvint à dominer progressivement les guerriers du Kantō, qui intégrèrent son armée de vassaux (bushidan), au prix de l'élimination de plusieurs clans qui lui étaient opposés, jouant des rivalités des uns contre les autres afin de s'attacher ceux dont il avait favorisé les ambitions. Kiyomori mourut en 1181, ce qui affaiblit les Taira, d'autant plus qu'un nouvel adversaire de valeur s'était levé contre eux, Kiso no Yoshinaka, un membre du clan Minamoto et cousin de Yoritomo, mais brouillé avec lui. L'action de ce chef de guerre fut décisive puisqu'il chassa les Taira de Kyoto en 1183, mais il échoua dans ses campagnes contre leurs positions occidentales. Yoritomo, de concert avec Go-Shirakawa, dépêcha alors contre lui ses frères Yoshitsune et Noriyori, qui le défirent et l'acculèrent au suicide en février 1184. Dans les mois qui suivent, les troupes Minamoto conduites là encore par Yoshitsune et Noriyori anéantirent les forces Taira (batailles d'Ichinotani en mars 1184, de Yashima en mars 1185 et de Dan-no-ura en avril 1185). Dans le courant 1185, l'influence du clan Taira était anéantie, le jeune empereur éliminé, et les Minamoto étaient parvenus à une position hégémonique.

### Minamoto no Yoritomo et la création du shogunat
Yoritomo créa en l'espace de quelques années un régime d'un nouveau type, mettant définitivement à bas l'ordre du Japon antique, ce qui explique pourquoi les années 1180 sont couramment vues comme une rupture ouvrant sur l'ère médiévale japonaise, même s'il ne faut pas supposer de plan prémédité de la part des guerriers pour s'emparer du pouvoir, car ils agirent souvent au gré des circonstances sans franchement chercher à évincer les élites civiles traditionnelles. Depuis sa capitale Kamakura, Yoritomo commença à partir de 1180 à se comporter en monarque, nommant ses proches serviteurs à des postes provinciaux dans l'Est du pays, usurpant les fonctions de la cour impériale, et ses principaux vassaux installèrent des résidences à proximité de son palais, comme cela se faisait traditionnellement à Kyoto. Lorsqu'il revint en grâce auprès du parti de l'empereur retiré Go-Shirakawa en 1183, sa domination de fait sur les provinces orientales fut reconnue officiellement, même si elle était vue en principe comme une délégation du pouvoir par l'empereur, en échange du versement des redevances dues aux domaines de la cour dans ces régions. Les succès de ses troupes lui permirent ensuite de voir son autorité militaire étendue à tout le pays, et donc de devenir officiellement le chef de l'élite guerrière du Japon.
Néanmoins, les relations entre Yoritomo et Go-Shirakawa se dégradèrent après la défaite définitive des Taira. L'empereur retiré joua contre le sire de Kamakura son demi-frère Yoshitsune, principal acteur des triomphes militaires des Minamoto. Mais ce dernier ne parvint pas à se constituer une base solide de fidèles, et sa tentative d'émancipation tourna court. Il se réfugia au Nord de Honshu, auprès de la branche locale du clan Fujiwara (les « Fujiwara du Nord »), qui disposait alors d'une quasi-indépendance de fait. Yoritomo fut alors en position d'exiger plus de prérogatives, et se fit octroyer fin 1185 le droit de nommer ses vassaux dans les provinces, aux postes de gouverneurs militaires provinciaux (shugo) et d'intendants domaniaux (jitō), ce qu'il faisait en pratique depuis quelques années déjà, cette prise de contrôle des postes provinciaux ayant pu être interprétée comme une forme d'occupation militaire, savamment calculée, des régions vaincues. Il étendait ainsi considérablement son influence et put récompenser ses fidèles avec des fonctions très lucratives. Yoritomo constitua ainsi en quelques années un régime qui était avant tout une organisation militaire, servant au départ pour un projet de rébellion, puis légitimée à la suite de son triomphe. Le régime de Kamakura était alors solidement installé.
Yoritomo renforça encore son autorité dans les années suivantes, en envoyant ses troupes contre les Fujiwara du Nord, sous le prétexte de se voir restituer son demi-frère exilé. Ce dernier fut mis à mort par ses hôtes, mais cela ne suffit pas à arrêter les armées des Minamoto, qui les anéantirent en 1189. Sans rival, Yoritomo put alors se faire confirmer ses prérogatives de façon définitive par la cour impériale. Après la mort de Go-Shirakawa en 1192, il se fit octroyer l'ancien titre de « Grand général pacificateur des barbares », sei i taishōgun, qui, abrégé en shōgun, devait donner son nom à la fonction de chef militaire suprême (et en général monarque de fait) du Japon qu'il venait de créer, et durer jusqu'en 1868. Ce régime est tantôt désigné comme le shogunat, ou bien le Bakufu, « gouvernement de la tente », dérivé du fait que la « tente » désignait le quartier général d'un chef de guerre.
Le pouvoir de Yoritomo, qui « régna » jusqu'à sa mort en 1199, s'appuyait en premier lieu sur ses hommes-liges (gokenin) auxquels il avait confirmé ou octroyé des droits sur des domaines, notamment à la suite de confiscations aux dépens des vaincus de la guerre de Genpei, ainsi que des positions administratives, grâce aux prérogatives qu'il avait lui-même obtenu d'abord par son autorité de fait, puis grâce à la légitimation de son pouvoir par la cour impériale. La consolidation de son autorité légale était essentielle pour sa légitimité auprès de ses vassaux. Elle s'appuyait également sur des organes en place dès 1185 : le Bureau des samouraïs (samurai dokoro), contrôlant la classe guerrière, par l'établissement de registres des vassaux enregistrant notamment leurs obligations accomplies et à faire, et supervisant l'action des gouverneurs militaires et l'accomplissement par les vassaux provinciaux d'un service militaire au profit du shogunat à Kamakura ; la Chancellerie (mandokoro) s'occupait de la proclamation des édits du shogun ; et le Bureau des affaires juridiques (monchūjo) supervisait la rédaction des lois et règlements, ainsi que l'instruction et le suivi des affaires juridiques que le shogunat avait à trancher. Si le premier organe était contrôlé par des guerriers, en revanche les deux autres étaient occupés par des membres de l'aristocratie civile.

### La mise en place de l'hégémonie des Hōjō
Lorsque Yoritomo s'éteignit en 1199, le pouvoir nominal fut transmis à son jeune fils Yoriie, alors âgé de 17 ans. Dans les faits, le pouvoir passa entre les mains du clan de sa mère Masako, les Hōjō. Ceux-ci étaient jusqu'alors un clan de guerrier du Kantō d'importance secondaire, mais ils étaient parvenus aux premiers postes grâce à leur alliance matrimoniale avec Yoritomo. Masako était la personnalité dominante du clan, et s'imposa dans les années suivant la mort de son époux comme le dirigeant du shogunat en dépit du fait qu'elle ait prêté ses vœux bouddhiques, ce qui lui valut le surnom de « nonne-shogun » (ama-shōgun). Considérant que Yoriie était manipulé par le clan de son épouse, les Hiki, elle le fit déposer et sans doute assassiner en 1203, pour le remplacer par son second fils, Sanetomo. Puis elle écarta par la suite son propre père afin de prendre plus fermement la direction du clan Hōjō, aux côtés de son frère Yoshitoki. En 1213, elle fit éliminer son principal opposant dans l'administration, Wada Yoshimori, le chef du Bureau des samouraïs, en même temps que son clan et ses principaux soutiens. Cela entraîna la confiscation au profit des Hōjō et de leurs hommes-liges des postes-clés de l'administration de Kamakura et des principaux domaines du Kantō, leur permettant de consolider leurs positions. Yoshitoki cumula alors les fonctions de chef des trois organes principaux de l'administration shogunale, et prit le titre de « régent », shikken, lui donnant de fait le pouvoir suprême sur le shogunat. En 1219 le shogun Sanetomo, qui n'exerçait aucun rôle politique, fut assassiné par son neveu et fils adoptif Kugyō, qui fut mis à mort derechef. La question de savoir si les Hōjō étaient derrière le meurtre reste posée. En tout cas cela marqua la fin de la dynastie shogunale des Minamoto, car ni le shogun défunt ni son neveu n'avaient de successeur.
Ces troubles précipitèrent la rupture entre les Hōjō et la cour impériale de Kyoto, alors dirigée par l'empereur retiré Go-Toba, qui était le beau-père du shogun. Cela entraîna le début de la guerre de Jōkyū en 1221. Grâce à l'intervention décisive de Masako pour mobiliser les hommes-liges de son clan, l'armée des Hōjō fut sur le pied de guerre et infligea une défaite rapide aux troupes impériales. Le régime de Kamakura venait de remporter une victoire décisive sur la cour de Kyoto et les opposants au shogunat. Le pouvoir des Hōjō était définitivement installé pour plus d'un siècle.

### Entre Kamakura et Kyoto: l'édifice administratif et judiciaire

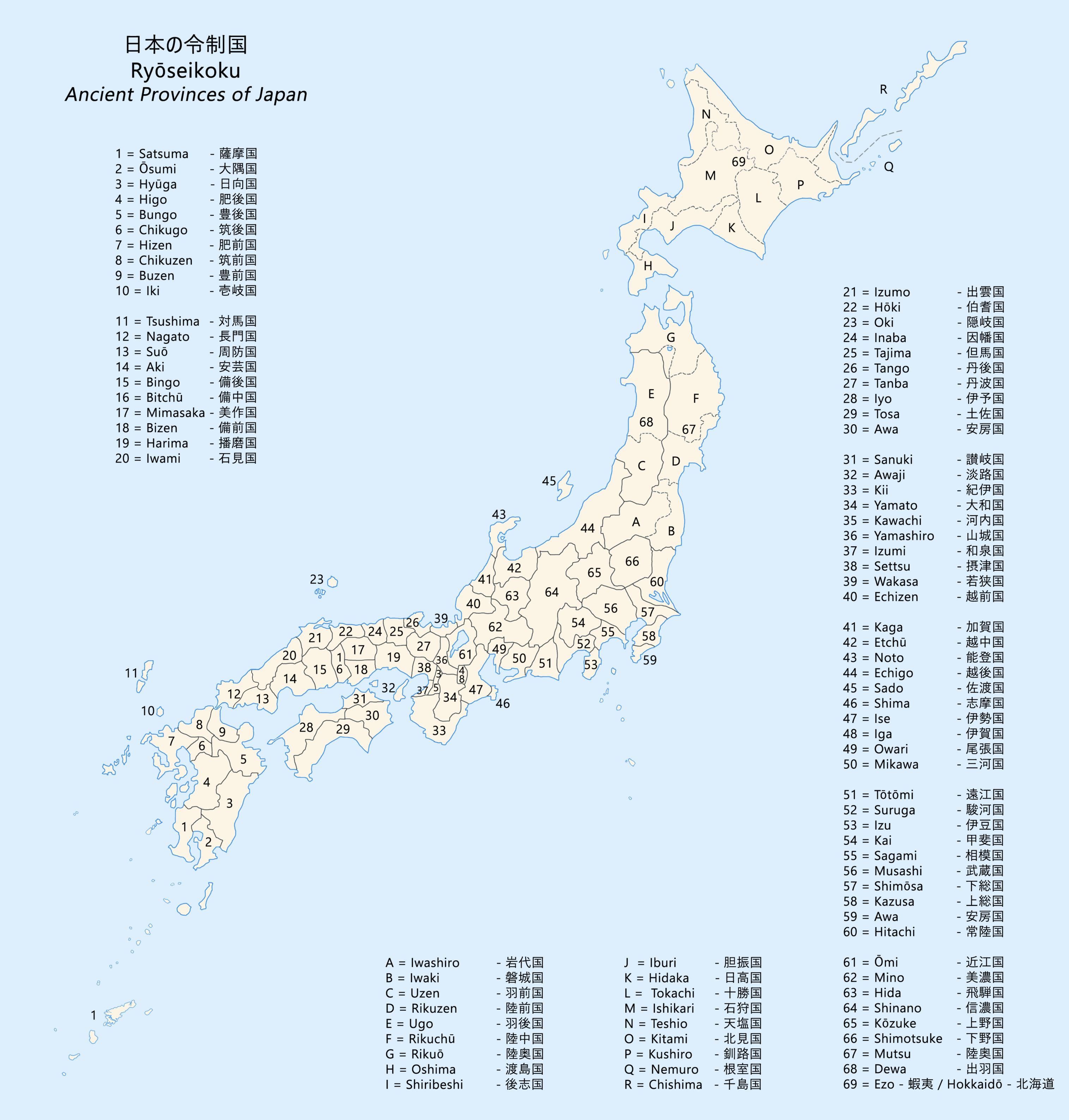
Localisation des provinces du Japon médiéval.

Yoshitoki et Masako moururent respectivement en 1224 et 1225. Jusqu'aux années 1270 le Japon ne connut pas de trouble majeur, ce qui permit la consolidation dans la durée du gouvernement des Hōjō et du régime shogunal, une fois passée l'épreuve du feu. Du point de vue institutionnel, la cour shogunale de Kamakura était dirigée par le chef de la branche aînée du clan Hōjō (le Tokusō), qui portait comme il a été vu précédemment le titre administratif de shikken, couramment traduit par « régent » (du shogunat). Cette fonction se transmit d'abord au fils de Yoshitoki, Yasutoki, puis en 1242 au petit-fils de celui-ci, Tsunetoki, en 1246 au frère de ce dernier, Tokiyori, en 1256 à Nagatoki, en 1266 à Masamura et en 1268 à Tokimune, dont le « règne » (jusqu'en 1284) est couramment vu comme l'apogée du régime des Hōjō. Le régent était le chef de la classe guerrière du Japon, qui était alors en position de force. À compter de la prise de pouvoir de Tsunetoki en 1224-25, il était secondé par un vice-régent, le « cosignataire » (rensho), également un Hōjō, et assisté par un conseil de treize membres (hyōjōshu) qui l'assistait dans les prises de décisions les plus importantes, et servait de cour d'appel en dernier ressort. Il était constitué de chefs de familles alliées des Hōjō, leurs vassaux directs, les miuchibito, et d'hommes-liges du shogunat. Le mode de gouvernement prit donc un tournant plus délibératif et moins despotique que précédemment,. Quant à la fonction de shogun, elle était totalement à la merci des régents Hōjō, qui, après l'avoir confiée à des membres de la famille Kujō, une branche du clan Fujiwara, la placèrent entre les mains de princes de la famille impériale ; les shoguns ne furent jamais une menace sérieuse pour les régents, qui évincèrent ceux d'entre eux qui ambitionnèrent d'avoir plus d'influence que ce qui leur était permis. De même, il y eut peu d'opposition parmi les familles de l'élite guerrière, et les quelques révoltes, comme celle des Miura en 1247, furent rapidement réprimées,.
Les relations entre Kamakura, le nouveau centre de pouvoir, et l'ancien, Kyoto où résidait l'empereur, qui restait en principe l'autorité suprême, ont fait l'objet de nombreuses discussions. Pour qualifier le régime politique de Kamakura, on a pu parler de « dyarchie » ou encore d’« État bicéphale ». Afin de gérer les rapports avec la cour de Kyoto après la victoire de 1221, fut créée la fonction de tandai : établi dans le palais de Rokuhara à Kyoto (l'ancienne résidence des Taira), ce personnage issu de la branche principale du clan Hōjō (souvent fils aîné ou frère cadet du régent) constituait une tête de pont de Kamakura, chargé d'exercer un contrôle sur la cour impériale. À Kamakura, le mōshitsugi, choisi parmi les membres du puissant clan aristocratique des Saionji (alliés du shogunat), était une sorte d'« ambassadeur » pour la cour de Kyoto. Si la cour de l'empereur était placée sous surveillance, elle n'en gardait pas moins d'importantes prérogatives et une importante activité, restant un centre majeur d'autorité civile et judiciaire, pour la partie occidentale du Japon, tandis que l'est était dirigé directement par Kamakura,. On a pu donc parler de complémentarité entre les deux cours, et plus largement entre la catégorie des guerriers et des nobles, dans le gouvernement du premier Japon médiéval. Le rapport de force était quoi qu'il en soit en faveur du shogunat de Kamakura, qui était devenu selon les mots d'A. Goble l'« associé principal » de cette entité bicéphale, comme l'illustra en 1246 le fait que la question de la succession impériale fut tranchée en faveur de Go-Saga, qui avait les faveurs du régent, contre l'avis des nobles de Kyoto.
L'évolution du gouvernement provincial reflète aussi la montée en puissance du gouvernement des guerriers. Le shugo, gouverneur militaire provincial, était le rouage essentiel de la domination du shogunat de Kamakura sur le Japon, puisqu'il était chargé notamment de mobiliser les hommes-liges du régime et d'assurer la paix dans les provinces. Nommé par les régents Hōjō, il exerçait alors sa fonction de façon temporaire. Dans ce même processus, le shogunat mit progressivement la main sur la gestion des domaines publics (kōryō or kokugaryō), qui étaient gérés par des fonctionnaires résidents (zaichō kanjin). L'autre cadre essentiel de l'emprise locale du shogunat était le jitō, intendant nommé sur des domaines privés (shōen) comme publics, qui était là encore en général un homme-lige du pouvoir de Kamakura, depuis le temps de Yoritomo. Depuis la victoire de 1221 contre le pouvoir impérial, les régents avaient étendu de plus leur emprise sur une bonne partie des domaines de l'Ouest dépendant jusqu'alors de Kyoto, et confièrent leur gestion à des guerriers venus de l'Est. L'intendant avait une fonction administrative mais aussi des prérogatives policières et judiciaires dans son domaine, et pouvait transmettre sa charge à ses héritiers ; cela même si les propriétaires de ces domaines, des aristocrates ou des monastères, conservaient leur droit à une portion du revenu issu de celui-ci. Cette situation ne manqua pas de générer des conflits. L'importance du groupe militaire originaire du Kantō fut donc renforcée sous la domination des Hōjō, en étendant son emprise sur l'administration des provinces, notamment par le biais des domaines publics et privés qui étaient une institution essentielle dans l'encadrement des populations rurales et le prélèvement d'une partie de leurs productions. Cela se fit en particulier aux dépens de la noblesse traditionnelle qui perdit son emprise sur les provinces, y compris sa zone d'influence traditionnelle occidentale ; en revanche elle préserva son ancrage dans la région de Kyoto, qui restait la plus riche et la plus peuplée. L'autre aspect important de l'activité des Hōjō après la guerre de Jōkyū fut législatif. En 1232, Yasutsoki présida la rédaction d'un nouveau code, le Goseibai shikimoku (ou Jōei shikimoku), à partir de décisions de jurisprudence prises depuis le début du shogunat. Il devait servir de base au gouvernement des guerriers, et de référence à la législation médiévale japonaise. Le régent entendait renforcer sa légitimité en démontrant sa capacité à exercer une bonne justice, gage du maintien de l'ordre dans un pays pacifié. Ce texte cherchait donc à réguler les rapports potentiellement tumultueux entre les guerriers, mais aussi les relations familiales. Durant cette période calme sur le plan militaire, les pouvoirs centraux durent surtout arbitrer des litiges au sein des élites, en particulier entre élites militaires et civiles au sujet de la domination des domaines publics, préférant les solutions à l'amiable afin d'éviter les rancœurs et de préserver la paix. Les événements les plus graves auxquels ils durent faire face furent deux famines dévastatrices, en 1229-1232 et 1257-1260.

### La période des invasions mongoles

Takezaki Suenaga affrontant les Mongols. Rouleaux illustrés des invasions mongoles, vers 1293.

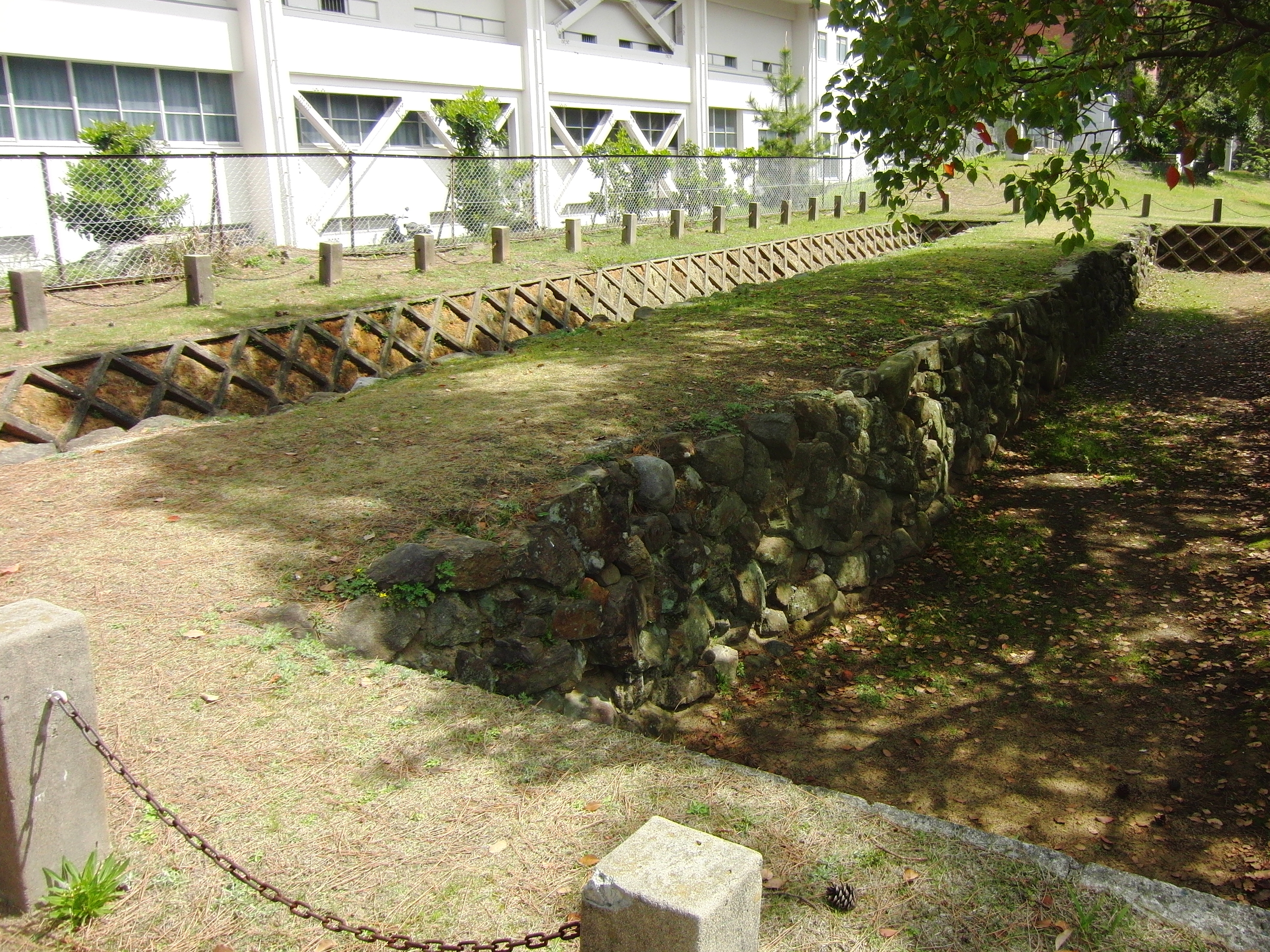
Portion du mur défensif (genkō bōrui) érigé autour de Hakata (Fukuoka) en prévision de la seconde invasion mongole, mise au jour par des fouilles archéologiques.

Le plus grand défi qui se posa au régime de Kamakura dans la seconde moitié du XIIIe siècle fut sans conteste la volonté des Mongols d'étendre leur suprématie sur l'archipel japonais. Rendus maîtres de la péninsule coréenne depuis 1258 après plusieurs décennies de conflits, les Mongols de Kubilai Khan tournèrent leur regard vers le Japon dans les années suivantes, dépêchant en 1266 une ambassade qui atteignit Kamakura et Kyoto, invitant à la soumission le « roi du Japon », probablement l'empereur, mais ce fut le régent du shogunat, Hōjō Tokimune, qui trancha. La demande fut laissée sans réponse, et le régime de Kamakura ordonna aux guerriers de Kyūshū de se préparer à une invasion.
Celle-ci survint en 1274. Les forces d'invasion comprenaient des troupes mongoles et coréennes, ces dernières étant essentielles pour les déplacements et batailles maritimes. Les îles de Tsu-shima et d'Iki furent ravagées, puis les troupes mongoles débarquèrent dans la baie de Hakata. Les combats furent manifestement d'une violence qui dépassa les attentes des soldats japonais, qui subirent de lourdes pertes. Les Mongols rebroussèrent néanmoins chemin, soi-disant en raison d'une tempête, mais cela reste débattu.
Les Japonais avaient désormais pris la mesure de leur adversaire, et se préparèrent à une seconde attaque après une nouvelle demande de soumission de la part de Kubilai, qui fut à son tour rejetée. Un grand mur (genkō bōrui) fut érigé pour défendre la baie de Hakata, et les troupes furent désormais mobilisées à l'échelle du pays entier. Les Mongols revinrent en 1281, deux ans après avoir définitivement soumis la Chine des Song, avec des troupes bien plus importantes que précédemment (jusqu'à 140 000 selon certaines sources). Les îles situées entre la Corée et Kyūshū furent à nouveau dévastées, puis les troupes d'invasion débarquèrent là encore dans la région de Hakata, où elles furent contenues par les soldats japonais grâce aux lignes de défense établies durant les années précédentes. Là encore le salut des Japonais serait venu d'un phénomène météorologique vu comme une intervention surnaturelle, le « vent divin » (kamikaze), un typhon qui aurait dispersé les troupes mongoles. Quoi qu'il en soit, celles-ci battirent en retraite après plusieurs jours de combats durant lesquels elles n'avaient apparemment pas gagné beaucoup de terrain.
Ce triomphe, largement à mettre au crédit du régime de Kamakura, renforça considérablement son prestige et son autorité. Il avait désormais pris en main fermement l'administration de Kyūshū, grâce aux années de préparatifs militaires, en y implantant des cadres militaires issus du clan Hōjō et de ses alliés, sous la supervision du représentant local du shogunat, le Chinzei-tandai, installé à Hakata (l'actuelle Fukuoka). Cette situation spéciale perdura, car pendant plusieurs années (au moins jusqu'au milieu des années 1290) le risque d'une troisième invasion fut jugé sérieux.
Néanmoins cette victoire posa de nombreux problèmes au régime shogunal. Il convenait en effet de récompenser les guerriers qui avaient vaillamment défendu le pays, et avaient engagé de nombreux moyens à cette fin. À cette fin, le gouvernement exigea que les guerriers sollicitant des récompenses rédigent des comptes-rendus de leurs accomplissements, documents de première importance pour la reconstitution des pratiques militaires ; pour prouver leurs dires ils devaient invoquer des témoins qui n'aient aucune communauté d'intérêts avec eux, ou bien apporter des preuves matérielles (membres ou armures d'ennemis abattus, blessures au combat). Mais c'était une victoire défensive, qui se soldait sans conquête militaire, sans terres à confisquer et à redistribuer, aussi le pouvoir de Kamakura ne disposait pas de marges de manœuvres aussi larges que par le passé pour satisfaire les demandes des guerriers, ce qui généra des insatisfactions.

### La chute du régime de Kamakura
Au sortir des années 1280, le régime de Kamakura pouvait donc paraître particulièrement solide. La guerre contre les Mongols lui avait permis d'étendre son emprise sur une plus grande partie du pays. De plus, la famille impériale était divisé depuis 1272 par une querelle successorale entre deux branches (Daikaku-ji et Jimyō-in), dans laquelle les Hōjō furent contraints d'intervenir, en établissant une alternance entre les deux lignées pour la succession sur le trône impérial. Cependant l'élite guerrière du pays était traversée depuis les années 1270 par des lignes de fracture qui se creusèrent de plus en plus. Une rivalité opposait les deux principaux chefs de clans guerriers, Adachi Yasumori, représentant de la catégorie des hommes-liges du régime shogunal (gokunin) et beau-frère du régent Tokimune, et Taira Yoritsuna, chef de la catégorie des vassaux directs du clan Hōjō (miuchibito) et donc lui aussi très proche du régent. À la mort de ce dernier en 1284 cette opposition larvée se mua en conflit violent, qui se solda par la victoire de Yoritsuna, la mort de Yasumori et une répression féroce à l'encontre de ses alliés. Le nouveau régent Hōjō, Sadatoki, étant encore jeune, Yoritsuna dirigea de fait le régime de Kamakura en tant que secrétaire du régent, jusqu'à ce que ce dernier ne se sente assez fort pour le faire assassiner, en 1293. Cette décennie de conflits internes à la classe guerrière du Kantō, qui avait jusqu'alors plutôt fait preuve de cohérence, devait laisser d'importantes séquelles, puisque certains clans de gokenin firent preuve de plus en plus de défiance vis-à-vis du régime des Hōjō.
Cela s'ajouta aux rancœurs de ceux qui se jugeaient insuffisamment récompensés de leur contribution aux guerres contre les Mongols (en particulier à Kyūshū), alors qu'ils avaient engagé d'importantes ressources pour l'effort de guerre et se retrouvaient souvent endettés, et également des élites aristocratiques et des temples qui avaient vu les guerriers appuyés par les Hōjō empiéter encore plus sur leurs domaines. Le pouvoir de Kamakura chercha à répondre à cette situation en promulguant un édit de « gouvernement par la vertu » (tokusei) en 1297, mesure exceptionnelle par son ampleur, permettant le retour à leur ancien propriétaire des domaines cédés depuis vingt ans, sans compensation. La mise en application de cette mesure généra de nombreux litiges, et suscita finalement la frustration de ceux qui durent restituer les domaines qu'ils avaient acquis. Cela ne résolut du reste par le problème de l'appauvrissement des hommes-liges du shogunat, en bonne partie dû à la pratique des partages successoraux systématiques à chaque génération, grevant progressivement le niveau de vie de ces guerriers. L'attitude de plus en plus despotique du régime Hōjō, devenu très restrictif dans l'attribution des hautes responsabilités et prompt à écarter ses opposants, attisa encore plus les tensions. Les premières décennies du XIVe siècle furent par ailleurs marquées par l'essor des violences dans les provinces occidentales, menées par des bandes de brigands qualifiés de « bandes malfaisantes » (akutō) par les sources officielles, contre lesquels les forces de police du shogunat furent de moins en moins efficaces.
La chute du régime de Kamakura devait se faire à l'instigation du nouvel empereur, Go-Daigo, issu de la branche Daikaku-ji, intronisé en 1318. Ce personnage atypique parmi la famille impériale ambitionnait de jouer un rôle politique de premier plan. Il commença par renforcer son influence à Kyoto après la mort de son père l'empereur retiré Go-Uda en 1321. Il s'opposa frontalement à partir de 1324 avec Kamakura, sur la désignation de son successeur : contre le principe posé plus tôt d'alternance entre les deux branches de la famille impériale, il souhaitait désigner son propre successeur, en écartant la branche rivale. Il perdit cependant cette première opposition. Dans les années qui suivirent, loin de relâcher ses efforts, il se rapprocha de divers groupes déçus par les Hōjō : des clans guerriers du Japon central, des groupes de « bandes malfaisantes ». En 1331, la tension avec Kamakura était devenue telle que Go-Daigo choisit l'option de la rébellion, ouvrant les hostilités de la guerre de Genkō. Nouvel échec, suivi de son exil sur l'île d'Oki et de sa destitution du titre impérial au profit d'un membre de la branche rivale. Cela ne suffit pourtant pas à éteindre la révolte dans la région de Kyoto, notamment en raison de l'action du fils de Go-Daigo, le prince Moriyoshi, et des bandes brigandes de Kusunoki Masashige, et en 1333 Go-Daigo retournait auprès de ses alliés. Pour les réduire, Kamakura dépêcha des troupes conduites par Ashikaga Takauji, chef d'un clan guerrier du nord du Kantō. Mais ce dernier faisait partie des hommes-liges du shogunat sceptiques vis-à-vis des Hōjō, et préféra s'allier avec Go-Daigo, et ses troupes s'emparèrent du palais de Rokuhara où résidait le représentant de Kamakura à Kyoto, qui se suicida lors de sa fuite. Les foyers de révolte s'étaient alors embrasés dans plusieurs provinces, et finalement dans le Kantō, où la révolte fut menée par Nitta Yoshisada, un autre homme-lige. Les insurgés réussirent à prendre Kamakura, où le dernier régent, Hōjō Takatoki, se suicida accompagné de ses plus fidèles vassaux. Les derniers fidèles du shogunat de Kamakura rendirent les armes dans les jours qui suivirent, laissant l'empereur Go-Daigo comme seule autorité légitime pour diriger le Japon, ce qui ouvrait sur la période dite de la « Restauration de Kenmu ».

## Les cadres sociaux et leurs évolutions

### Les puissants
La période de Kamakura marqua l'affirmation de la puissance des élites guerrières, en plein essor depuis la seconde moitié de l'époque de Heian. Elles peuvent donc être considérées comme la catégorie dominante de la société japonaise de l'époque. Si le concept de « féodalité », importé des études sur l'Occident médiéval, a pu être souvent invoqué par le passé pour qualifier les relations de pouvoir dans la société médiévale japonaise, il n'est désormais quasiment plus employé par les historiens pour ce pays car elles il s'avère peu opératoire, notamment parce que la domination des guerriers n'est pas aussi absolue qu'on voulait le croire.
D'autres modèles explicatifs ont donc été proposés pour apporter un contrepoint à cette vision. Parmi ceux-ci figurent les études de Kuroda Toshio, avec sa théorie des élites dirigeantes (kenmon taisei ; kenmon, littéralement les « portes du pouvoir », désignant les « puissants » dans les textes médiévaux) : il considérait que les élites traditionnelles de l'époque antérieure, les « nobles » de la cour de Kyoto (kuge) et les grands temples bouddhistes (jisha) préservèrent durant l'ère médiévale une importance cruciale qui faisait qu'il était impossible pour les guerriers de diriger le pays sans leur collaboration. Selon les propositions de Kuroda, les composantes des trois ensembles constituant l'élite médiévale avaient cinq caractéristiques communes : 
- elles avaient un quartier général privé, qui gérait leurs affaires administratives et économiques ;
- les chefs de ces groupes émettaient des édits dont les instructions devaient être suivies par leurs dépendants, et avaient donc une valeur juridique dans ce cadre ;
- elles avaient par suite un ensemble de serviteurs qui avaient différentes fonctions (travailleurs, administrateurs, guerriers), développant donc une organisation institutionnelle privée avec sa propre logique de promotions ;
- le chef de chaque groupe avait une autorité juridique complète sur son lignage ;
- enfin le groupe exerçait un droit de contrôle et une juridiction sur son domaine privé, en principe à l'écart du pouvoir du gouvernement.

Cette approche considère donc plutôt que l'élite est construite autour de trois « blocs » interdépendants malgré des rivalités : les guerriers, les courtisans et les temples. Bien que généralement reçue pour ce qui concerne la réévaluation du rôle de l'aristocratie aulique, elle a reçu des critiques, en particulier sur la question de savoir s'il fallait y inclure le milieu des grands temples, qui ne semble pas afficher une autonomie et une cohérence similaires à celles du groupe guerrier autour du shogunat et du groupe des nobles autour de la cour impériale,.

#### Les guerriers

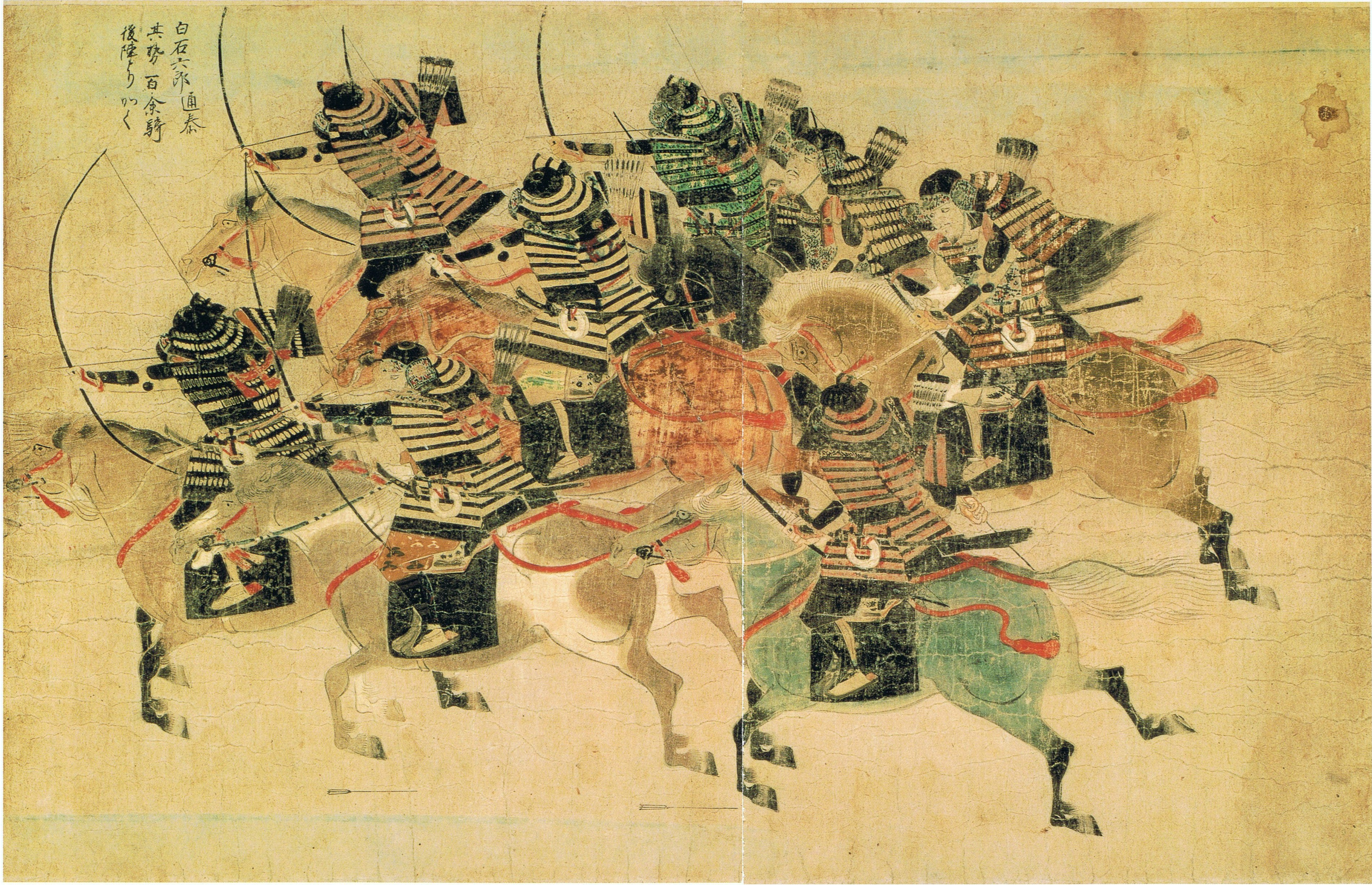
Takezaki Suenaga et sa petite troupe de guerriers combattant lors des invasions mongoles du Japon. Rouleaux illustrés des invasions mongoles, XIIIe siècle.

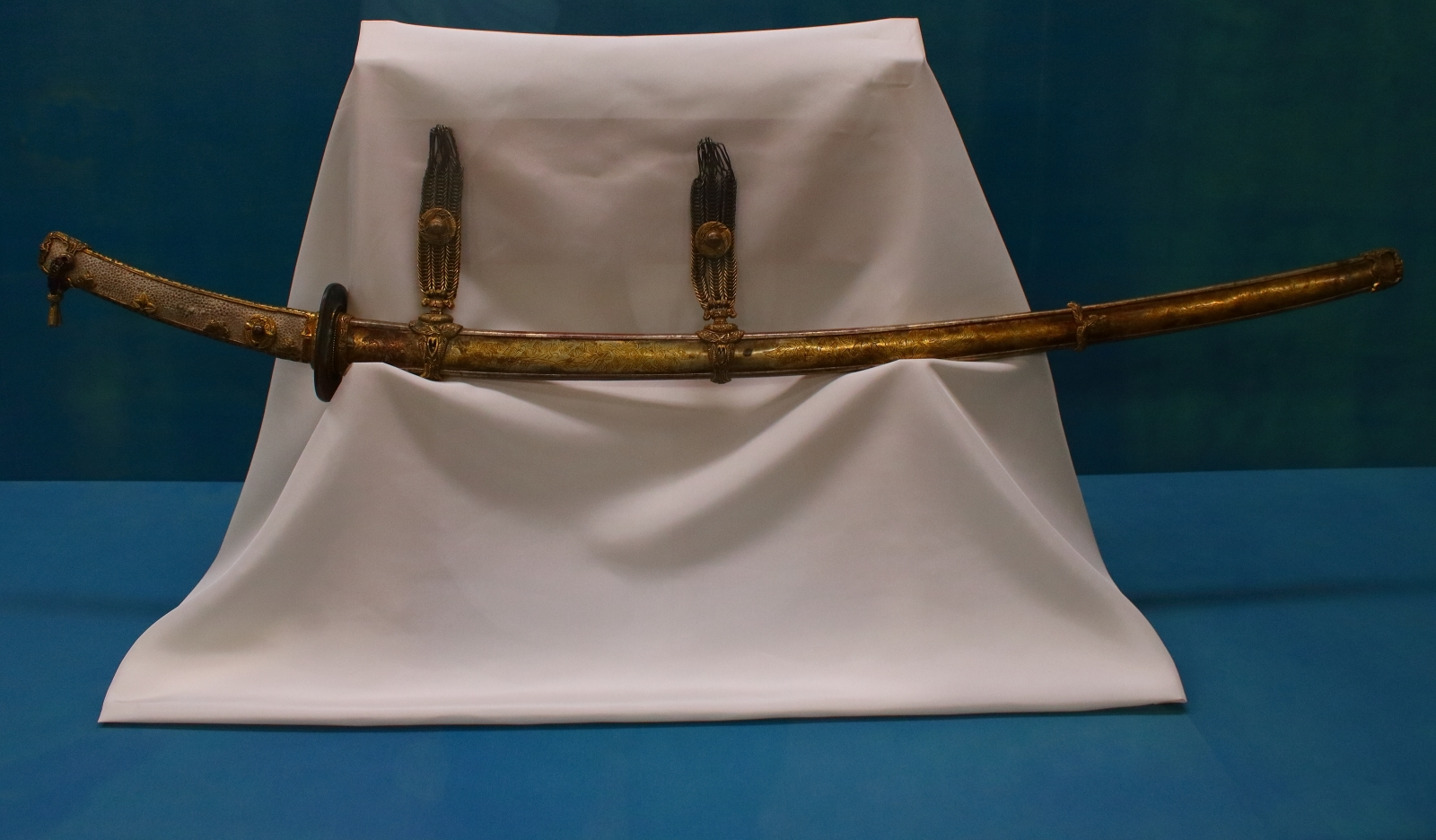
Sabre tachi de type hyōgo-gusari (dit « tachi Hōjō »), XIII, musée national de Tokyo.

L'élite guerrière constituait la partie haute de la catégorie des hommes d'armes, que l'on désigne tantôt par les mots bushi ou buke, ce dernier terme, littéralement « maison des guerriers », désignant alors plutôt le shogun ; « samouraï » (samurai), plus courant dans la littérature moderne, désignait plus précisément durant l'époque médiévale des guerriers au service d'un personnage puissant.
Cette catégorie sociale s'était constituée progressivement durant l'époque de Heian dans le cadre d'une privatisation et d'une décentralisation du pouvoir militaire, les guerriers servant alors avant tout d'hommes d'armes professionnels pour le compte de l'élite aristocratique. Les conflits des années 1180 marquèrent sans doute un grand changement dans le fait militaire, avec l'extension des corps d'armée, intégrant de ce fait des nouveaux venus au groupe guerrier, même si l'ampleur et la nature de ces changements sont discutés. Les combats étaient alors dominés par les archers montés à cheval, dotés d'arcs tirant à plus longue distance que par le passé, ce qui fit sans doute évoluer les tactiques militaires. Les guerres contre les Mongols semblent en revanche avoir donné un plus grand rôle à l'infanterie, équipée avant tout de lances. Quoi qu'il en soit la catégorie des guerriers accéda au pouvoir sous la direction de clans établis dans le Kantō, les Taira puis les Minamoto-Seiwa Genji, dans le courant du XIIe siècle, profitant de l'affaiblissement de l'influence de la cour impériale, jusqu'à la constitution du régime shogunal, stabilisé par les Hōjō au début du XIIIe siècle.

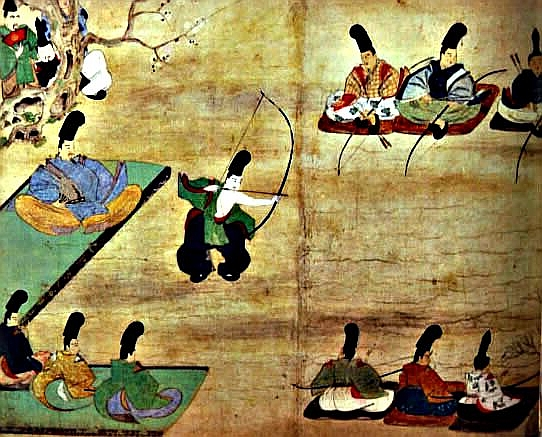
Concours de tir-à-l'arc. Kitano-Tenjin Engi Emaki, XIII.

Les hommes d'armes avaient avant tout une assise provinciale et rurale. Ils étaient des intendants de domaines publics ou privés, disposant de terres agricoles leur permettant d'avoir des ressources suffisantes pour entretenir leur équipement militaire (armures de type yoroi, sabres de type tachi et katana, arc, lance yari, cheval, etc.) et celui de leur escorte. Cela explique pourquoi beaucoup de clans guerriers ont un nom provenant de celui d'un domaine qui était leur base historique, même si ce n'était pas forcément le lieu où ils avaient acquis leur fortune. Ils résidaient dans un manoir, qui était à cette période un ensemble de bâtiments en bois, comprenant la maison du maître, celles de ses compagnons d'armes et serviteurs, des étables, ainsi que différents bâtiments d'exploitation. Elle pouvait être protégée par une palissade et un fossé. Ce qui singularisait les guerriers des autres membres des élites, c'était leur spécialisation dans le métier des armes, et du commandement militaire pour les plus importants. Les valeurs martiales de cette catégorie sociale dominée par un idéal viril étaient mises en avant dans les différents récits guerriers qui furent rédigés à l'époque, à l'image du Dit des Heike, et les exercices comme le yabusame, tir-à-l'arc exécuté sur un cheval au galop. L'idéal guerrier valorisait l'honneur du clan, organisation socio-politique fondamentale des élites du Japon médiéval, de son nom, dont était en particulier dépositaire le chef du clan, issu de la branche principale (sōryō). Les autres membres du clan principal et des branches collatérales étaient ses subordonnés. Le pouvoir du maître du clan devait se renforcer avec le temps avec l'évolution des règles d'héritage au sein des guerriers. L'habitude traditionnelle était le partage du patrimoine entre les différents enfants, filles comprises, mais le principe de transmission de l'intégralité du patrimoine à l'héritier principal désigné (pas forcément le fils aîné) s'imposa progressivement afin d'enrayer le phénomène d'émiettement des domaines des guerriers qui était devenu un problème aigu dans la seconde moitié du XIIIe siècle. Cette évolution devait principalement contribuer à affaiblir la position des femmes des familles guerrières. Durant la majeure partie de l'époque de Kamakura, les conditions traditionnelles de transmission des patrimoines leur laissaient des possibilités de disposer de propriétés distinctes de celles de leur époux et il n'était pas inhabituel que certaines d'entre elles occupent des postes de régisseurs ou agent domanial. Mais l'évolution des principes successoraux les priva d'un accès à de telles opportunités. A contrario les fils non voués à être chef de clan, autres perdants des évolutions des règles d'héritage, avaient toujours la possibilité d'obtenir des domaines grâce à leurs prouesses au combat, ce qui n'était pas possible pour les femmes, généralement destinées à devenir épouses et mères. Ce phénomène devait triompher durant l'époque de Muromachi.

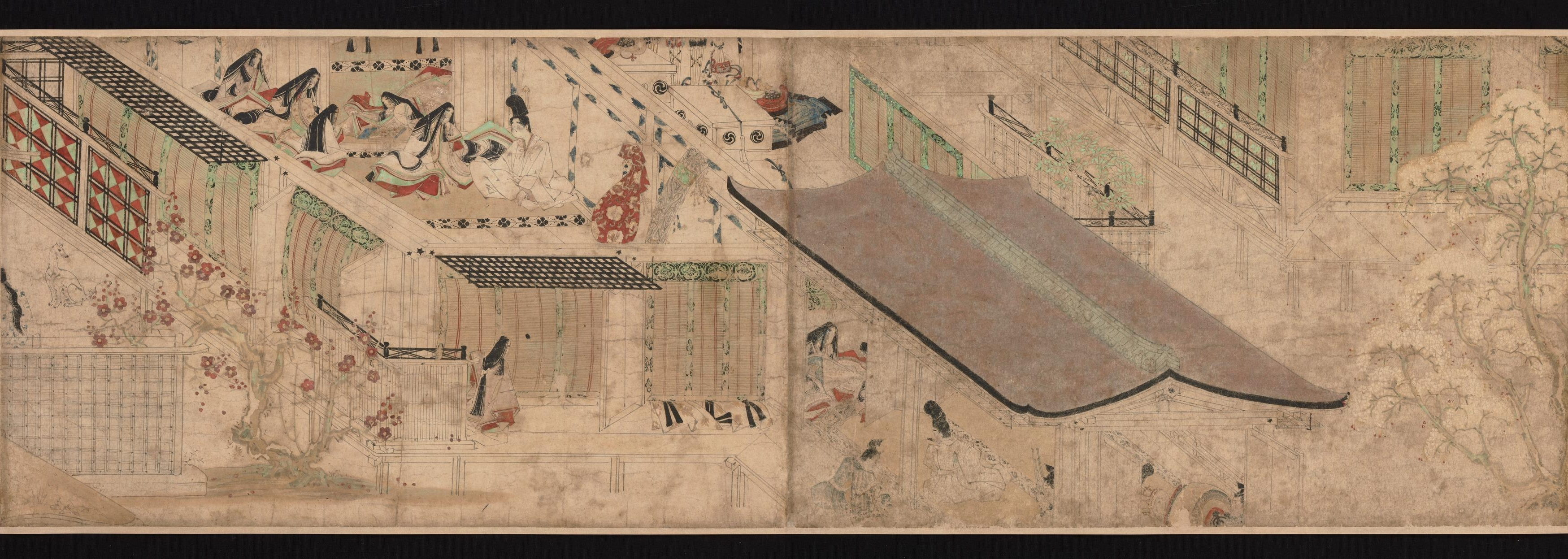
Demeure d'un membre de l'élite guerrière, suivant le modèle des résidences de Kyoto, d'après le Rouleau illustré d'Obusuma Saburō (fin XIIIe siècle ou début XIVe siècle).

Les liens personnels étaient primordiaux dans le milieu des hommes d'armes. Les structures familiales et claniques dominaient en principe les relations sociales, ce qui explique pourquoi la cohésion du clan Hōjō fut importante dans son système de pouvoir. Les liens au sein du groupe guerrier étaient également confortés par les alliances matrimoniales, qui jouèrent un rôle majeur dans la trajectoire des Hōjō, en premier lieu grâce à Hōjō Masako dont le mariage avec Minamoto no Yoritomo fut le principal facteur permettant la prise de pouvoir du clan ; par la suite ils conclurent divers mariages avec des clans guerriers du Kantō leur permettant de renforcer leurs liens avec eux. Au-delà de ces cadres familiaux, le système de la domination des hommes d'armes dans le cadre du shogunat était construit sur un ensemble de liens de vassalité. Cela peut être vu comme une évolution du groupe guerrier, bushidan, dominant le Kantō et dirigé par les Minamoto. Les hommes-liges du shogunat, gokenin, préservèrent une importance cruciale dans l'organisation du régime, et leur fidélité face au pouvoir impérial fut déterminante pour permettre à ce régime de subsister. En tant qu'« obligés » du régime, ils lui devaient le service militaire en temps de guerre, et de garde en temps de paix. En échange ils obtinrent de nombreuses gratifications, à commencer par des postes de gouverneurs militaires et intendants de domaines qui permirent au groupe des hommes d'armes, en premier lieu ceux originaires du Kantō, d'étendre son emprise sur tout le pays. Ils purent ainsi se constituer progressivement des bases locales, s'enrichir et s'arroger des prérogatives allant au-delà de celles qui leur étaient octroyées en principe.
L'expansion et la stabilisation de la domination du shogunat sur le Japon permit donc aux élites guerrières de connaître une rapide ascension sociale et un enrichissement, tout en étant confrontées au risque de revers de fortune. Ainsi le clan Miura, originaire de la péninsule de Miura au sud de Kamakura dont il reprit de le nom et implantés dans la province de Sagami, dont les chefs Yoshiaki et Yoshizumi furent parmi les principaux membres du bushidan de Minamoto no Yoritomo durant la guerre de Genpei, et devinrent par la suite un des clans guerriers les plus importants du début du shogunat. Wada Yoshimori, issu d'une branche collatérale du clan, fut ainsi chef du Bureau des samouraïs. Il fut néanmoins éliminé en 1213 à l'instigation des Hōjō, appuyés par le chef de la branche principale des Miura, Yoshimura. Les Miura étaient un des principaux clans de l'élite guerrière disposaient alors des charges de shugo de plusieurs provinces (Yoshimura cumulant la direction de Kawachi et de Kii), ainsi que de celles de régisseurs de divers riches domaines, notamment à Kyūshū. Le chef suivant, Yasumura, tenta de renverser Hōjō Tokiyori en 1247, mais son échec entraîna sa perte et celle de son clan qui fut considérablement affaibli. Les revers de fortune étaient en effet courant parmi ces familles devant leur ascension au sort des armes.
À l'échelle provinciale, une nouvelle élite se forma en profitant des succès du régime shogunal et en les appuyant, en y érodant les positions des élites traditionnelles, la noblesse de cour et des temples. Plusieurs clans guerriers originaires du Kantō ou du centre du pays reçurent ainsi des charges qui leur permirent de s'installer dans les provinces occidentales, où ils firent souche et parfois devinrent des clans locaux majeurs : par exemple les Kobayakawa, originaires du Sagami, implantés dans la province d'Aki à l'ouest de Honshu, ou encore les Ōtomo, également originaires du Sagami, qui devaient devenir un des plus importants clans de Kyūshū après que le poste de shugo du Bungo fut confié à leur chef Yoshinao au début de l'époque de Kamakura, et les Shimazu qui se virent confier le vaste domaine du même nom et placèrent la province de Satsuma sous leur coupe.

#### L'empereur et la noblesse de la cour impériale

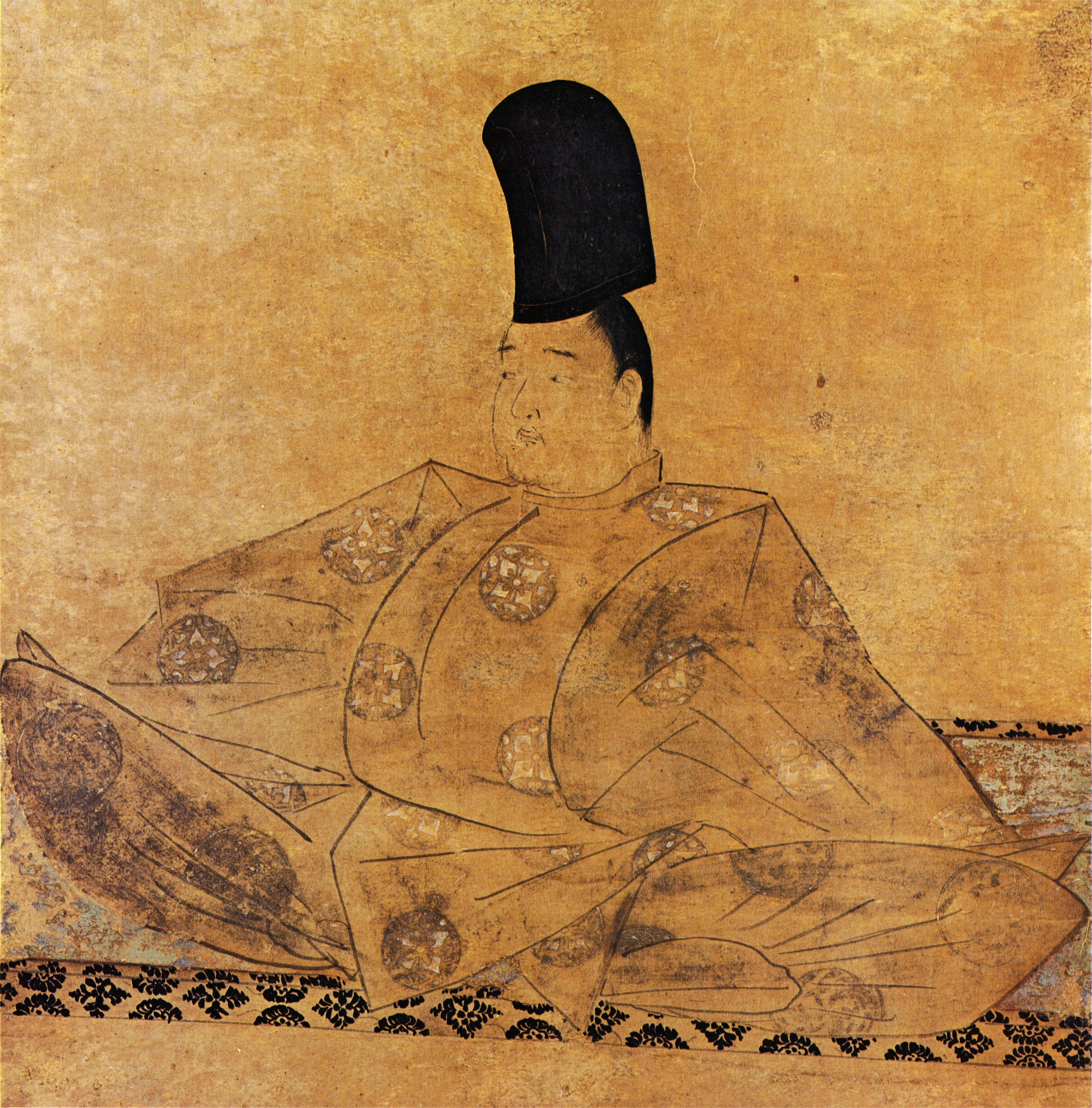
L'empereur Go-Toba, peinture de Fujiwara no Nobuzane, 1221.

La cour impériale était un ensemble éclaté entre plusieurs pôles, dominés depuis la fin de l'époque de Heian par la maison de l'empereur retiré qui dirigeait en principe la famille impériale, y compris l'empereur régnant. Ses bureaux (in-no-chō) avaient la main sur l'administration impériale, et son organisation s'étoffa durant l'époque de Kamakura sur le modèle de celle du shogunat. Dans la répartition des pouvoirs qui avait cours à cette période, la maison impériale gardait d'importantes prérogatives administratives et juridiques tout en étant clairement subordonnée politiquement au shogunat depuis l'échec de Go-Toba lors de la guerre de Jōkyū en 1221. Par ailleurs, son rôle cérémoniel de la cour restait intact, et son importance symbolique incontestée. C'est sans doute en bonne partie pour ces raisons que l'institution impériale fut préservée à cette période, quoi que les causes derrière cela soient discutées. Son déclin fut cependant continu durant l'époque de Kamakura, sa division en deux branches achevant de la placer dans une position de faiblesse face au shogunat.
Les « nobles » de cour (kuge ; le terme est aussi traduit par « aristocrates » ou « courtisans ») au service de l'empereur étaient donc largement occupés par l'organisation de la vie aulique et continuaient de recevoir des fonctions au service de la maison impériale, et plus largement des charges d'administration dans la capitale. Certes l'autorité de Kyoto et de cette élite civile fut bousculée par celle du pouvoir shogunal et des hommes d'armes. Les courtisans avaient perdu leur suprématie sur l'administration du pays, et devaient souvent faire place à des régisseurs issus de la classe guerrière sur leurs domaines, ce qui leur laissa des sentiments amers. Il convient cependant de les relativiser : les membres de ce groupe conservaient d'importantes tâches administratives et judiciaires, le contrôle de vastes domaines, surtout dans la partie centrale du pays, et secondairement dans les provinces occidentales ; leurs liens forts avec les grands temples, qui étaient tous des fondations impériales ou aristocratiques, contribuaient également à maintenir leur rang. Leurs revenus restaient donc importants. De plus l'aristocratie de cour conservait une position dominante dans le domaine intellectuel.
Une remarquable illustration de la vie de la cour impériale et de la haute aristocratie à l'époque du shogunat de Kamakura triomphant se trouve dans les premiers chapitres du Towazugatari, le journal personnel de Dame Nijō (1258-v. 1307). Cette fille d'une grande famille noble fut offerte à son plus jeune âge par son père à l'empereur Go-Fukakusa, dont elle devint par la suite une concubine, avant d'entretenir d'autres liaisons avec des membres de la cour impériale. Cette institution vivait alors dans la résignation devant son déclin politique et la nostalgie de son prestigieux passé (en partie fantasmé), cherchant comme ses aïeules à savourer les plaisirs du vin, de l'amour, de la musique et de la poésie, tentant parfois de reproduire des scènes à la manière du Dit du Genji, vu comme l'illustration par excellence de cet âge d'or révéré. Dame Nijō fut finalement expulsée de la cour en 1283, apparemment en raison de la jalousie de l'impératrice ou de sa liaison avec l'empereur Kameyama, frère et rival de Go-Fukakusa, et formula alors ses vœux bouddhistes, destin courant chez les femmes de l'aristocratie,. Dans ce milieu, les femmes étaient éduquées et lettrées, comme le démontre la production littéraire de plusieurs d'entre elles. Elles pouvaient disposer de domaines en propre et exerçaient des fonctions de service (nyōbō) et d'administration (nyōkan) parfois importantes au sein de la cour, ce qui pouvait donc leur donner une certaine influence politique, à l'image de la princesse Shoshi Hachijō-in (1136-1211) qui avait acquis une grande influence et plus de deux cents domaines.
Les grands clans de courtisans connurent des évolutions diverses. Le clan Fujiwara avait perdu son hégémonie politique au profit des grands clans guerriers à la fin de l'époque de Heian, puis s'était divisé en cinq branches (Gosekke) se partageant ses charges traditionnelles de régent (sesshō) et grand rapporteur (kampaku) de la cour impériale, qui de toute manière avaient été vidées de l'essentiel de leur substance pour devenir surtout honorifiques. Mais le clan restait prestigieux et riche, s'appuyant notamment sur ses liens privilégiés avec le grand temple du Kōfuku-ji. Une des cinq branches, les Konoe, disposait ainsi en 1235 de la bagatelle de 154 domaines répartis un peu partout dans l’empire. Le clan de l'aristocratie civile le plus important politiquement à l'époque de Kamakura était celui des Saionji. Ils devaient leur fortune au fait que Saionji Kintsune (1171-1244) fut l'un des rares membres de l'élite de ce groupe à se ranger du côté des Hōjō lors de la guerre de Jōkyū qui les opposa à la faction impériale. Par la suite il fut bien en vue à Kamakura, obtenant le poste de représentant de l'empereur (mōshitsugi) qui resta à la disposition du clan. Les Saionji marièrent plusieurs de leurs filles à des empereurs, et obtinrent une influence considérable sur la cour de Kyoto, où ils disposaient notamment du poste lucratif de directeur des haras impériaux, qui donnait accès à des domaines de pâtures. Ils accumulèrent d'importantes richesses : ils contrôlaient des domaines dans la région de Kyoto et l'ouest du Japon, situés sur des axes commerciaux majeurs, comme le marché aux poissons de Yodo qui fournissait la capitale, ainsi que le poste de gouverneur de la province d'Iyo (Shikoku), ou encore le prestigieux sanctuaire de Munakata à Kyūshū.

#### Les grands temples

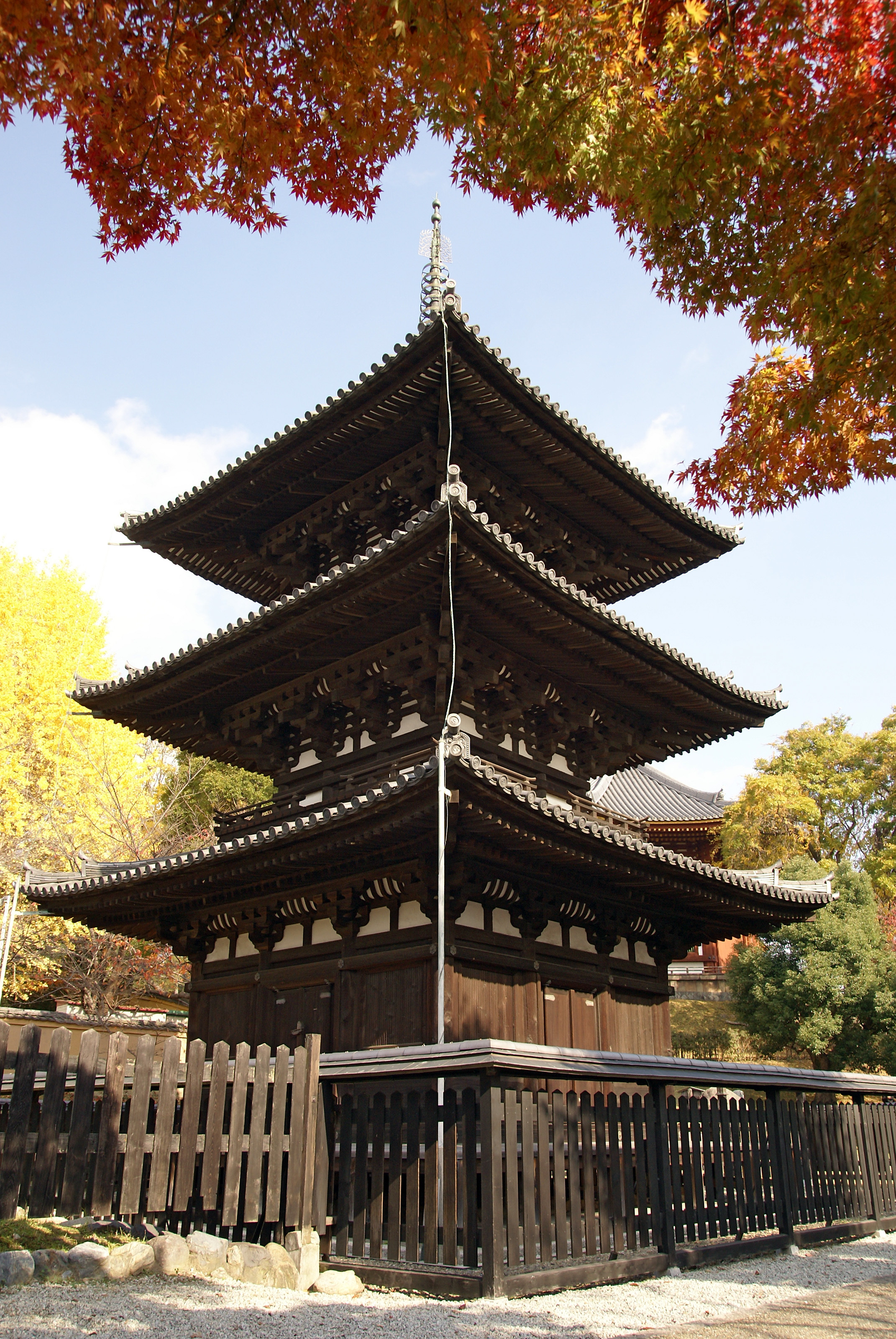
Pagode à trois étages dans le complexe du Kōfuku-ji à Nara, XII.

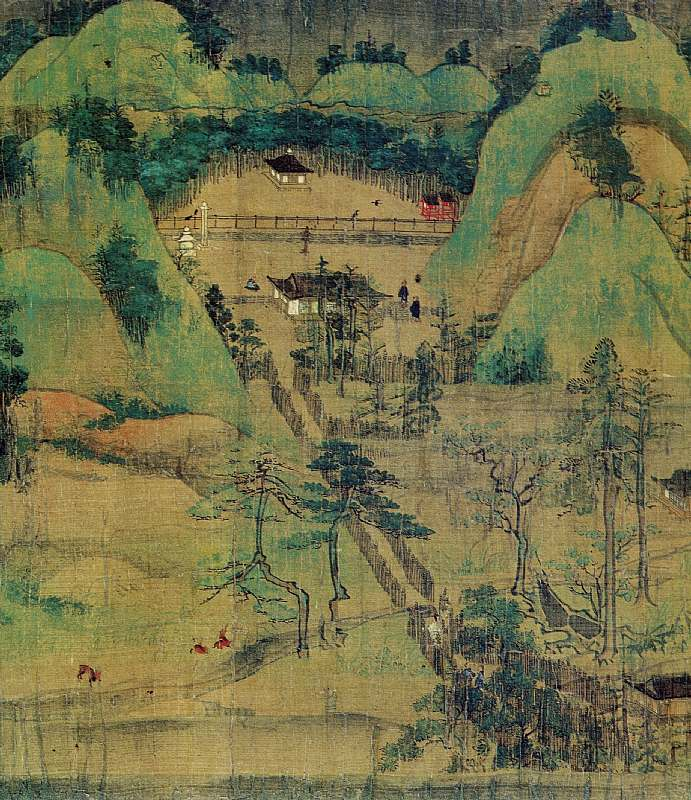
Paysage du mont Kōya, où se trouvait l'un des principaux temples de l'époque de Kamakura. Biographie illustrée du moine itinérant Ippen (rouleau II, section 4), 1299.

Les principaux temples bouddhistes qui avaient émergé aux époques de Nara et de Heian avaient constitué d'importants domaines qui faisaient d'eux des « puissants », en mesure de jouer un rôle de premier plan dans la société japonaise. Leur rôle premier était d'assurer la protection sacrée de l’État par le biais de divers rituels et services religieux. Ces institutions se présentaient comme des complexes monastiques situés dans la région centrale, en lien avec la cour impériale et les aristocrates dont les donations étaient à l'origine de leur puissance, assise sur le contrôle de nombreux domaines leur assurant des revenus confortables. Les temples majeurs étaient : à Nara le Kōfuku-ji, monastère familial du clan Fujiwara, qui en plus de ses domaines avait la fonction de shugo de la province de Yamato ; le Tōdai-ji, temple impérial de la même ville, fortement affaibli après sa destruction en 1180 par les troupes Taira mais qui reçut en compensation les bénéfices de domaines publics, avec la charge d'administration civile de la province de Suō, et disposait par ailleurs selon une estimation d'une cinquantaine de domaines privés (shōen), ressources bien documentées par ses archives ; l'Enryaku-ji du Mont Hiei, sans doute le plus influent durant l'époque de Kamakura ; également l'Onjō-ji à Ōtsu ; les temples du Mont Kōya (Kōya-san) ; le Tō-ji de Kyoto, dont l'activité est bien connue grâce à un important lot d'archives, qui connut un nouvel essor grâce au patronage de Minamoto no Yoritomo puis celui de la princesse Sen'yōmon'in (1181-1252), fille de l'empereur retiré Go-Shirakawa, qui lui concéda ses domaines. Bien qu'ils fussent de plus en plus concurrencés par les membres du groupe guerrier, en particulier ceux qui étaient nommés régisseurs de leurs domaines, les grands temples conservaient une base économique considérable, en particulier dans les régions centrales et occidentales, et leur importance sociale et politique ne saurait être négligée.
Si la communauté monastique (sōga, issu du sanskrit sangha) était supposée être marquée par l'égalité entre ses membres et l'élévation des plus méritants, et pouvait se réunir en assemblée pour des prises de décision importantes, en pratique l'organisation interne des temples bouddhistes de était très hiérarchisée. Les abbés et autres hauts administrateurs dirigeant les grands temples étaient choisis parmi les nobles. Les personnages d'origine élevée disposaient au sein de ces institutions de leurs propres pavillons qui constituaient des organismes internes aux temples, appelés monzeki, qui étaient à l'origine des fondations patronnées par une famille éminente et gardaient d'importants liens avec celle-ci, lui permettant en retour d'avoir une influence sur la vie de l'institution (en particulier pour la désignation de l'abbé). Parmi les groupes de moines plus précisément constitués, ceux spécialisés dans l'étude des textes bouddhistes, les gakushō ou gakuryo, souvent d'origine noble, se voyaient reconnaître une position importante. En revanche la nébuleuse des moines chargés des tâches de routine, les dōshu, occupait les positions médianes ou subalternes. Ce terme désignait des personnes occupant des fonctions très diverses : des travailleurs, mais aussi des administrateurs, quelquefois de véritables officiants du culte, et aussi ceux qui étaient susceptibles de prendre les armes. Le groupe des moines et plus largement du personnel des temples renvoyait donc aux hiérarchies sociales et à la complexité des statuts sociaux du Japon médiéval.
Dans la continuation de l'époque de Heian, les grands temples étaient des groupes de pression non négligeables, capables de mener des mouvements de protestation virulents (gōso) et de formuler des pétitions qui étaient entendues en haut lieu : il était courant que des groupes de moines manifestent à Kyoto pour faire pression sur la cour impériale afin d'obtenir des avantages, notamment des décisions favorables dans des litiges. Par ailleurs ils étaient régulièrement impliqués dans des affrontements impliquant des moines armés, qui opposaient tantôt des factions à l'intérieur des monastères, par exemple des monzeki tenus par des familles rivales (en particulier lors des élections d'abbés), ou des monastères rivaux, en général autour de litiges sur la possession de terres.
Il apparaît quoi qu'il en soit qu'à la différence des deux autres catégories de « puissants » les temples puissants ne constituaient pas une force réellement indépendante, car liée aux nobles de la cour qui les influençaient fortement et étaient impliqués dans leurs affaires internes, jusqu'à déterminer les luttes de faction en leur sein. On a donc pu parler de « semi-indépendance » à leur propos. Ils ne formaient pas non plus un groupe cohérent et solidaire en raison de leurs querelles d'écoles et rivalités internes.

### Les domaines: organisation et évolutions
La domination des élites dirigeantes reposait sur le contrôle des différents domaines publics ou privés qui étaient leurs principales sources de richesse et d'autorité sur les populations laborieuses du pays.  Cette structure domaniale était depuis l'époque de Heian la structure fondamentale de l'économie, et plus largement de son administration, et fournissait le cadre de vie de la majeure partie de la population de l'époque de Kamakura. Ces domaines n'étaient pas forcément d'un seul tenant, et leurs tailles étaient extrêmement variables, certains occupant un espace restreint tandis que d'autres s'étendaient à l'échelle d'une province. C'était dans ce cadre que se déroulaient principalement les interactions entre les puissants et le reste de la population. Le cadre domanial était divisé entre des domaines publics, kokugaryō (ou koryō) et domaines privés, shōen ; on a pu parler à ce propos de « système domanial » ou « système shōen-kokugaryō ». Les shōen sont de loin les mieux documentés et ceux qui ont fait l'objet de plus d'études, le rôle des domaines publics ayant été réévalué tardivement (à la suite notamment des travaux de Nagahara Keiji).

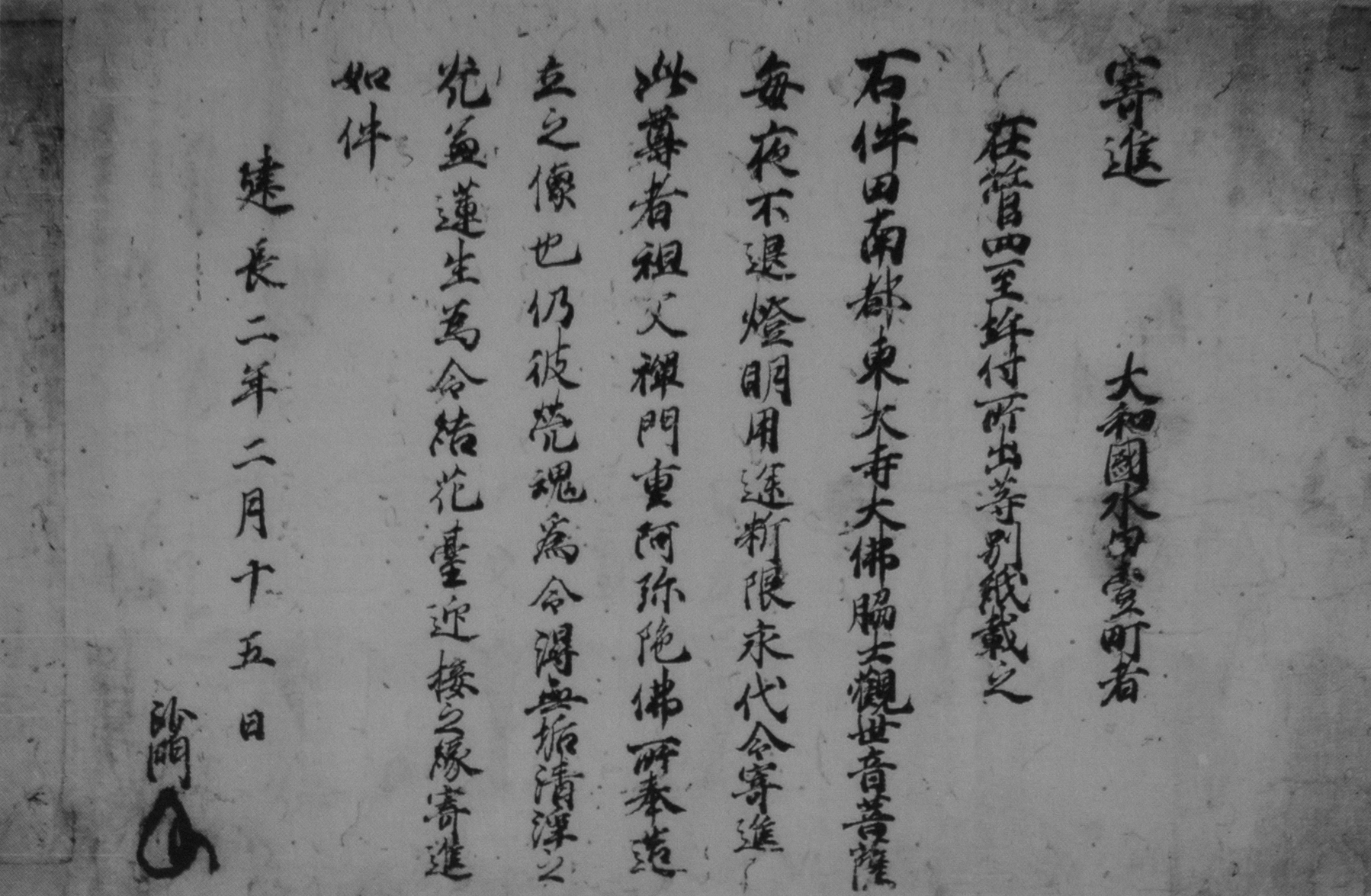
Document de donation de terres au Tōdai-ji. Milieu du XIII.

Les shōen, apparus à l'époque de Heian, étaient des domaines qui appartenaient à un puissant, membre de la famille impériale, de la haute aristocratie civile ou un grand monastère. Ces domaines bénéficiaient en général d'exemptions fiscales et l'administration provinciale ne pouvait y pénétrer : il s'agissait donc de propriétés détachées du contrôle économique des pouvoirs publics. Les ressources des maîtres des domaines consistaient en des prélèvements en nature (nengu, zōkuji) sur les productions domaniales, potentiellement très variées car ils pouvaient regrouper une vaste gamme d'activités : produits agricoles des rizières et autres champs ou des jardins et vergers, des mûriers, exploitation des ressources halieutiques, des forêts, des bambouseraies, des espaces de chasse, des salines, des ateliers artisanaux, également des péages, etc. Ces contributions étaient prélevées sur les travailleurs des domaines, qui étaient également susceptibles de devoir des corvées. Les domaines étaient généralement organisés en unités de production (myō) confiées à des administrateurs. En pratique le propriétaire ne résidait généralement pas dans son domaine et en possédait beaucoup, et ne s'impliquait pas directement dans leur gestion. Et la notion de « propriété » n'est pas à entendre ici suivant un sens moderne, puisque ces domaines relevaient d'un enchâssement de droits, bénéficiant à plusieurs acteurs. D'autres personnes prenaient en effet en charge pour le compte du propriétaire de dernier ressort les affaires de ses domaines et la perception des droits sur les populations qui y résidaient. C'était d'abord des sortes de propriétaires secondaires, généralement des nobles de second rang, qui déléguaient à leur tour les droits et services et ainsi de suite en passant par les régisseurs et jusqu'au niveau local, où les agents domaniaux (shōkan) avaient des terres à leur disposition en échange de leur service. Ces différents droits de gestion et de prélèvements étaient nommés shiki ; ils étaient divisibles et aliénables. S'était ainsi constituée un structure pyramidale allant du propriétaire nominal du domaine aux agents locaux responsables des unités internes du domaine et aux cultivateurs, donc comprenant potentiellement beaucoup de niveaux, chacun disposant d'un shiki. Les produits prélevés sur un domaine étaient répartis entre plusieurs bénéficiaires, en dernier lieu le propriétaire effectif.
Quant aux domaines publics, moins documentés, il semble que leur organisation n'ait pas grandement différé de celles domaines privés. Ils étaient dirigés à l'échelle provinciale par un organe d'administration appelé kokuga. Au niveau local ils étaient gérés par des fonctionnaires locaux (zaichō kanjin), qui disposaient comme les agents des domaines privés d'un ensemble d'obligations et de droits, percevant donc des revenus sur les populations dont ils avaient la charge, et qui étaient également souvent des guerriers. En pratique les revenus des domaines publics bénéficiaient également à des puissants, qui disposaient des hautes charges d’administration provinciale.
Le phénomène le plus caractéristique de l'époque de Kamakura concernant les droits sur les domaines privés comme publics fut l'introduction dans la structures des bénéficiaires de leurs revenus des intendants/régisseurs appelés jitō. Ceux-ci devaient percevoir les prélèvements pour le compte du propriétaire, gérer le domaine, son administration, sa sécurité. C'étaient en général des membres de la catégorie des guerriers, jusqu'alors plutôt laissée pour compte dans la répartition des domaines privés, recevant cette fonction grâce à une décision du shogunat, et non par délégation du propriétaire du domaine suivant le principe habituel. Ce phénomène commença avec Minamoto no Yoritomo et profita aux hommes-liges du shogunat (gokenin). Il se poursuivit par la suite, servant à plusieurs reprises à confisquer les droits sur la terre à des personnes ayant perdu un conflit et à récompenser ceux qui avaient servi le vainqueur. Cela généra de nombreux litiges entre régisseurs et propriétaires sur l'attribution des produits des prélèvements, et aussi la répartition des structures internes des domaines, les régisseurs cherchant souvent à étendre les tenures sous leur dépendance. Les propriétaires n'avaient pas forcément la possibilité d'assurer directement leur autorité sur leurs domaines, surtout s'ils étaient éloignés géographiquement, et devaient recourir à des actions en justice en cas de litige prolongé. Le pouvoir des intendants était le plus marqué dans les provinces orientales. Dans d'autres cas en revanche la coexistence était plus pacifique, avec des accords de répartition des droits et obligations, ce qui fut courant notamment dans les provinces de l'ouest. Dans la région de la capitale les propriétaires aristocratiques conservèrent leur assise. D'autres acteurs pouvaient s'immiscer dans le système : certains fonctionnaires locaux devinrent intendants domaniaux et firent concurrence aux guerriers, et il se pouvait aussi que les agents domaniaux déjà en place résistent et puissent faire passer sous leur contrôle une partie du domaine. Il n'empêche que ce phénomène constitua dès l'époque de Kamakura un facteur d'affaiblissement de l'autorité des propriétaires sur leurs domaines, et plus largement un début de mise à bas du système des domaines, avec un début de privatisation de ceux-ci par les régisseurs de la classe militaire, qui se constituaient une assise locale leur permettant de devenir de véritables « seigneurs » des lieux où ils étaient implantés. Ce phénomène d'appropriation concerna aussi dans une moindre mesure les agents domaniaux responsables des zones de culture. L'époque de Muromachi devait voir l'accentuation et l'aboutissement du processus de démantèlement des shōen,.

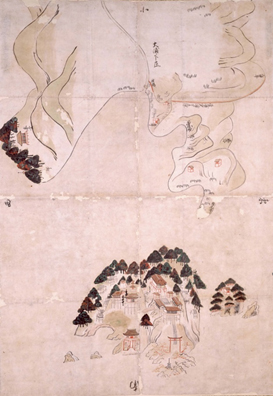
Carte représentant un domaine sur l'île de Chikubu du Lac Biwa, avec les villages de Sugaura et d'Ōura, dressée dans le cadre d'un litige frontalier les opposant. Documents de Sugaura, 1302.

Les populations occupant le domaine étaient donc souvent mises à rude épreuve en raison des luttes des élites, qui se manifestaient dans les tentatives de prise de contrôle de domaines rivaux, ou d'extension sur ceux-ci par empiètement progressif, et supposait donc de placer sous son contrôle les exploitants des terroirs en question, question cruciale en ces temps où la main d’œuvre n'était pas particulièrement abondante et avait tendance à être mobile, d'autant plus que la fuite était souvent la meilleure façon de résister à un propriétaire trop demandeur. Les changements de gestionnaires domaniaux étaient susceptibles d'affecter les paysans si le nouveau régisseur augmentait la pression fiscale et les corvées. Les communautés concernées avaient des moyens de résistance en portant plainte collectivement auprès du propriétaire qui était susceptible de leur venir en aide, a fortiori si ses relations avec l'intendant étaient mauvaises. Par exemple en 1275 les paysans du domaine d'Atekawa (province de Kii) se réunirent pour adresser une protestation écrite à l'attention de leur propriétaire, le temple Jakuraku-ji de Kyoto, qui dénonçait les agissements du régisseur, qui leur imposait notamment des corvées pour les besoins de ses propres possessions, les menaçait régulièrement et leur infligeait des traitements cruels.

### Agriculteurs et non-agriculteurs
Si la majeure partie de la population se consacrait aux activités agricoles, et avant tout la riziculture, et que l'étude de l'agriculture et de la paysannerie a longtemps monopolisé les études économiques et sociales, l'importance des activités et populations « non agricoles » dans le Japon pré-moderne a été réévaluée, en particulier à la suite des études d'Amino Yoshihiko, qui a mis en évidence le fait qu'il ne fallait pas considérer que des domaines ayant une agriculture peu productive étaient forcément pauvres car ils pouvaient construire leur richesse sur d'autres activités. Depuis les études sur ces groupes ont connu un essor important et permis de faire évoluer la vision que l'on avait de la société médiévale japonaise. Les sources de cette période documentent en particulier les groupes vivant des activités maritimes ou lacustres, ceux peuplant les espaces incultes des montagnes, ou encore ceux vivant des échanges, notamment diverses professions itinérantes, très actives dans cette période de développement commercial. La documentation laisse également entrevoir divers groupes de populations vues comme marginales, comme les « non-humains », se consacrant à des activités vues comme impures. Par ailleurs la fin de l'époque de Kamakura a vu l'essor des « bandes malfaisantes », terme qui désigne généralement des groupes commettant du brigandage et de la piraterie, mais aussi des rebelles au pouvoir shogunal.

#### Activités agricoles et monde paysan
L'agriculture reposait sur la riziculture, qui profita alors de l'amélioration et la construction d'ouvrages d'irrigation. Dès le XIIIe siècle certains domaines se mirent à pratiquer une double récolte annuelle (riz en été et blé ou orge en hiver), ce qui fut favorisé par le pouvoir de Kamakura qui avait donné pour consigne de ne pas taxer la seconde récolte. L'agriculture semble donc connaître une intensification, également renforcée par l'usage plus courant d'engrais animal et végétal. En revanche l'expansion des zones en culture semble avoir été limitée. Il convient également de ne pas se laisser trop influencer par les documents de l'administration domaniale qui privilégiait les unités de productions céréalières, et en premier lieu le riz, car les paysans disposaient également à côté d'autres champs ou de jardins où ils faisaient pousser des céréales, du chanvre, diverses variétés de fruits et légumes qui étaient pour eux essentiels, en plus de pouvoir exploiter l'espace inculte (friches, pâtures, bois et forêts, rivières et marécages). Les quelques progrès dans l'agriculture entraînèrent manifestement une augmentation de la production, et également des échanges de produits agricoles (voir plus bas), mais les famines restèrent une réalité durant l'époque de Kamakura, qui connut deux épisodes dévastateurs en 1229-1232 et 1257-1260.
Les structures agraires étaient organisées dans le cadre des domaines, privés et publics. Les premiers occupaient en gros un peu plus de la moitié du territoire agricole sous administration domaniale, le reste étant sous le contrôle des domaines publics. Mais il y avait des variations régionales : selon les registres de terres, la province d'Awaji en 1223 était répartie entre 72 % de domaines privés et 28 % de publics, tandis que dans la province de Wakasa en 1265 le rapport était de 53 % pour le public et 47 % pour le privé. Ils n'étaient du reste pas forcément d'un seul tenant, et leurs tailles variaient énormément. Les espaces agricoles y étaient souvent divisés en unités appelées myō, qui servaient de base pour l'organisation du travail et la taxation. Cependant de nombreux exploitants vivaient en dehors de ces structures et étaient organisés individuellement en unités appelées zaike, comprenant leur foyer et la terre qu'il exploite, en cette période d'habitat rural essentiellement dispersé. Il a été estimé que les redevances prélevées sur la récolte correspondaient à 20 à 30 % de celle-ci environ. Selon les types de terres, leurs tenanciers étaient également susceptibles de devoir des corvées.
Les myōshu, qui étaient chargés de la gestion d'un myō, et percevaient pour le compte des autorités domaniales les taxes dues par les exploitants, étaient les élites villageoises. Ils étaient souvent armés, leur fonction impliquant manifestement la défense du domaine, et nombre de myōshu avaient intégré le groupe des guerriers. Les couches moyennes et basses de la société paysanne sont moins aisées à identifier dans les textes, la terminologie n'étant pas claire, vu qu'elle s'intéresse surtout à leur statut fiscal et pas à leur niveau de vie, et qu'il existait par ailleurs une portion non négligeable de populations paysannes mobiles changeant d'exploitation au gré de circonstances diverses. Il existait une population dépendante (identifiée notamment par le terme genin, qui désigne au sens large une personne qui est au service d'une autre) qui constituait la couche basse de la population agricole, dont des travailleurs ayant un statut servile (voir plus bas). Ils travaillaient sur les domaines des différents bénéficiaires de droits d'exploitation des domaines, y compris les myōshu. La question de savoir s'ils constituaient la majeure partie des exploitants des domaines ou bien s'il existait une couche moyenne de paysans plus indépendants et aisés reste débattue. P. Souyri identifie pour les dernières décennies de l'époque de Kamakura une catégorie des paysans autonomes, qui verraient une amélioration de leurs conditions de vie grâce à une meilleure production agricole et participeraient plus activement à la prise de décision dans leurs communautés villageoises. Cela posa les bases du renforcement des institutions rurales qui fut manifeste au XIVe siècle.

#### Les gens de la mer

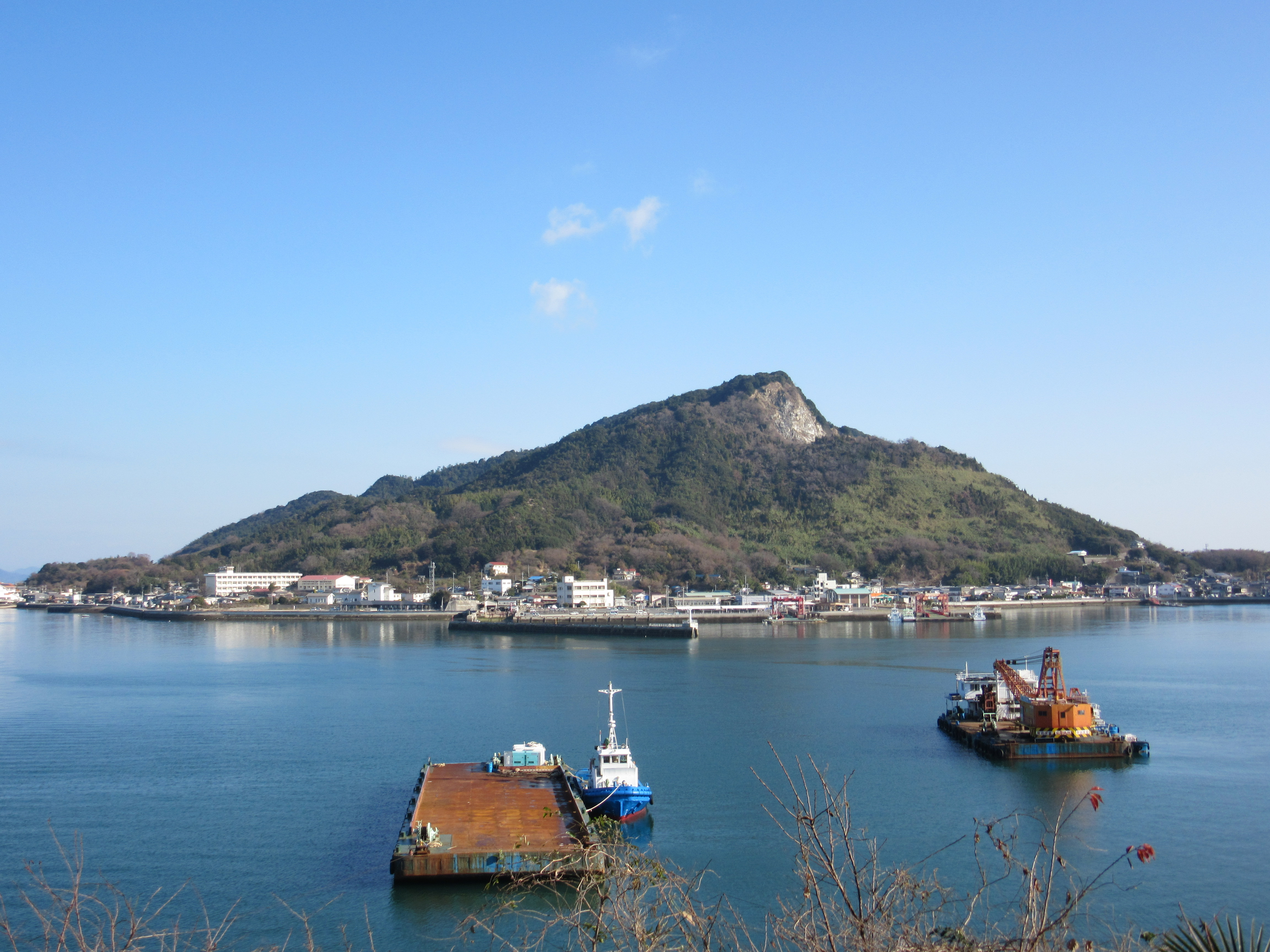
Vue de Yugeshima.

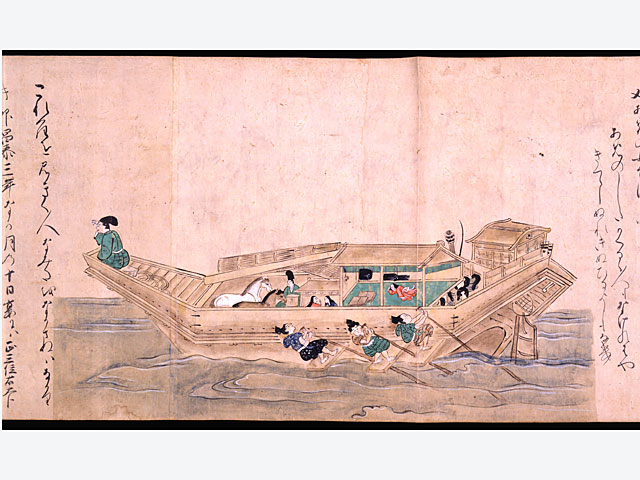
Bateau de transport propulsé par des rameurs. Kitano Tenjin engi emaki, 1219.

Les côtes de l'archipel japonais étaient occupées par des communautés vivant essentiellement des activités maritimes, avant tout la pêche, mais aussi la production de sel, le commerce et le cabotage, désignés par les chercheurs comme les « gens de la mer » (kaimin), dont le rôle a été mis en avant par les études d'Amino. Ces sont les exemples les mieux connus de domaines non dominés par les activités agricoles.
On trouvait plusieurs de ces communautés le long des côtés de la province de Wakasa donnant sur la mer du Japon. Initialement itinérantes, elles se stabilisèrent progressivement durant l'époque de Kamakura, formant des villages côtiers disposant d'une organisation collective régissant les zones de pêche. Elles devinrent rapidement prospères, sans doute plus que les communautés agricoles de la même province, s'insérant dans des circuits d'échanges larges. Les appétits des puissants se tournèrent vers elles, ce qui aboutit à leur intégration dans des domaines institutionnels dans le courant du XIIIe siècle, notamment ceux de l'Enryaku-ji. Cela eut pour effet de leur offrir des débouchés privilégiés dans les domaines du temple.
Yugeshima (province d'Iyo ; aujourd'hui dans la municipalité de Kamijima), une île de 8,8 km2 située dans la mer intérieure de Seto, était quant à elle un domaine possédé par une assemblée de moines du Tō-ji, et bien documenté grâce aux archives préservées par ce temple. Le domaine s'étendait en fait au-delà des rives de l'île, puisque d'après un document du début du XIVe siècle concernant la répartition des droits entre propriétaire, intendant et administrateur local, il comprenait aussi un espace maritime allant jusqu'à 5 km autour de l'île, ce qui permettait d'y inclure une autre petite île et surtout plusieurs sites de filets de pêche (amiba/aminiwa). Si les revenus de ces derniers étaient partagés entre les trois ayants droit du domaine suivant diverses modalités, l'île en elle-même était divisée en trois zones, deux pour le propriétaire et une pour l'intendant, et comprenait des unités de production myō réparties entre champs (servant manifestement pour des cultures vivrières), salines situées sur les plages (shiohama) et espaces forestiers sur les hauteurs (le bois devant notamment servir pour la construction navale et pour chauffer la saumure dans la production de sel). Les produits maritimes (pêche et sel) étaient manifestement ceux qui intéressaient le plus les ayants droit. Les élites de l'île étaient les personnes responsables des unités de production, les myōshu, et une autre catégorie originale, les « capitaines (de navire) » (kandori). Elles dirigeaient les résidents dépendants (libres hyakushō et non-libres genin) et devaient en particulier superviser le transport du sel vers le propriétaire, mais cherchaient aussi à tirer profit pour leur compte des ventes des productions du domaine. Suivant les données textuelles, corroborées par des fouilles archéologiques, la production du sel se déroulait notamment suivant la méthode intensive appelée agehama : des bassins avaient été creusés sur des terrasses où on apportait de l'eau qui était laissée à évaporer ; la méthode plus simple, irihama, consistait à diriger l'eau via des petits chenaux vers des bancs de sable servant de lieu d'évaporation. Dans tous les cas la saumure obtenue était ensuite récupérée puis mise à bouillir dans des chaudrons afin d'obtenir le sel.
Les activités de pêche n'étaient pas une exclusivité populations maritimes, mais concernaient aussi celles vivant à proximité des eaux intérieures. Plusieurs domaines comprenaient des droits sur l'eau pour la pêche sur les rivières et les étendues d'eau qu'ils comprenaient. Les communautés de pêcheurs de l'arrière-pays de Kyoto, autour du lac Biwa et de la rivière Katsura, profitaient de la proximité des marchés urbains ; certaines pratiquaient notamment la pêche au cormoran.

#### Échanges, artisanat et autres professions

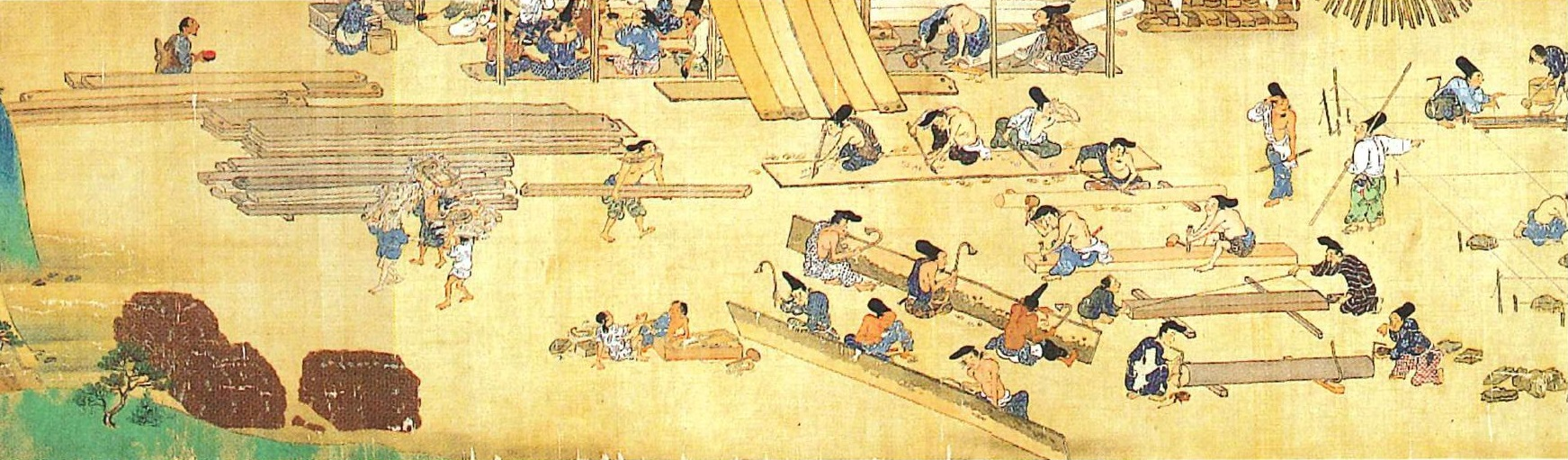
Scène montrant des méthodes de travail de charpentiers dirigés par un maître d’œuvre pour la construction d'un temple. Kasuga gongen genki-e (rouleau 1 section 3), début XIV.

Une grande partie de la circulation des produits se faisait traditionnellement dans le cadre des domaines, par le biais des prélèvements sur les productions agricoles et artisanales fournis en guise de contributions au propriétaire domanial. La cour impériale faisait appel à des fournisseurs officiels (kugonin) pour ses besoins plus spécifiques, en matière de produits artisanaux aussi alimentaire : cela concernait par exemple des forgerons, des chaudronniers, des charbonniers, des marchands d'huile, mais aussi des chasseurs et des pêcheurs. Ils bénéficiaient d'une protection et d'une certaine liberté dans leurs mouvements garantie par des exemptions de péage, afin d'obtenir les produits nécessaires à la satisfaction de la demande aulique, en échange du versement de leur production en guise de tribut. Cette facilité de circulation était cruciale car ils écoulaient généralement eux-mêmes la part de leur production non destinée à la cour ou à leur propre consommation et devaient également obtenir leur matière première et moyens de productions par leurs propres moyens, ce qui les contraignait souvent à exercer leur métier de façon itinérante. Les fournisseurs de lanternes de la cour de l'empereur étaient ainsi des forgerons allant et venant sur les marchés des alentours de la capitale afin de réaliser des achats et des ventes. Un système similaire existait pour les domaines des temples.
Mais les domaines publics et privés n'achevaient manifestement pas les conditions d'auto-suffisance même avec leurs paysans et fournisseurs dépendants, et devaient donc recourir à la commercialisation de leurs surplus afin d'obtenir de l'argent et des produits voulus. Les gestionnaires des domaines pouvaient se charger eux-mêmes de cela, ou bien faire appel à des intermédiaires commerciaux, les toimaru, qui étaient des agents domaniaux. Ceux-ci géraient les entrepôts du domaine, la commercialisation des produits des redevances, et parfois directement leur perception. Ils percevaient des commissions sur les ventes effectuées. Ils devinrent progressivement de véritable négociants, certains réussissant à amasser d'importantes richesses.
Plus largement dans tous les métiers les gens de cette époque devaient se faire marchands afin d'écouler leurs surplus non destiné directement aux circuits internes aux domaines ou à leur propre consommation. Dans plusieurs cas l'écoulement de produits sur les marchés était confiée aux femmes du foyer, créant ainsi une division des tâches entre les hommes chargés de la production et les femmes chargées de la vendre. Ainsi les femmes des groupes de pêcheurs de la région centrale (lac Biwa, Katsura) se retrouvaient sur les marchés de Kyoto où elles vendaient du poisson. De même des épouses de charbonniers exerçant les fonctions de fournisseurs de la cour impériale en charbon de bois, ou d'autres femmes vendant en vêtements de soie au sanctuaire de Gion.

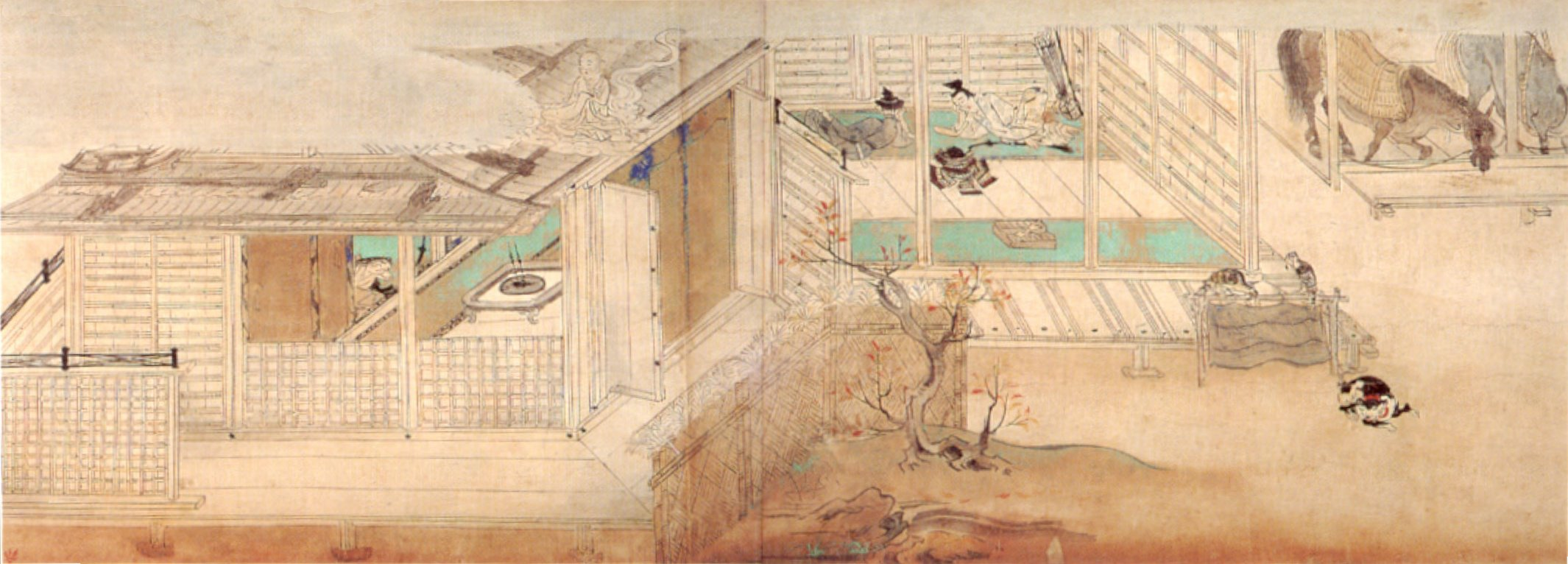
Représentation d'une auberge. Kōbō Daishi gyōjō emaki, fin XIIIe siècle ou début XIVe siècle.

La période de Kamakura fut caractérisée par un essor notable des échanges, qui modifia les conditions des transactions de produits : la part des circulations à l'intérieur des domaines diminua, et de plus en plus de propriétaires et producteurs eurent recours aux échanges sur le marché, ce qui fut aussi rendu possible grâce aux progrès de la production agricole. Cela concerna en premier lieu les provinces centrales autour de Kyoto. Cette époque vit la multiplication des marchés locaux, en particulier dans les campagnes, ayant un caractère périodique (trois fois par mois habituellement). Ils étaient souvent établis près des temples, qui étaient des points d'attraction important, en particulier au moment des fêtes, et aussi des axes et points de communication (routes, rivières, plus précisément des ponts, carrefours ou ports). Ils servaient notamment aux paysans locaux pour y vendre leurs éventuels surplus et y acheter des produits auprès de marchands ambulants. Certains de ces marchés devinrent d'importants lieux d'échanges de dimension régionale, tandis que ceux de Kyoto étaient particulièrement actifs, se développant de plus en plus en dehors d'un cadre réglementé. Les puissants cherchèrent à contrôler des domaines situés sur des axes commerciaux, notamment dans les ports, ayant l'ambition de tirer profit de ces activités (notamment grâce aux octrois). Les Hōjō finirent par exercer une domination peu partagée sur le grand commerce dans les dernières décennies de leur règne.

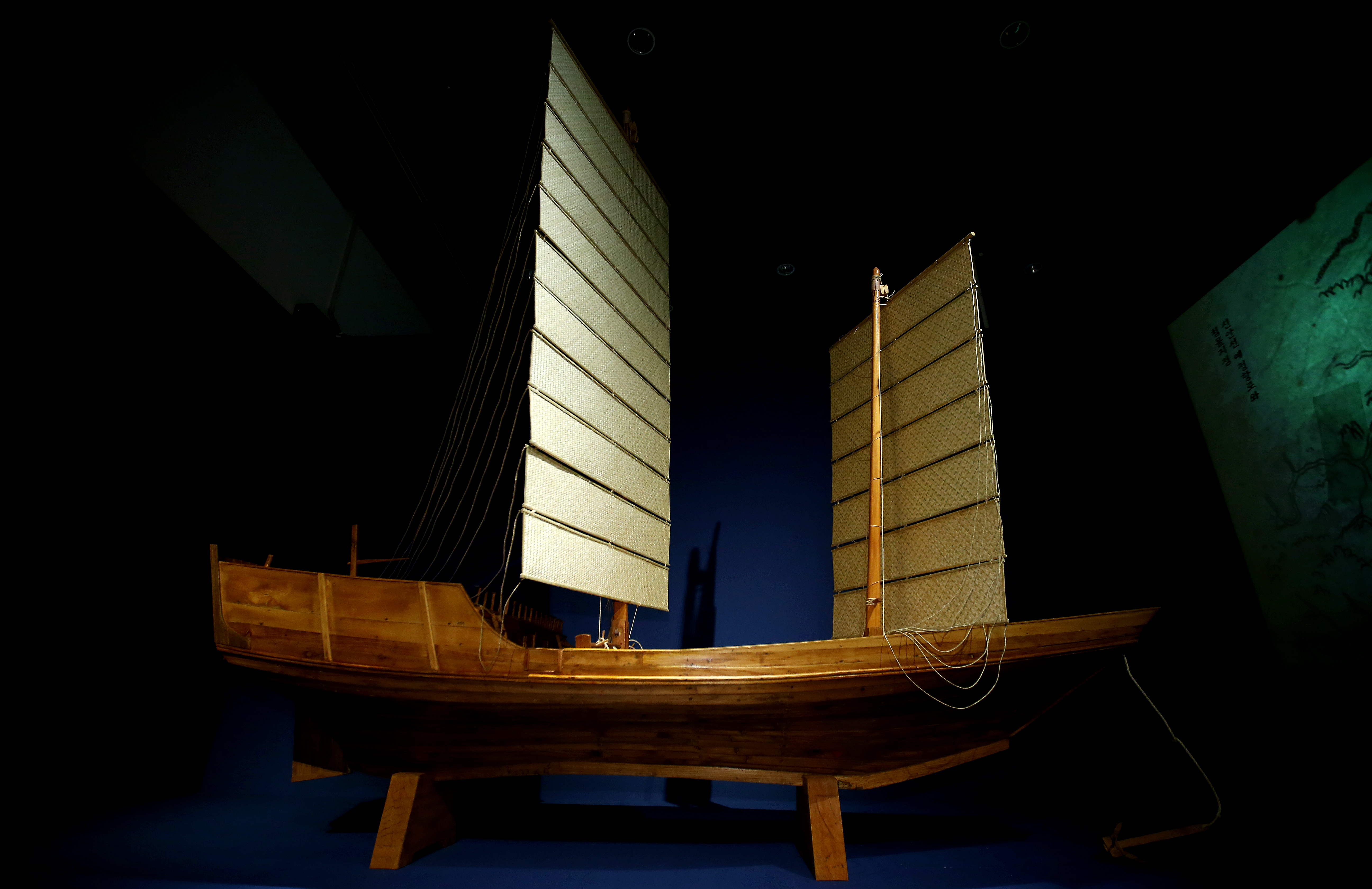
Maquette représentant le bateau de l'épave du Sinan. Musée national de Corée.

Des grandes familles ainsi que des temples commanditaient des expéditions commerciales d'envergure entre régions japonaises et avec le continent, en premier lieu la Chine des Song. Ce commerce international se développa considérablement à l'époque de Kamakura. Il reposa largement sur le port de Hakata (Fukuoka), où s'était installée une importante communauté chinoise, dominée à cette période par les marchands originaires du port de Ningbo, qui surent nouer des liens profitables avec les puissants japonais, et écartèrent ainsi peu à peu les marchands des autres ports chinois,. Ce réseau d'échanges est documenté de manière remarquable par la fouille d'une épave datée du début du XIVe siècle dans le district de Sinan au large des côtes coréennes, sa cargaison contenant plus de 20 000 céramiques chinoises, des milliers de pièces de monnaie chinoises et un peu plus d'un millier de pièces en bois de santal. Il est probable que ce bateau ait coulé lors d'un trajet entre la Chine et le Japon ; les tablettes en bois inscrites qui y ont été trouvées indiquent en tout cas qu'on y trouvait un intermédiaire mandaté par le Tōfuku-ji, sans doute afin de contribuer au financement de sa reconstruction, après sa destruction par un incendie en 1319 (l'épave serait datée de 1323).
L'essor des échanges se repère également par la monétisation croissante de l'économie. Au début de la période, les moyens de transaction sont surtout les grains de riz ou encore la soie et d'autres types d'étoffes. Puis la monnaie se diffusa progressivement jusqu'à devenir prépondérante dans les échanges au XIVe siècle. La particularité de cette monétarisation était qu'elle ne se fit pas par des frappes locales, mais par l'importation massive de monnaies de cuivre émises dans la Chine des Song à partir du milieu du XIIe siècle ; ce mouvement profita notamment du fait que les gouvernants au service des Song développaient alors le papier-monnaie, même s'ils semblent s'être inquiétés de la saignée que représentaient ces transferts de monnaie vers l'archipel. On sait ainsi que lors d'une seule expédition commanditée par les Saionji au début du XIIIe siècle 100 000 ligatures (kan) de monnaies furent importées de Chine, ce qui équivaudrait à 100 millions de pièces de cuivre (à 1 000 par ligatures). Il y en avait encore plus, 28 tonnes, dans l'épave du Sinan.
Par ailleurs cette période vit également un premier développement de la lettre de change (kawase ou saifu), employés surtout dans le cadre des domaines de temple afin de limiter le transport de monnaie. La monétisation favorisa aussi l'activité des prêteurs d'argent (kashiage), souvent des moines  ou des intermédiaires commerciaux de grands temples (qui se reposaient sur les ressources de leur institution), en particulier ceux travaillant pour l'Enryaku-ji et le sanctuaire de Hie à Ōtsu (beaucoup étant fournisseurs de saké et d'huile) qui dominaient l'activité financière de Kyoto à la fin du XIIIe siècle. On connaît également plusieurs cas de femmes exerçant cette même activité et devenant riches et influentes par ce biais.

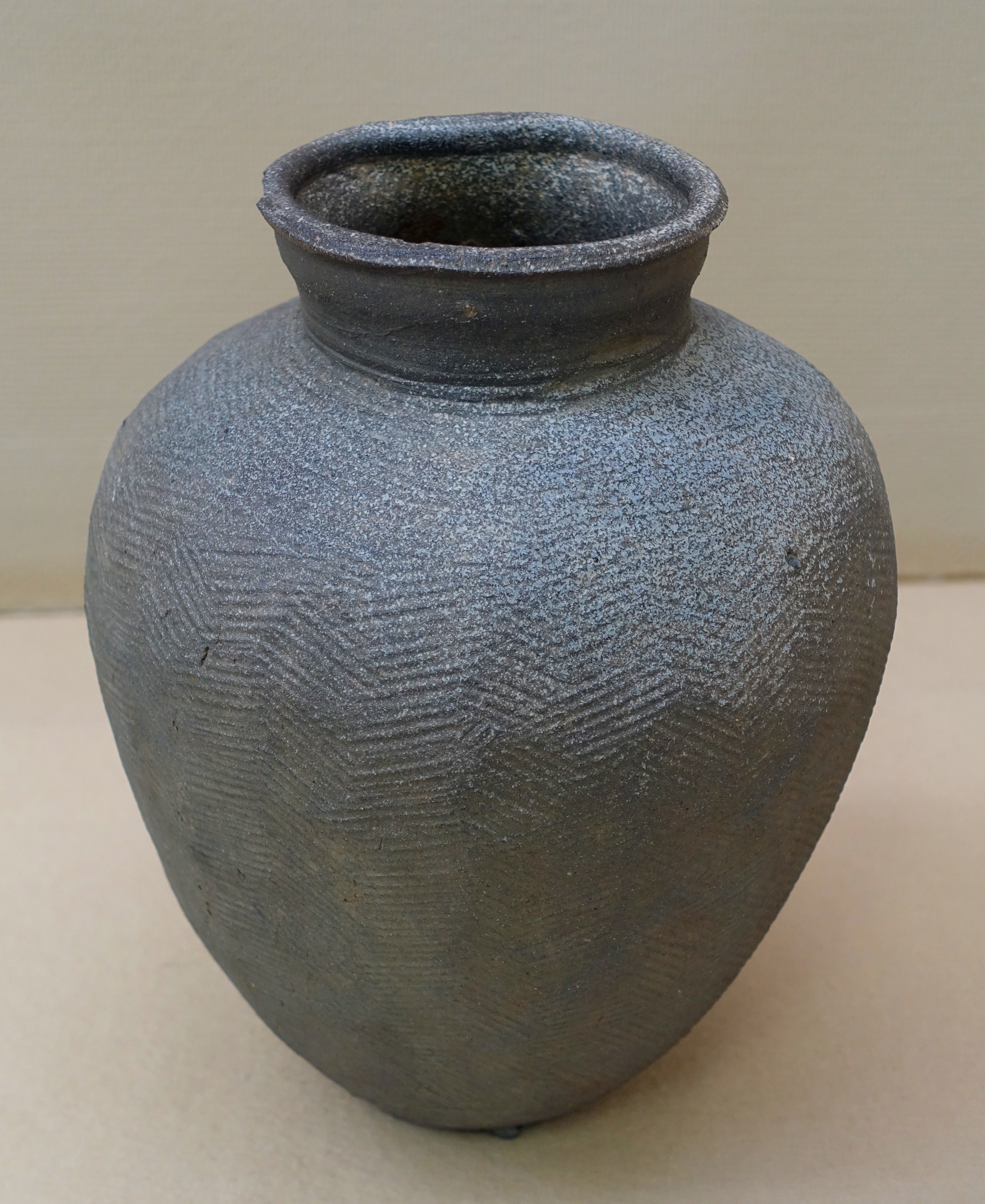
Une jarre issue de la production des ateliers de potiers de Suzu, XIII, musée d'Art de Hakone.

Une autre illustration de la diminution de l'emprise du cadre domanial sur la circulation des produits et de l'essor des échanges est l'apparition des corporations, za (littéralement « siège »), attestées à partir de la fin du XIe siècle à Kyoto. Il s'agit de groupement de personnes pratiquant un même métier, souvent issus du groupe de fournisseurs de la cour et des puissants, se plaçant sous le patronage d'un puissant (noble, gouverneur ou temple), notamment pour faire face à la concurrence. Les membres de la corporation pouvaient ainsi bénéficier d'une position monopolistique à l'échelle locale, et pouvaient produire directement pour la commercialisation avec peu de contraintes. Ces institutions devaient connaître une croissance marquée à l'époque de Kamakura et devenir très importantes sous Muromachi.
Par exemple, l'artisanat de la céramique s'exerçait au début de la période essentiellement dans le cadre domanial, la part de la production des potiers versée au titre des redevances dues aux propriétaires domaniaux étant alors importante. Mais la portion de la production destinée à être commercialisée crût pour devenir exclusive dans le courant du XIIIe siècle, tandis que les artisans versaient désormais une patente aux propriétaires. Les fours mis au jour pour cette période sont des fours couchés à une chambre en pente (anagama). Les trouvailles archéologiques ont permis d'identifier plusieurs productions régionales, et confirmé l'essor de la production commerciale par la mise en évidence de la diffusion plus large de certains types, comme les bols à bec verseurs de la province de Harima qui se retrouvent sur tout le pourtour de la mer intérieure. Les poteries de Suzu, dans la province de Noto, furent quant à elles diffusées dans tout le Japon aux XIIe – XIIIe siècles, et suscitèrent des imitations locales répandues à l'échelle de provinces. Les céramiques de Seto, inspirées de types chinois réputés (céladons verts et bols jian), étaient plutôt destinées aux élites.
Il convient également de mentionner le cas des femmes qui pratiquaient une activité de divertissements (danse, chant, musique) et plus ou moins régulièrement travailleuses du sexe. Elles formaient de la même manière que bien des professions des groupes bien organisés, interagissant constamment avec les hommes des catégories jugées respectables de la société sans pour autant faire l'objet de discriminations notables à cette période (cela devait survenir pas la suite), elles se déplaçaient librement et se rencontraient dans tous les lieux importants de rencontre et de sociabilité. En fait leurs statuts et conditions devaient varier beaucoup. Les asobi pratiquaient assurément les arts du divertissement et des services sexuels. Beaucoup étaient établies dans des ports fluviaux et maritimes des alentours de Kyoto, disposant de bateaux pour approcher les clients potentiels. Les kugutsu, « marionnettistes », se trouvaient plutôt dans les auberges et le long des grands axes de communication. Les shirabyōshi étaient quant à elles spécialisées dans la danse et le chant ; c'était parmi cette catégorie que se trouvaient les « courtisanes » spécialisées dans les divertissements plus raffinés à l'intention des hommes de l'élite, jusqu'à l'empereur Go-Shirakawa qui eut une liaison et un enfant avec Tango no Tsubone, qui exerça sur lui une influence politique non négligeable.

#### Relations familiales et sexualité
Durant l'époque de Kamakura et comme durant la précédente, la famille se constituait suivant des modalités diverses lors du mariage (en tout cas chez les nantis, qui sont les mieux documentés) : l'épouse pouvait aller vivre dans la famille du mari, ou bien l'inverse, ou le couple pouvait s'installer dans une nouvelle résidence ; mais à la fin de la période la première solution tendit à prendre le dessus, dans un contexte de dégradation de la condition féminine. Les divorces et remariages étaient courants, et n'étaient pas dictés que par les volontés masculines. La fluidité des relations de parenté était également visible par l'usage répandu de l'adoption. Parmi les gens du peuple, la famille nucléaire dominait. La polygamie était répandue dans le milieu des élites, les différentes épouses pouvant vivre dans des résidences séparées, parfois dans des localités différentes. L'épouse secondait généralement son mari dans ses activités, comme cela a été évoqué dans les divers cas où des femmes de pêcheurs ou d'artisans se chargeaient d'écouler la production de leur mari. La sexualité hors mariage était apparemment courante et tolérée, et pas forcément en anticipation d'un futur mariage. Il était ainsi courant que les femmes voyageant seules aient des relations sexuelles passagères avec des hommes rencontrés dans les auberges. Dans ces situations les textes de l'époque ne font cependant pas vraiment la distinction entre les relations sexuelles consenties et les viols. Ces derniers n'étaient pas sévèrement punis, surtout dans les cas où ils exposaient des femmes du peuple et isolées, et pas réprimés si l'agresseur était un homme d'une condition sociale élevée ou un moine. Du reste, tout ce qui relevait de la transgression sexuelle, notamment l'adultère, était réglé en priorité de façon privée, au sein des familles ou entre elles.

#### Les catégories serviles et marginalisées

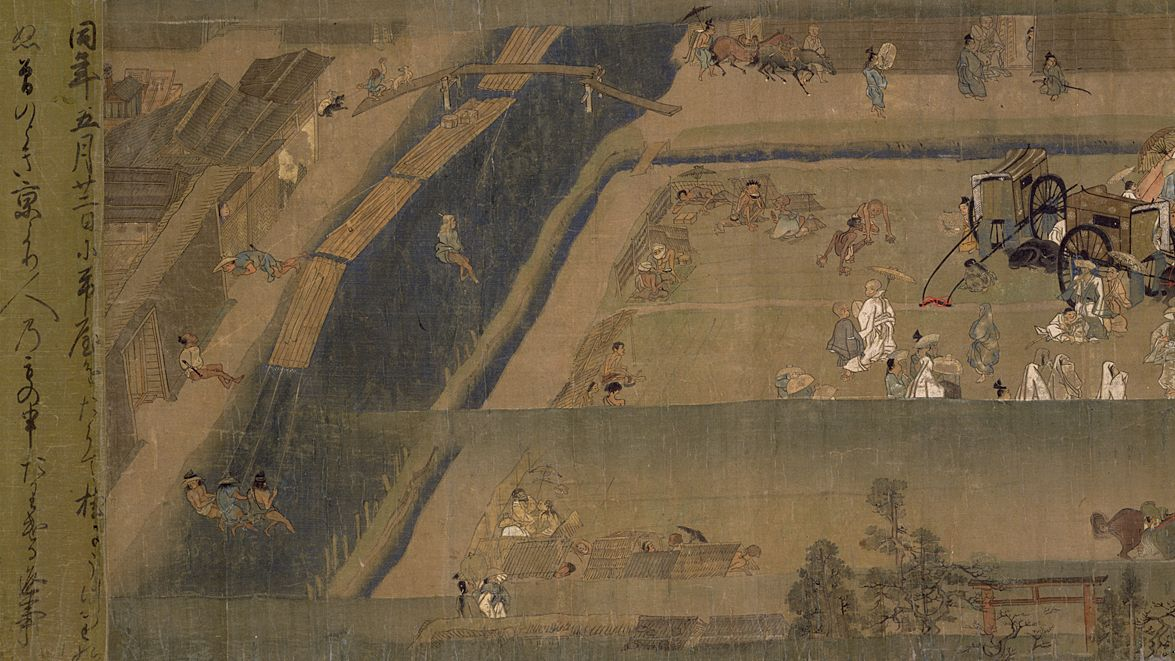
Le moine Ippen visite des mendiants dans les faubourgs de Kyoto. Biographie illustrée du moine itinérant Ippen (rouleau VII, section 3), 1299.

La société japonaise médiévale comprenait des personnes ayant un statut d'esclave, travaillant surtout dans des activités agricoles ou bien dans la domesticité d'un puissant. Leurs conditions de vie et leur statut légal sont difficiles à saisir car ils sont mal documentés, mais des personnes ayant une conditions servile apparaissent çà et là dans des sources sur des maisonnées en possédant plusieurs, parfois quelques dizaines, parmi l'élite guerrière : en 1276, Nejime Kiyotsuna, homme-lige du shogunat, disposait de 94 dépendants appelés shojū (« ceux qui obéissent »), qui n'étaient pas forcément des esclaves à proprement parler mais travaillaient ses terres sous sa complète autorité. Il s'en trouvait également chez les paysans aisés (myōshu), en plus petit nombre. Dans d'autres cas il semble bien s'agir d'esclaves au sens propre, considérés comme la propriété de leur maître. Beaucoup de ces personnes de statut servile avaient manifestement été réduites en esclavage à la suite de dettes ou parce qu'elles n'arrivaient plus à se nourrir. Des récits indiquent également des groupes capturant des enfants ou des femmes afin de les vendre, notamment en période de conflits. Il existait des trafiquants spécialisés dans l'achat et la vente d'esclaves, en principe condamnés par le shogunat, mais cela ne semble pas avoir arrêté leur activité.
Les orphelins semblent avoir été en particulier la cible des marchands d'esclaves et de ceux cherchant une main d’œuvre aisée à exploiter. Même s'il existait des orphelinats à Kyoto et Kamakura, ceux-ci n'étaient pas en mesure de leur offrir des conditions de survie décentes. Les enfants isolés étaient donc parmi les catégories de la population les plus vulnérables, de même que les malades (notamment les lépreux) et les handicapés. Ces personnes se retrouvaient dans des groupes occupant le plus bas dans l'échelle de la considération sociale à Kyoto et dans le Kinai, les « non-humains » (hinin). Ils étaient employés par les temples, effectuant des tâches vues comme impures, en particulier celles en lien avec la mort : toilette des défunts, abattage des animaux malades et équarrissage de leurs cadavres, purification des espaces où un crime avait été commis. Ces personnes formaient des sortes de micro-sociétés, organisées autour de deux bandes principales disposant de leur propre hiérarchie, avec un chef : une ayant sa base à Kyoto et évoluant dans la mouvance de l'Enryaku-ji et du sanctuaire de Gion, une autre basée principalement à Nara autour de l'ensemble Kōfuku-ji-Kasuga. Ils étaient également suivis de près par la police impériale. Une autre catégorie de statut voisin, les inujinin, servaient de fournisseurs pour des temples. Ils interagissaient donc en permanence avec les autres composantes de la société urbaine, mais faisaient assurément l'objet de discriminations, car on leur réservait de préférence des tâches vues comme ingrates. C'étaient en quelque sorte les « parias » du Japon médiéval. Ils apparaissent régulièrement dans les rouleaux relatifs aux moines prêcheurs de l'époque, qui cherchaient leur contact afin d'assurer leur salut.

#### Les «bandes malfaisantes»
À partir de la seconde moitié du XIIIe siècle, apparaissent dans la documentation des groupes de personnes désignées comme des akutō, littéralement des « bandes malfaisantes », donc des « vauriens ». Ils y étaient décrits comme des hors-la-loi armés sillonnant les espaces ruraux constituant une menace constante pour les propriétaires domaniaux, pourchassés par les autorités. Ils étaient accusés de commettre de nombreux méfaits : vols, agressions, meurtres. Leur apparence ne respectait pas les conventions vestimentaires de l'époque : la chronique appelée Mineaki, datée de la fin du XIVe siècle mais évoquant des faits remontant au début du même siècle, rapporte qu'ils ne portaient pas le bonnet appelé eboshi comme le faisaient la plupart des hommes, portaient des kimonos sans manche et une étole jaune autour du visage, ce qui était la tenue habituelle des non-humains et également des ermites vagabondant dans les montagnes (yamabushi). Ce phénomène social surgissant à la fin de l'ère de Kamakura a suscité de nombreuses interprétations : ces groupes ont pu être vus comme des laissés pour compte des évolutions du système domanial, en confrontation avec les propriétaires ou plutôt les notables qui avaient mis la main sur les domaines, puis ils ont de plus en plus été perçus comme une construction des élites en place, qui dénonçaient des éléments marginaux qu'ils avaient du mal à contrôler. Il apparaît en pratique que le terme akutō pouvait effectivement désigner dans bien des cas des brigands, soudards et des pirates se livrant à des pillages et divers larcins, souvent combattus par les autorités, mais quelquefois leur étaient offerts des postes officiels afin d'obtenir leur appui. Mais dans d'autres situations il servait plutôt à stigmatiser dans une plainte la personne avec laquelle on était en litige, dans l'espoir d'attirer les faveurs des autorités en plaçant son rival dans cette catégorie honnie par les puissants. Le terme désignait aussi un ensemble divers d'acteurs, qu'ils s'agisse de cultivateurs, agents domaniaux, ou petits seigneurs locaux, impliqués dans des litiges sur les terres et autres conflits locaux, dont les regroupements servaient de contre-pouvoirs potentiellement efficaces.
Plusieurs bandes de « pirates » (kaizoku, « brigands de la mer »), en fait plus largement des guerriers des mers, furent rangées dans la catégorie des « vauriens », à l'image de celles de la région de Kumano (province de Yamato) que le pouvoir combat au tout début du XIVe siècle et soumet difficilement. Ces groupes n'étaient pas forcément des marginaux, même si leur ancrage maritime les plaçait en dehors des catégories terriennes qui avaient les faveurs des autorités. Ils avaient ainsi des liens réguliers avec les temples bouddhistes, qui ne les voyaient donc pas forcément comme des bandes foncièrement malfaisantes, puisqu'ils pouvaient leur servir d'intermédiaires commerciaux, ou bien de pieux donateurs leur reversant une portion des taxes qu'ils ponctionnaient sur les bateaux passant dans les eaux qu'ils contrôlaient. Ce type de guerriers marins pouvait ainsi selon les circonstances se comporter comme des seigneurs locaux, des marchands, ou bien des pirates à proprement parler. Les Matsura, implantés au nord-ouest de Kyūshū, disposaient ainsi d'un nombre important de guerriers vassaux, s'impliquaient dans les conflits au service des clans locaux dominants, et entreprenaient des expéditions de pillage vers la Corée.
Durant les premières décennies du XIVe siècle qui virent la chute du shogunat de Kamakura, les bandes d'akutō sont plus souvent mentionnées dans le contexte d'actes de rébellion. Elles étaient de mieux en mieux organisées, regroupées dans des fortins, et devenant en mesure de vaincre les troupes dépêchées par le shogunat pour les réprimer. La province de Kii connut ainsi un climat d'actes de violence répétés dans les années 1312-1316, puis dans les années 1330 la bande dirigée par Kusunoki Masashige devint une force en mesure de tenir des positions solides dans la province de Kawachi, se joignant à la révolte de Go-Daigo contre les troupes du shogunat et participant activement à la chute de ce régime.

### Les villes

Localisation des principales agglomérations du Japon de l'époque de Kamakura.

Le Japon de l'époque de Kamakura était peu marqué par le fait urbain. Le développement du commerce donna néanmoins une impulsion à plusieurs ports, en premier lieu Hakata (Fukuoka), porte d'entrée de la Chine dans l'archipel, ainsi qu'à plusieurs agglomérations voisines de Kyoto, en particulier Ōtsu et Hyōgo, ou d'autres bourgs de moindre importance, comme Kusado Sengen qui a fait l'objet de fouilles qui sont un apport inestimable pour la connaissance des petites villes marchandes de l'époque médiévale. La capitale impériale Kyoto, avec une population estimée à 100 000 habitants, dominait de loin le monde urbain japonais, mais elle avait dû laisser plus de place à la capitale des guerriers, Kamakura, peut-être 60 000 habitants.

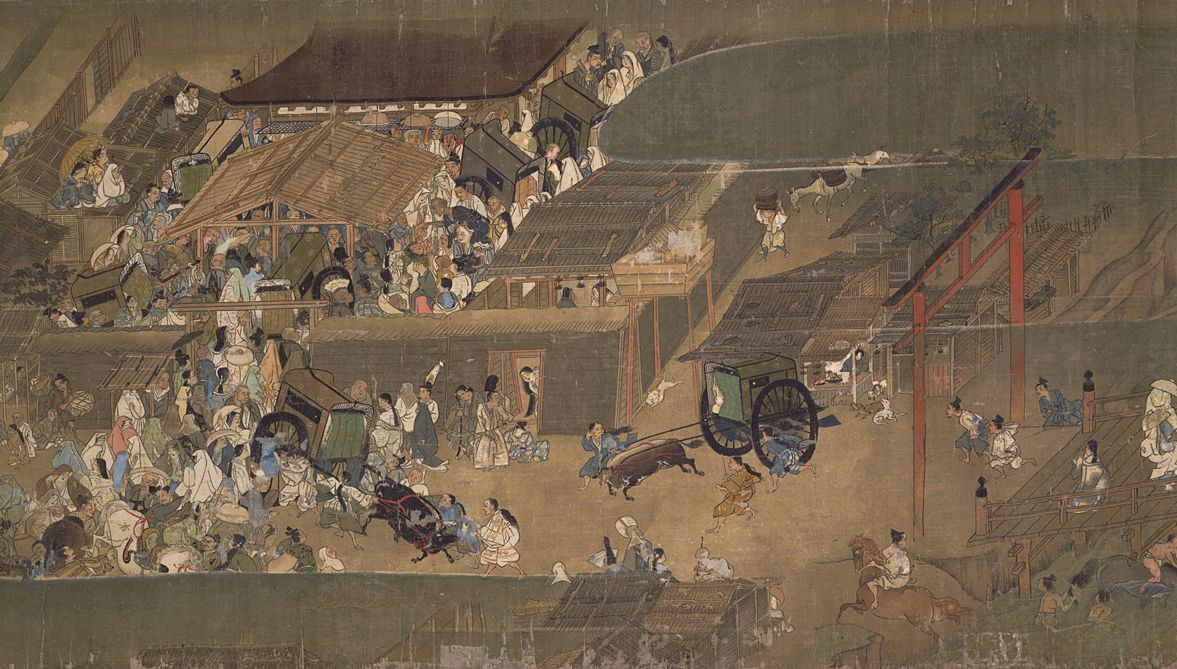
Représentation des quartiers commerciaux de Kyoto dans la Biographie illustrée du moine itinérant Ippen (rouleau VII, section 2), 1299.

Kyoto était la plus vaste agglomération du Japon. Elle reprenait l'organisation urbaine mise en place à l'époque de l'époque de Heian, reposant sur des modèles chinois antérieurs, elle a une forme carrée d'environ 5 kilomètres de côtés organisée suivant un plan en damier, des grandes avenues rectilignes découpant des quartiers-blocs (machi). La ville officielle occupait sa partie nord (la future Kamigyō), comprenant les résidences impériales et nobiliaires, dont l'architecture était marquée par le style shinden-zukuri. La construction de palais au nord de l'espace impérial traditionnel avait repoussé les limites de cette ville haute dans cette direction. Le palais Heian avait été abandonné durant les conflits de la fin de l'époque du même nom, les empereurs et empereurs-retirés préférant occuper de plus petits palais (considérés comme des monastères pour les seconds). L'essor urbain se fit en particulier vers l'est. Les quartiers de la partie méridionale (la partie qui devait être appelée Shimogyō par la suite) avaient les zones commerçantes les plus importantes, en particulier le long de deux avenues d'axe nord-sud centrales, Machi et Muromachi. Les maisons typiques des Kyotoïtes, les machiya, étaient de forme allongée, avec une boutique ou un atelier donnant sur la rue. Les grands temples constituaient souvent des complexes à part, organisés autour de leur communauté, et jouant un grand rôle dans la vie culturelle et économique. Ils étaient situés en dehors de l'espace central de la ville, concentrés surtout dans la partie située à l'est de la rivière Kamo (sanctuaire de Gion, Hōjū-ji, Tōfuku-ji, Kennin-ji, etc.), et en direction du mont Hiei où étaient érigés l'Enryaku-ji et les sanctuaires shinto de Hie, qui formaient le complexe sacré majeur de la capitale à cette période. Le palais de Rokuhara, résidence des représentants du pouvoir de Kamakura à Kyoto après 1221, un ancien palais des Taira, était également situé dans la partie orientale de la ville, dans le complexe du Hōjū-ji qui avait servi de résidence à l'empereur retiré Go-Shirakawa. Cet organe disposant de son propre personnel militaire et administratif était surtout voué à exercer un contrôle sur la cour impériale et les maisons nobles. Il laissait l'essentiel de la gestion de l'administration et de la sécurité de la capitale à l'administration impériale, qui disposait de sa propre police et de ses organes judiciaires ; la présence de soldats du shogunat en dehors de l'espace du Rokuhara en temps de paix suscita cependant diverses frictions avec les institutions impériales qui devaient accepter de composer avec la présence de l'élite guerrière à leurs portes. On en vint alors à redéfinir l'espace de Kyoto, et de plus en plus à distinguer la ville capitale, Rakuchū, désignant l'espace intérieur sur lequel l'autorité impériale entendait encore exercer sa pleine autorité, de ses « environs » ou « faubourgs », Rakugai, le bassin de Kyoto, qui fut notamment investi par les grands nobles pour y ériger des palais où ils pouvaient mener leurs affaires privées à l'écart de la ville impériale.
Kamakura devait son essor à la décision de Minamoto no Yoritomo d'y installer son gouvernement alors qu'elle n'était qu'une bourgade sans importance, située dans un site encaissé bordant la baie de Sagami. Il y fit ériger côte à côte un grand sanctuaire, le Tsurugaoka Hachiman-gū, et sa résidence palatiale, Ōkura, tandis que ses plus proches vassaux s'installaient aux alentours. Depuis ce complexe officiel situé au nord, et suivant un schéma repris de Kyoto, l'avenue Wakamiya partant en direction du sud jusqu'à la mer constituait l'axe principal autour de laquelle la ville se développa au XIIIe siècle, se couvrant de temples et se dotant d'un port très actif. Elle était gérée par la chancellerie shogunale, qui y exerçait la police et le contrôle des activités marchandes. Son activité réglementaire fut en particulier active à partir de l'installation du premier shogun issu de la lignée impériale en 1252 : le commerce fut strictement encadré, limité à sept quartiers, les mendiants expulsés, les constructions de fortune détruites, ce qui se traduisit par une relégation de la population marginale dans les périphéries des pentes ouvrant sur la cité.

## Croyances et pratiques religieuses

### Bouddhisme et culte deskami

Localisation des principaux temples et sanctuaires du Kinai durant l'époque de Kamakura.

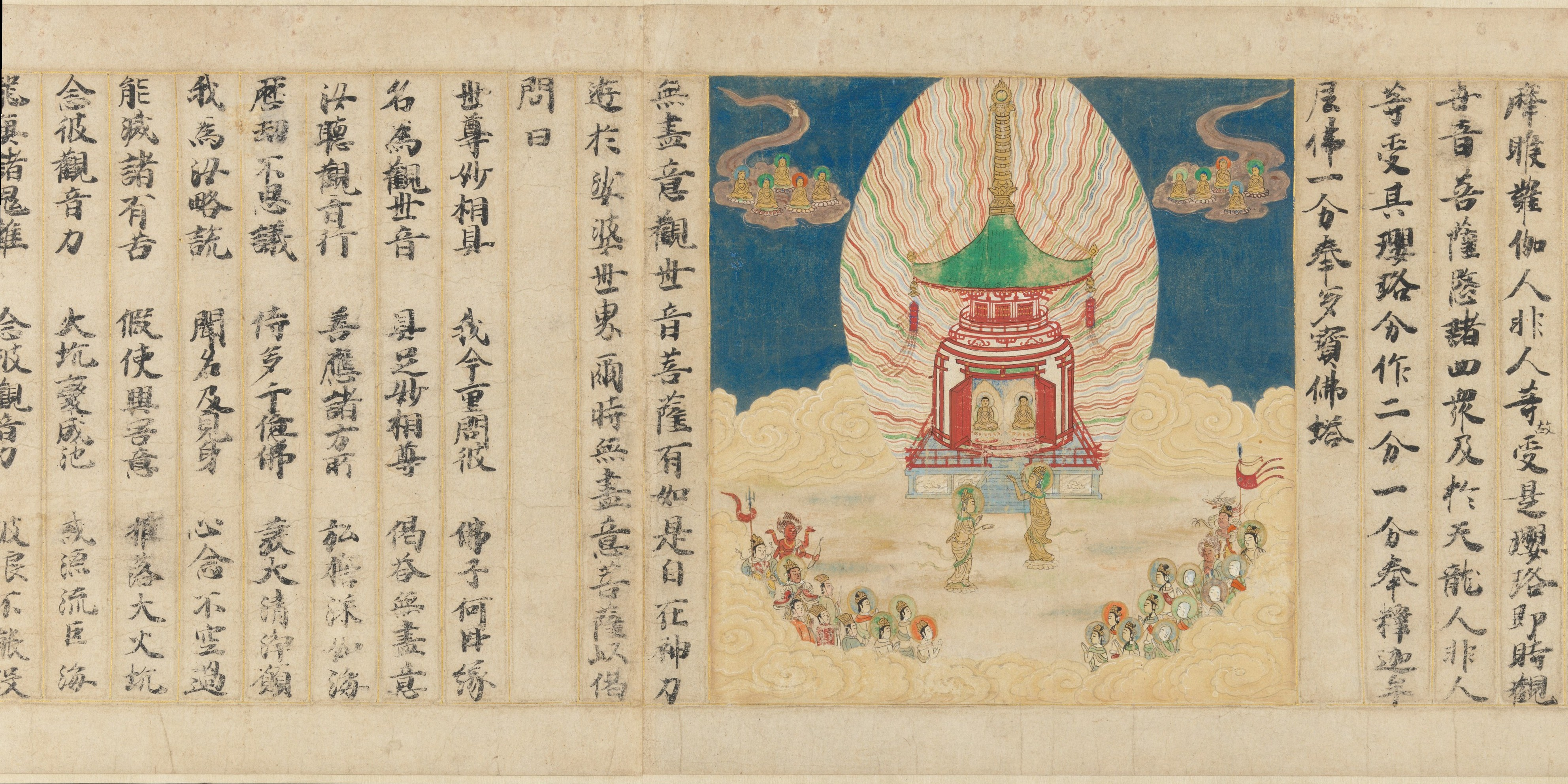
Copie du chapitre 25 du Sūtra du Lotus illustrée, calligraphiée par Sugawara Mitsushige, datée de 1257. Metropolitan Museum of Art.

L'époque antique (Nara et Heian) avait vu l'introduction au Japon du bouddhisme, par plusieurs vagues qui avaient introduit plusieurs écoles depuis la Corée et la Chine. Cette religion avait rapidement conquis l'élite du pays et s'était rajoutée aux traditions religieuses indigènes. Au début de l'époque médiévale, il y avait donc une coexistence entre le bouddhisme et le culte de divinités indigènes appelées kami, à  l'origine de la religion qui devait être désignée par la suite par le terme shintoïsme. Cette cohabitation avait rapidement conduit à des combinaisons et syncrétismes.

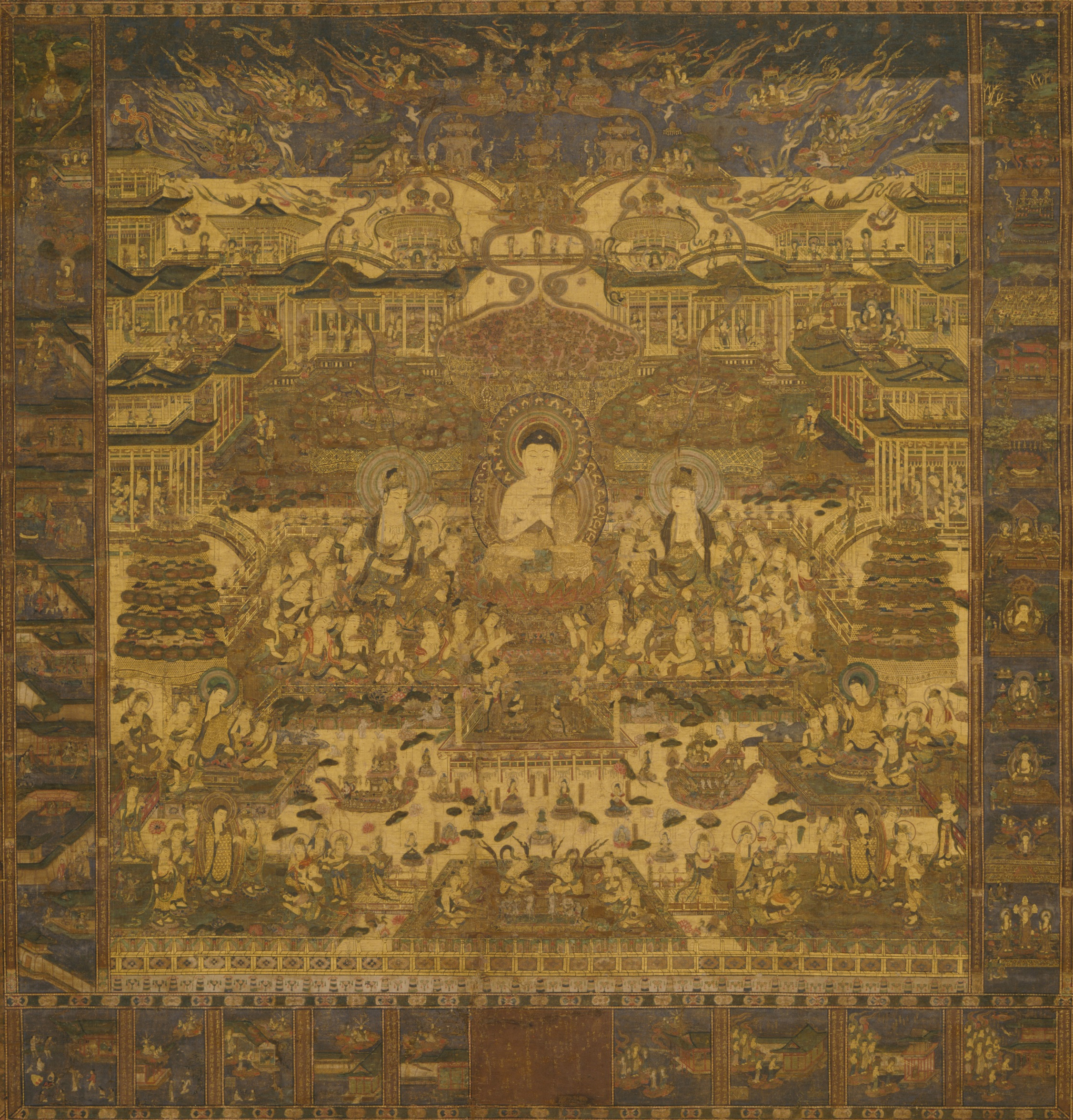
Mandala représentant le Sūtra des contemplations, un des textes sacrés de l'école de la Terre pure. Amida est représenté au centre, avec ses acolytes les boddhisatvas Kannon et Seishi et d'une foule de saints, dans le Paradis de la Terre pure. XIV, Musée National de Kyūshū.

Le bouddhisme japonais de l'époque de Kamakura était divisé en plusieurs écoles, assises sur les enseignements prodigués dans les temples puissants du Kinai, et s'appuyant essentiellement sur leurs liens avec l'aristocratie et leurs ressources souvent considérables. Ces écoles bouddhistes n'étaient pas forcément radicalement opposées, et pouvaient être enseignées dans différentes institutions même s'il est courant d'associer un grand temple à une école spécifique. Kuroda Toshio, a proposé d'interpréter la pensée de ces écoles comme suivant un système « exotérique-ésotérique » (kenmitsu taisei) : elles professaient en général une idée de salut universel et d'universalité du Bouddha, une doctrine révélée (exotérique) qui devait être concrétisée par la pratique de rites secrets (ésotériques) qui apportaient des effets immédiats dans le cheminement vers l'éveil. Cette théorie a été influente et a en particulier eu le mérite de mettre en avant le fait que ces courants avaient encore un poids majeur à l'époque de Kamakura, face aux courants apparus à cette période. Les deux courants les plus importants avaient été fondés au début de l'époque de Heian à partir d'écoles du bouddhisme chinois. Le Shingon, « Parole véritable » (traduction du sanskrit mantra), est un courant ésotérique dérivé du tantrisme bouddhiste, reposant sur la transmission de paroles, postures et diagrammes au sein de l'école. Son centre historique est le complexe monastique du Mont Kōya, mais à la suite d'une dispute doctrinale il se divisa, la fraction de l'école fondant finalement un monastère rival, le Negoro-ji au XIIIe siècle. Le Tendai, forme japonaise de l'école chinoise Tiantai, reposant largement sur l'interprétation du Sūtra du Lotus, mettant en avant le principe de salut universel. Le Tendai japonais s'était mâtiné d'influences ésotériques tantriques. Il reposait sur le puissant complexe de temples du Mont Hiei, dominé par l'Enryaku-ji, et ses écoles très influentes formèrent la plupart des réformateurs bouddhistes de l'époque de Kamakura, et également son voisin et rival l'Onjō-ji. L'école de la Terre pure représentait quant à elle une variante plus dévotionnelle et populaire du bouddhisme, en plein essor à partir de la fin de l'époque de Heian, en contrepoint au bouddhisme aristocratique, bien que celui-ci lui ait pavé la voie en introduisant des conceptions d'une libération possible directement après cette vie. Cette école repose sur la recherche du salut par la réincarnation au Paradis occidental du Bouddha Amida (Amitābha).
Le culte des kami se définit par son objet, à savoir les divinités autochtones du Japon. Il s'agit d'un ensemble de puissances surnaturelles, qui ont une forte composante locale puisqu'elles sont en général associées à un lieu précis. Ces divinités avaient également un aspect communautaire puisqu'elles étaient parfois aussi des divinités claniques (ujigami). Hachiman vénéré à Iwashimizu était ainsi le dieu du clan Minamoto, et par suite cette divinité martiale connut une grande popularité parmi la catégorie des guerriers, notamment à la suite de la construction d'un grand sanctuaire en son honneur à Kamakura, le Tsurugaoka Hachiman-gū, qui devait rapidement devenir l'un des principaux lieux de culte du Kantō. Depuis l'époque de Heian, la plupart des principaux sanctuaires étaient inclus dans le groupe des « vingt-deux sanctuaires » (nijūnisha), bénéficiant des faveurs impériales (Ise, Izumo, Iwashimizu, Kamo, Kasuga, Sumiyoshi, etc.) ; on distinguait également les sanctuaires de rang provincial (ichinomiya). Ils étaient pris en charge par des autorités publiques de niveau national ou provincial et/ou les grands temples bouddhistes.

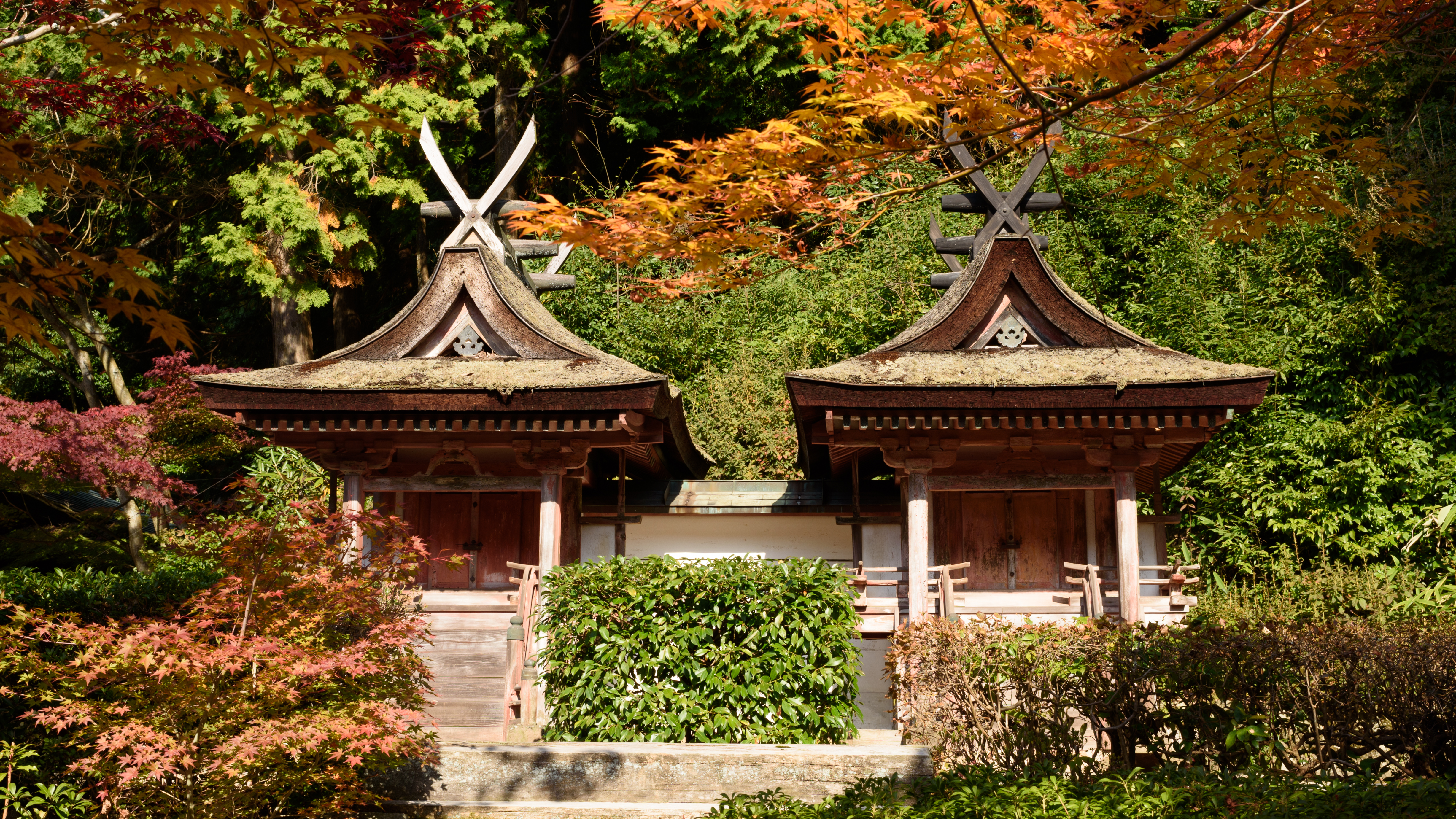
Culte des kami dans un temple bouddhiste : chapelles consacrées aux divinités de Kasuga et du Hakusan, Enjō-ji de Nara, v. 1197 et 1228 (déplacés depuis le sanctuaire de Kasuga ?).

En fait le terme shintō était très peu usité durant l'époque médiévale, et il n'y avait pas de religion shintoïste en tant que telle, diposant d'un corpus doctrinal propre et autonome du bouddhisme. En effet, la rencontre entre le bouddhisme et les cultes autochtones avait abouti à un phénomène de « théocrasie », fusion de divinités des deux ensembles, ou plutôt d'intégration des divinités locales dans le panthéon bouddhiste. Le concept fondamental est honji suijaku, qui connut un grand succès à l'époque médiévale et jusqu'à l'époque moderne : les kami étaient vus comme des manifestations locales (suijaku, « trace descendue/manifestée ») des divinités bouddhistes (honji, « nature/état d'origine », « essence ») qui avaient un caractère universel ; ainsi à Ise la grande déesse Amaterasu fut vue comme la « trace » locale de Dainichi Nyorai, le Bouddha Vairocana (ryōbu shintō). Certains penseurs bouddhistes promurent d'un autre côté l'idée que les kami étaient des êtres qui devaient être sauvés par le bouddhisme. En tout cas les cultes des divinités des deux ensembles avaient rapidement été intégrés, comme le prouve leur association au sein de mêmes institutions (jingū-ji) : au mont Hiei, l'Enryaku-ji contrôlait le sanctuaire de Hie, lieu de culte d'un kami local majeur dont les moines du temple bouddhiste sortaient le palanquin (mikoshi) lorsqu'ils allaient protester à Kyoto, car elle était particulièrement révérée par l'élite de la cour impériale ; à Nara, le Kōfuku-ji était quant à lui associé au sanctuaire Kasuga, lieu de culte de la divinité clanique du clan Fujiwara qui l'avait fondé ; le sanctuaire de Hachiman à Kamakura comprenait un personnel cultuel bouddhiste. Il apparaît néanmoins que le contexte bouddhiste primait en général dans le cadre de ces associations, le culte des kami étant en pratique souvent intégré dans le culte dirigé par les institutions bouddhistes, de la même manière que dans la théologie ils étaient intégrés dans la cosmologie bouddhiste. Il est donc impossible de parler d'un shintoïsme autonome pour cette époque : le culte des kami n'avait pas fait l'objet d'un effort de systématisation et avait dû se fondre dans l'ensemble doctrinal bouddhiste, qui était quant à lui solidement constitué. Il y avait beaucoup de variations dans ces « combinaisons », selon les écoles de pensée, les rites, les lieux, créant une grande diversité de situations, qui pouvait être complexifiée par l'intégration d'éléments religieux chinois, de démons et esprits, ou de héros culturels.
Les pratiques religieuses des laïcs reflétaient ce caractère composite de la religion japonaise. Les sanctuaires et temples locaux étaient généralement gérés dans le cadre des domaines ou bien par les communautés villageoises qui commencèrent à partir de cette période à disposer d'organisations cultuelles propres (miyaza). La prise de contrôle de domaines par les guerriers s'accompagna de leur part d'un patronage de leurs lieux de culte, qui fonctionnèrent souvent comme une extension provinciale d'un grand temple des provinces métropolitaines, ce qui contribua à la diffusion des pratiques religieuses de ces dernières dans les provinces. Parmi l'élite guerrière, Minamoto no Yoritomo avait donné le ton en promouvant le culte de la divinité tutélaire de son clan, le dieu guerrier Hachiman, en fondant son grand temple à Kamakura qui devait assoir son culte parmi le groupe des hommes d'armes. Sa piété personnelle le portait également vers Kannon et le Sūtra du Lotus, mais il fit bénéficier de son patronage à de nombreux grands temples et sanctuaires du pays, ce qui lui servit pour consolider son emprise sur celui-ci. Pour ce qui concerne les hommes-liges, l'analyse de la vie religieuse de Kumagai Naozane (1141-1208) et de ses descendants montre là aussi une dévotion envers Hachiman, aux côtés du culte de la divinité clanique, le kami du mont Mitake, et de celui des divinités locales des domaines contrôlés par les membres du clan ; Noazane témoigna par ailleurs d'une ouverture aux nouveaux courants bouddhistes, puisqu'il devint un dévot de la Terre pure selon les enseignements de Hōnen. Sous la domination des Hōjō, et à la suite des régents, le groupe guerrier porta un intérêt marqué envers les enseignements des maîtres du Zen, ce qui leur permit de bénéficier d'un regain de prestige culturel, en particulier face à la cour impériale.

### Une période de renouveau religieux
La période de Kamakura est vue comme une période de renouveau doctrinal du bouddhisme, car elle a été marquée par l'action de plusieurs moines réformateurs particulièrement actifs, qui ont posé les bases de plusieurs des courants majeurs du bouddhisme japonais : les écoles relevant de la Terre Pure (Jōdo shū, Jōdo shinshū, Ji shū), du Lotus et du Zen (Rinzai, Sōtō). Ces courants ont souvent été présentés comme un « nouveau bouddhisme », par opposition à l'« ancien », incarné par les écoles de Nara ainsi que le Shingon et le Tendai, donc une sorte de lutte entre une « hétérodoxie » et une « orthodoxie », illustrée par le fait qu'ils furent généralement rejetés par les grands temples des courants dominants. Il a notamment été proposé que les idées des fondateurs, formés pour la plupart dans les écoles traditionnelles, soient une réaction face aux grands temples aristocratiques, vus comme enfermés dans leur ésotérisme (mikkyō) et dominés par leurs ambitions temporelles, tandis que les nouveaux bouddhismes auraient une proposeraient chacun une voie de salut plus simple, reposant sur des pratiques accessibles à tous, et donc plus tournée vers le peuple. L'opposition entre « ancien » et « nouveau » bouddhisme a du reste été relativisée : les nouvelles tendances ne sont pas vraiment structurées en courants religieux avant l'époque de Muromachi, les tenants du Zen ne sont pas franchement en rupture avec les courants ésotériques plus anciens (Dōgen ne se reconnaissant d'ailleurs pas comme un représentant de ce courant), tandis que dans ces derniers on trouve des réformateurs originaux à l'époque de Kamakura,.
La pensée bouddhiste de la fin de l'époque de Heian et de l'époque de Kamakura, quel que soit le courant, est par ailleurs marquée par l'idée que l'on serait rentré dans un ère de « fin de la Loi (bouddhiste) » (mappō), donnant une coloration pessimiste et de dégoût vis-à-vis de leur monde à beaucoup de courants de l'époque (c'est très marqué chez Nichiren).
En tout cas, cette période connut un important effort de réflexion sur la doctrine, les pratiques et également la discipline monastique, qui eut une grande influence dans l'histoire religieuse japonaise.

#### La Terre pure: Hōnen, Shinran, Ippen

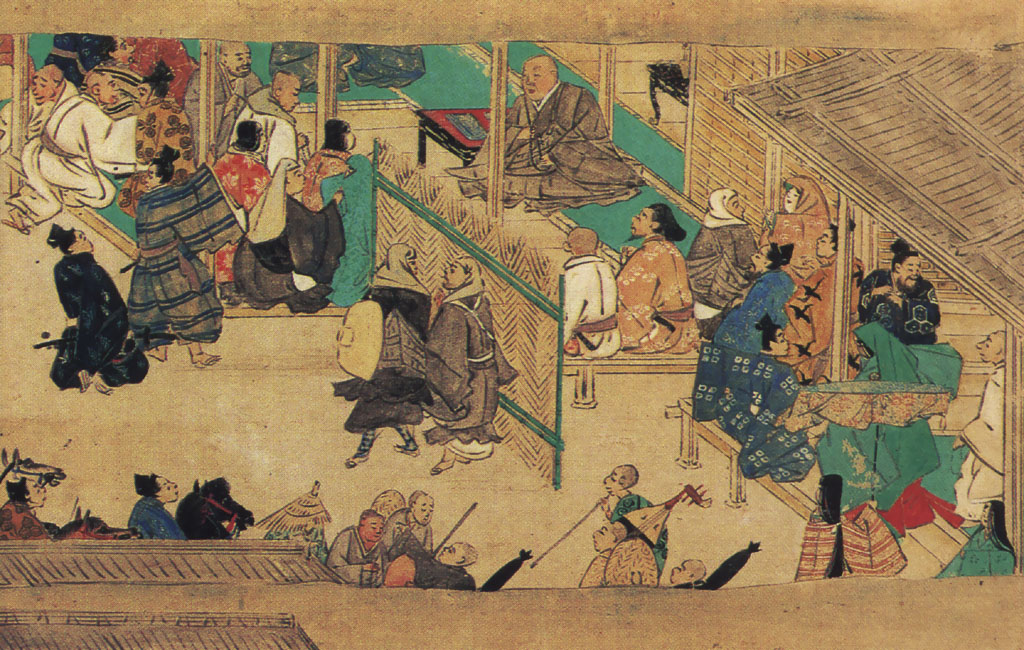
Hōnen prêchant parmi les gens du peuple. Biographie illustrée du révérend Hōnen, version du Chion-in, début du XIV.

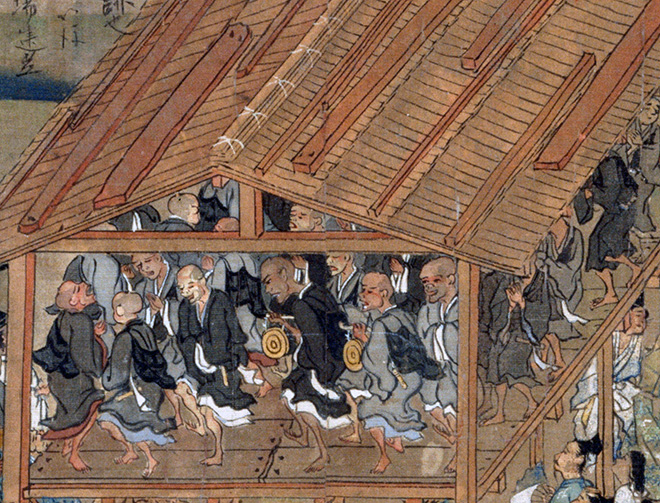
Ippen et ses disciples pratiquant l’odori nenbutsu à Kyoto. Biographie illustrée du moine itinérant Ippen (rouleau VII, section 8).

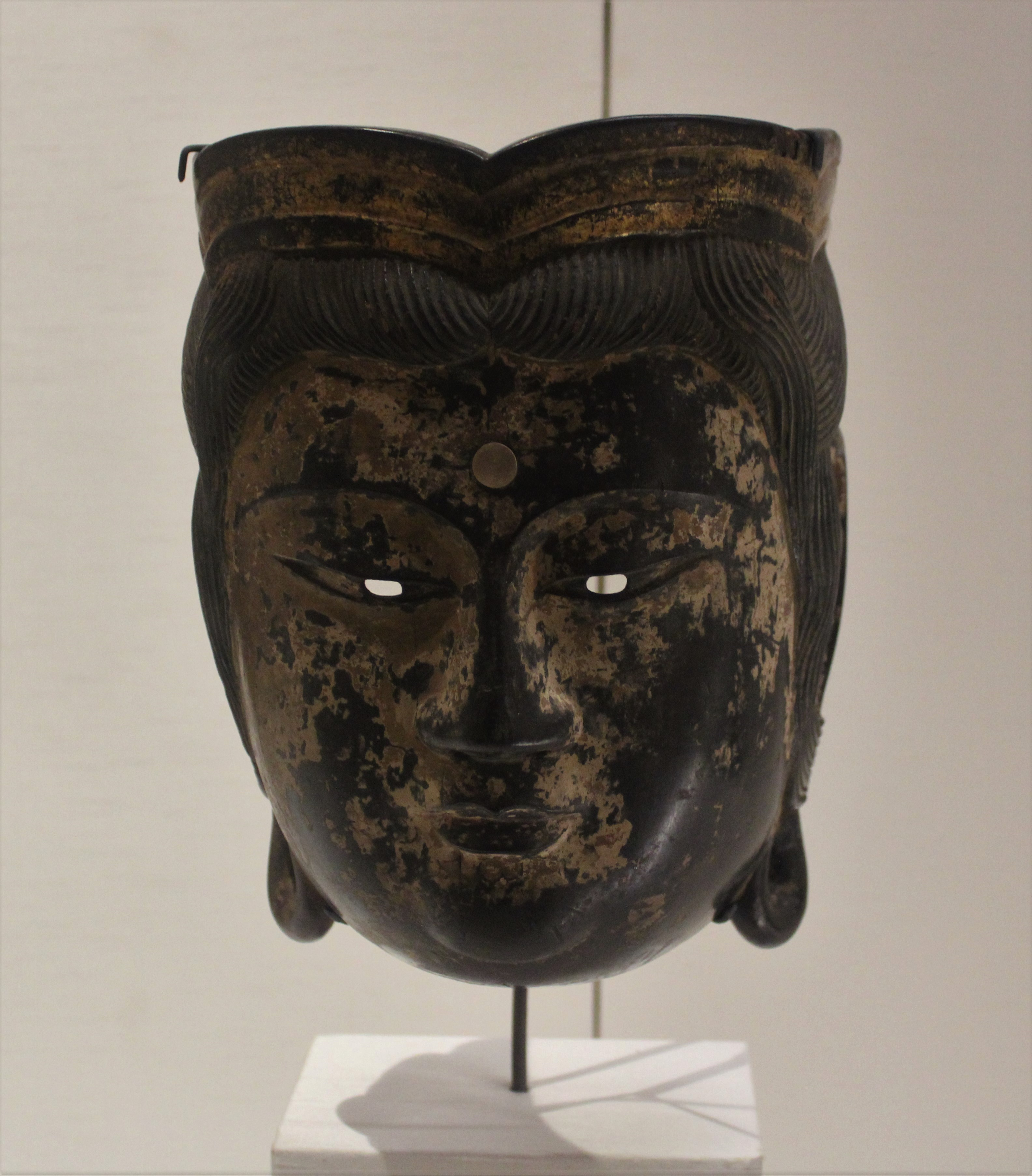
Masque de bodhisattva, porté lors de cérémonies religieuses de la Terre pure. XIII, British Museum.

L'enseignement de la Terre pure (Jōdo-kyō) promettait à ses fidèles une réincarnation dans le Paradis occidental du Bouddha Amida, voie d'accès pour le salut. Il connut un développement important à partir du début de l'époque de Kamakura grâce à l'action de plusieurs écoles fondées par une série de moines prédicateurs charismatiques et consolidées par leurs successeurs.
Hōnen (1133-1212), moine formé à l'Enryaku-ji, popularisa les idées professant un accès à l'illumination reposant sur la foi en l'action salvatrice d'Amida et la récitation (nenbutsu) de son nom, et non pas l'étude et les rites ésotériques. En axant son discours sur des pratiques individuelles, ouvertes à tous sans distinction de statut et de genre, avec un accès direct à Amida reposant sur un choix personnel (senjaku), sans intermédiation de moines ou divinités locales, il ouvrait la voie à un courant populaire. Le succès que rencontrèrent ses idées iconoclastes aux yeux des courants dominants lui valurent des condamnations, son tombeau étant même détruit par les troupes de l'Enryaku-ji après sa mort. Bien qu'il ne soit pas l'initiateur de la dévotion populaire envers Amida (des moines tels que Kūya et Genshin avaient ouvert la voie à l'époque de Heian), l'influence de Hōnen ne saurait être sous-évaluée tant elle fut déterminante dans l'histoire du bouddhisme japonais, les écoles de la Terre pure devenant progressivement dominantes à sa suite ; il a pu être présenté comme une sorte de « Luther japonais », ou encore comme le créateur d'une « théologie de la libération » s'opposant au magistère des grands temples pour apporter une parole de salut au peuple.
Shinran (1173-1263), disciple de Hōnen également formé à l'Enryaku-ji, fut exilé un temps dans la province d'Echigo en raison de ses idées et préféra ensuite propager ses enseignements dans les provinces orientales. Il se maria et eut des enfants, rompant avec les pratiques du moine idéal et prétendant à un statut ni laïc ni religieux, avant de retourner finir ses jours à Kyoto. Il avait radicalisé les idées de son maître, proclamant qu'Amida avait déjà sauvé le monde, et qu'il ne restait au fidèle qu'à l'accepter. De ce fait il n'y avait selon lui nul besoin d'accomplir des actes méritants, à l'encontre de ce que professent les autres courants bouddhistes. Les gens mauvais étaient selon lui l'objet par excellence de l'action salvatrice d'Amida, ce qui s'opposait à l'idée courante selon laquelle seuls les bons pouvaient l'obtenir.
L'action de Shinran entraîna donc une scission dans les courants de la Terre pure. Les disciples restés fidèles aux enseignements de Hōnen fondèrent l'école de la Terre pure, Jōdo-shū. De leur côté les successeurs de Shinran, à savoir ses descendants directs, fondèrent l'école authentique de la Terre pure, Jōdo shin-shū (ou école de la Dévotion, Ikkō-shū), d'abord surtout implantée dans le Kantō où l'action de Shinran avait rencontré le plus de succès. Kakunyo (1270-1351), arrière petit-fils de Shinran et chef de l'ordre, consolida son organisation, autour du tombeau du maître fondateur situé à Ōtani près de Kyoto, qui devint le quartier général du courant principal de la secte, où fut érigé un grand temple, le Hongan-ji, dans les premières décennies du XIVe siècle ; Kakunyo rédigea également la biographie « officielle » de Shinran. Les courants initiés par Shinran et Hōnen en réaction aux idées et pratiques temples aristocratiques se muèrent donc progressivement à leur tour en institutions religieuses établies, recherchant eux aussi l'appui de riches fidèles.
Les efforts de Hōnen et Shinran ouvrirent également la voie à d'autres prédicateurs qui formèrent à leur suite d'autres écoles relevant de la Terre pure. Ippen (1239-1289), formé dans l'école de la Terre pure, choisit d'embrasser la vie de moine errant, allant à la rencontre des fidèles pour propager la foi en Amida. L'aspect original de ses pratiques fut d'accompagner la récitation de l'hommage à Amida de chants et danses collectifs exécutés par le moine et ses disciples (odori nenbutsu). Il se distingua par ailleurs des autres courants de la Terre pure en ne rejetant pas le culte des divinités locales. La secte qu'il fonda, Ji-shū, se propagea dans les décennies suivant sa mort, en particulier grâce à son disciple Shinkyō (1237-1319) qui consolida les assises financières du groupe et fit réaliser une biographie illustrée sur rouleaux représentant l'action prédicatrice du maître, afin de diffuser ses idées. D'autres courants relevant de la Terre pure promis à un destin moins radieux connurent également un certain succès à l'époque de Kamakura, par exemple le Bukkō-ji fondé par Ryōgen dans les années 1320.

#### Nichiren et le Lotus
Nichiren (1222-1282), moine formé là encore à l'ésotérisme Tendai, fut un autre partisan d'une rupture radicale avec l'ordre religieux ancien. Son enseignement reposait pourtant sur le Sūtra du Lotus, déjà bien en vue dans le Tendai, mais il estimait qu'on ne lui donnait pas la place qu'il méritait, car il contenait les enseignements sur la seule voie vers le salut, donc le seul Bouddhisme authentique. Invoquer ce texte revenait à invoquer le Bouddha véritable. Ne pas respecter ce texte à sa juste valeur était en revanche s'exposer à des calamités, Nichiren se manifestant par des prophéties attribuant les malheurs de son temps, vus comme les signes d'une fin des temps (le concept de mappō), à ce manque de respect envers le Sūtra du Lotus et une politisation inhabituelle des idées religieuses, puisque la responsabilité première revenait aux autorités. Son radicalisme et sa véhémence suscitèrent contre lui et ses disciples aussi bien l'hostilité des sectes traditionnelles que celle des courants du Zen et de la Terre pure qu'il fustigeait couramment, ce qui lui valut de subir des violences et d'être chassé de Kamakura à plusieurs reprises (dont un exil sur l'île de Sado). Cela n'empêcha pas après la mort du maître fondateur la formation de divers courants de l'école du (Sūtra du) Lotus (Hōkke-shū), marqués par de fortes rivalités, tout en préservant son caractère militant quitte à être persécuté, mais aussi en acceptant parfois l'appui de puissants, s'institutionnalisant de la même manière que les courants de la Terre pure ; avec le temps, le mouvement s'enracina notamment dans le milieu des artisans et marchands de Kyoto.

#### Le Zen

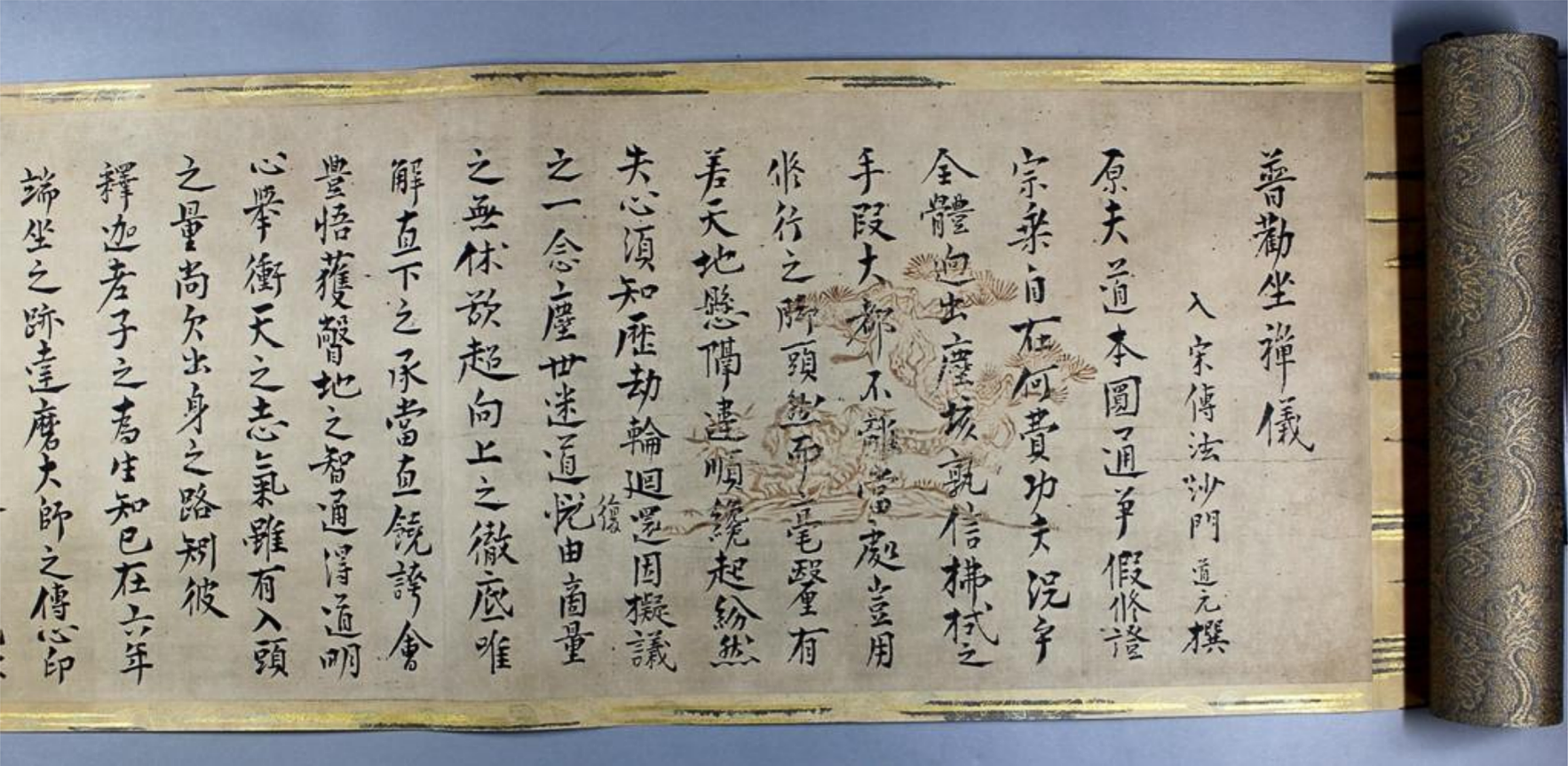
Règles universelles pour la pratique du zazen (Fukanzazengi) de Dōgen, manuscrit de 1233.

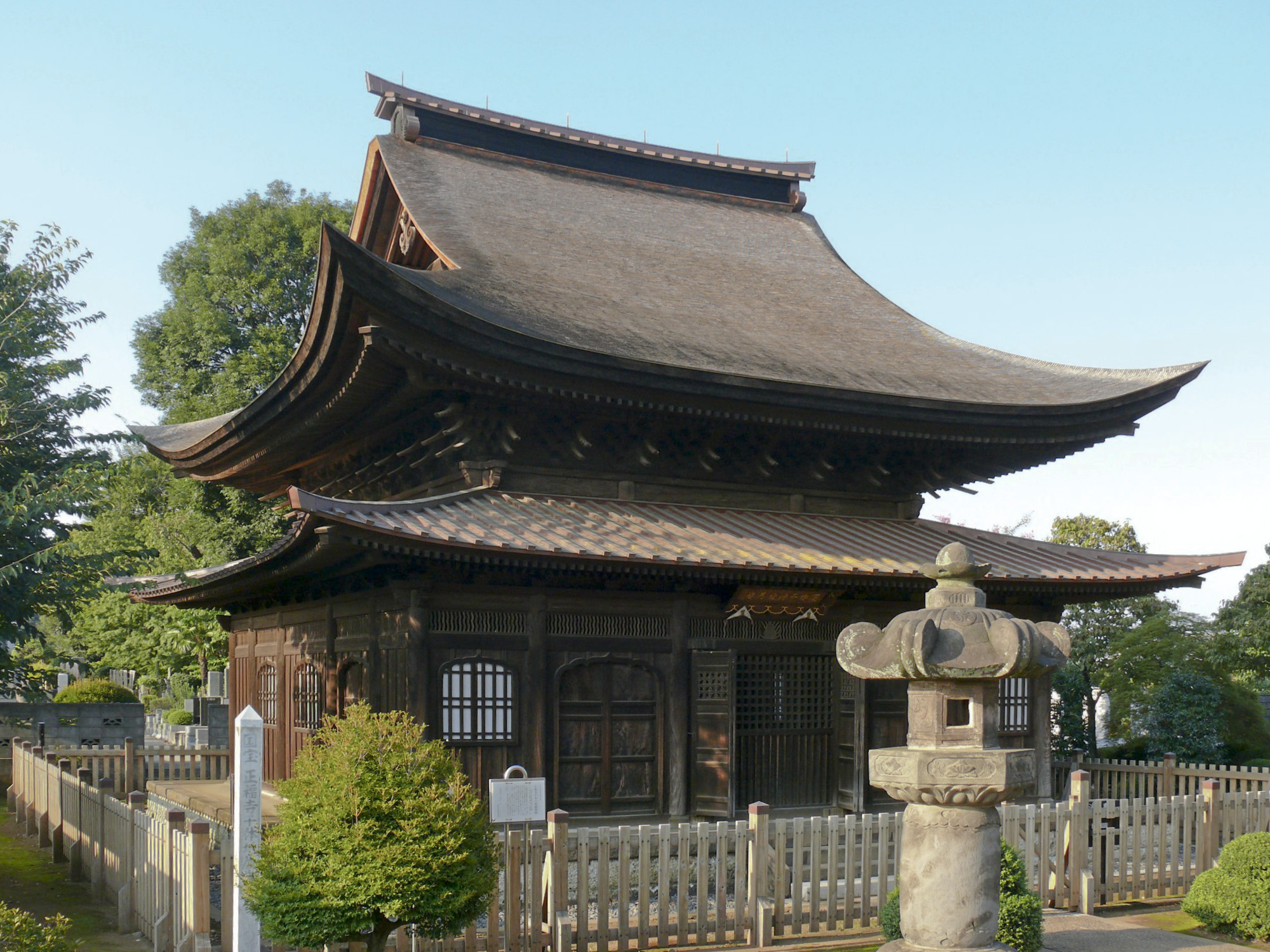
Salle de Jizō (Jizō-dō) du Shōfuku-ji d'Higashimurayama, temple zen construit en 1278 (restauration de 1407).

Le bouddhisme Zen est la variante japonaise du Chan qui s'était développé en Chine durant le Haut Moyen Âge. Ce courant mettait l'accent sur la méditation comme moyen d'atteindre l'extinction. Le Chan était l'école bouddhiste la plus active dans la Chine des Song, et elle y fut donc rencontrée par les moines japonais qui voyagèrent dans les monastères de l'Empire du Milieu à partir de la fin du XIIe siècle av. J.-C., et en rapportèrent les enseignements au Japon où ils firent souche. Le Zen n'est donc pas une évolution locale du bouddhisme japonais à la différence des autres nouveaux courants de l'époque de Kamakura.
Eisai (1141-1214), formé aux préceptes du Tendai dans les écoles de l'Enryaku-ji, partit en Chine en 1168 dans le but d'étudier des écrits de ce courant, mais il revint converti aux idées du Zen, de la branche Linji, Rinzai en japonais, dont la base fut le Kennin-ji, fondé en 1200 à Kyoto, où on enseignait cependant également les idées du Tendai et du Shingon. De ses pérégrinations en Chine, Eisai amena également du thé, boisson privilégiée des moines du chan, et planta avec succès des théiers dans son monastère, posant les bases du succès de la boisson d'abord chez les moines du Zen puis dans la société japonaise. Le succès ultérieur de son école lui a donné une grande importance historique, mais de son temps d'autres importateurs du Zen furent autant si ce n'est plus influents, comme son rival Nōnin. La génération suivante est dominée par la figure de Dōgen (1200-1253), élève du Kennin-ji, qui voyagea également en Chine en 1223. Préférant vivre une vie d'isolement, il défendit une approche plus rigoriste, insistant sur la concentration en position assise (zazen). Ses idées firent souche, en particulier autour de l'Eihei-ji qu'il avait fondé dans l'Echizen, et devaient par la suite donner naissance au courant Sōtō.
Le Zen connut surtout son essor au Japon grâce à la venue de moines chinois. Il avait d'ailleurs commencé à s'implanter sur le sol japonais à Kyūshū, où les membres de l'importante communauté chinoise locale participèrent à la fondation de lieux de culte comme le Shōfuku-ji de Hakata, considéré comme le plus ancien temple zen de l'archipel (v. 1200), ou le Jōten-ji de la même ville érigé à l'instigation d'un marchand chinois en 1242. Ce mouvement fut plus marqué à partir de la seconde moitié du XIIIe siècle. En raison de l'effondrement de la dynastie Song, plusieurs moines chinois se réfugièrent alors dans les deux capitales japonaises, où ils fondèrent ou réformèrent des temples dans une veine chinoise. Lanxi Daolong (1213-1278) fut ainsi accueilli à Kamakura par Hōjō Tokiyori qui lui construit le Kenchō-ji où il put tenir des sessions de méditation et d'enseignements par apories (kōan). Il se rendit ensuite à Kyoto où il aida à réformer d'autres monastères suivant des règles chinoises. Wuan Puning (1197-1276), Wuxue Zuyuan (1226-1286) puis Yishan Yining (1247-1317) prolongèrent son action, là encore sous l'égide des Hōjō, contribuant à l'enracinement du Zen parmi la haute élite japonaise. Signe de ce succès, Mujū (1226-1312), auteur de la Collection de sable et de pierres (Shaseki-shū) qui compile des anecdotes sur le bouddhisme de son temps, formé dans les écoles traditionnelles, se tourna par la suite vers le Zen en l'étudiant dans les temples de Kamakura et Kyoto, et les maîtres Zen de la génération suivante tels que Daitō Kokushi (1282-1337) et Musō Soseki (1275-1351) n'avaient pas éprouvé le besoin d'aller recevoir d'enseignement en Chine.
Dans les provinces, les communautés inspirées par Dōgen (le futur Sōtō) connurent un essor à partir de la fin de l'époque de Kamakura, sous l'action de Keizan Jōkin (1264-1325) qui s'établit en 1317 dans la péninsule de Noto où il fonda le Yōkō-ji puis en 1324 le Sōji-ji. Keizan obtint le soutien de guerriers et de riches fermiers, tout en adoucissant la doctrine radicale héritée de Dōgen, s'ouvrant en particulier aux cultes locaux et à la piété populaire (notamment les rites funéraires), et prescrivant une vie monastique très ritualisée.

#### Penseurs et réformateurs des courants «anciens»

Portrait de Myōe par Enichibō Jōnin, première moitié du XIII.

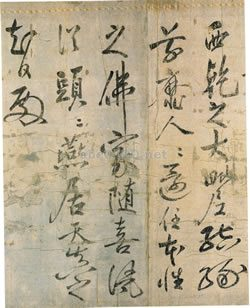
Lettre de Shunjō sollicitant des donateurs pour la restauration du Sennyū-ji (1221).

Les courants traditionnels comptèrent également dans leur sein plusieurs penseurs novateurs, qui firent évoluer les idées et pratiques religieuses, faisant donc partie du renouveau religieux de cette période, sans pour autant ambitionner des ruptures radicales à l'image de celles proposées par Hōnen, Shinran, Nichiren et leurs épigones, et parfois en réaction aux idées de ceux-ci.
Myōe (1173-1232), représentant de l'école Kegon dont il devint un des maîtres, choisit également de se mettre en retrait du milieu des grands temples pour méditer dans des lieux retirés, en premier lieu le Kōzan-ji qu'il avait fondé avec l'appui de l'empereur retiré Go-Toba. Il fut un des principaux critiques de Hōnen et de ses théories sur l'exclusivité de l'invocation d'Amida en tant que pratique permettant la libération, tout en rejetant les spéculations qu'il jugeait les plus excessives dans les courants classiques et cherchant des pratiques, méditatives notamment, plus accessibles
Des moines relevant de l'école de la Discipline (Ris-shū) participèrent activement à des réformes des règles et pratiques monastiques, jugées décadentes. Shunjō (1166-1227) alla ainsi étudier en Chine diverses règles monastiques, avant de revenir au Japon pour mettre en pratique ses études au Sennyū-ji de Kyoto où il s'attira la reconnaissance de plusieurs hauts personnages et de la famille impériale qui en fit un de ses lieux de sépulture. Eison (ou Eizon, 1201-1290) fut une des grandes figures de ce mouvement de renouveau disciplinaire. C'était un déçu du manque de respect des règles monastiques, du relâchement des mœurs dans les grands temples, notamment l'importance du nombre de moines mariés. Il rejoignit un petit monastère, le Saidai-ji, où il put mener une vie monastique plus en accord avec ses idées et développer ses réflexions sur la discipline monastique. Il se soucia également du salut et des conditions de vie des plus démunis, dont les « non-humains » et participa à de nombreuses œuvres de charité, et également à la construction et restauration d'ouvrages d'utilité publique (routes, ponts, hospices, ports, etc.). Ninshō (1217-1307) l'épaula dans son action.
Les évolutions des courants traditionnels se manifestaient également dans des domaines qui eurent moins de postérité et sont donc moins bien documentés. Plusieurs moines spécialisés dans les études ésotériques s'étaient ainsi tournés vers des pratiques occultes, comme Monkan (1278-1357), versé notamment dans la divination et les rites protecteurs. Il étudia également les rites de l'école Tachikawa, issue du Shingon, évoquée par les écrits de Shinjō, qui suscitait la réprobation des courants dominants par ses pratiques jugées scandaleuses telles que le « rituel du crâne », renvoyant à une approche sexuelle du tantrisme et à la nécromancie.

#### Histoires et géographies religieuses
La période de Kamakura vit également le développement de réflexions religieuses sur l'histoire du Japon et sur ses spécificités religieuses. Jien (1155-1225), moine d'origine noble de l'Enryaku-ji, rédigea le Gukanshō dans lequel il réflechissait sur le déclin des aristocrates et le triomphe des guerriers, jetant un regard très critique sur l'action de Go-Toba contre les Hōjō et son échec, et considérant que sa période correspondait à une fin du Bouddhisme (mappō). L'ouvrage le plus important d'historiographie bouddhiste de la période, l’Histoire du bouddhisme japonais (Genkō shakusho) fut rédigé par un moine zen, Kokan Shiren (1278-1346). Inspiré des histoires du bouddhisme chinois, il était divisé en trois parties : des biographies de moines éminents mais aussi de croyants remarquables, de divinités locales et divers esprits et fantômes ; une chronologie du bouddhisme japonais depuis son introduction dans l'archipel ; des monographies sur la vie monastique et la culture bouddhique. Il devait servir de modèle à l'historiographie bouddhiste postérieure.
La réflexion sur la géographie sacrée du Japon connut également des développements durant cette époque. L'école Shingon en particulier avait élaboré une théorie faisant correspondre des hauts lieux saints du Japon central, avec les deux principaux mandalas du courant, dominés par les grandes divinités bouddhistes (en premier lieu Mahavairocana) et dont la jonction permettait l'accès à un savoir ésotérique supérieur : le plan de la Matrice (Taizōkai) correspondant ainsi à Kumano, et le plan du Diamant (Kongōkai) à Yoshino, ce qui a pu être désigné comme une « mandalisation » du Japon. Cette sacralisation de l'espace japonais, associant sanctuaires de divinités locales et temples où étaient vénérés les divinités bouddhistes, suivant la logique combinatoire à l'œuvre à cette période, concerna les autres grands lieux de culte japonais, notamment Ise. Par ailleurs cette période pourrait avoir vu l'essor de l'idée que le Japon était le « pays des dieux » (shinkoku), notamment après l'échec des invasions mongoles, protégé par ses grandes divinités ; mais l'apparition d'un tel nationalisme religieux dès cette époque reste discutée.

#### Nouveaux discours sur leskami
Comme cela a été évoqué, il est problématique de parler de « shintoïsme » à l'époque de Kamakura, en tant que religion distincte du bouddhisme. Néanmoins apparurent à la fin de la période des productions théologiques relatives à certaines divinités locales et sanctuaires de première importance, notamment dans le cadre des réflexions sur le passé et la géographie religieuses du Japon déjà évoquées, qui étaient largement l'œuvre de moines bouddhistes. Cela concerna avant tout le sanctuaire d'Ise, notamment à la suite des écrits (qui se voulaient secrets) de deux membres de la famille des desservants du temple extérieur, les Watarai, Yukitada (1236-1305) et Ieyuki (1256-1362), qui cherchaient avant tout à justifier la primauté de leur sanctuaire, en compilant des oracles, histoires et monographies allant dans ce sens. Ce type de travaux combinait et réinterprétait souvent les histoires traditionnelles japonaises comme le Nihon shoki avec des éléments du bouddhisme tantrique. Au Mont Hiei, dans le complexe dominé par l'Enryaku-ji, qui comprenait les sanctuaires de Hie, avait émergé le culte de la divinité composite Sannō, le « Roi de la Montagne », mêlant aspects des kami et des grandes divinités bouddhistes, ainsi que des éléments du Tendai, qui donna lieu à partir du XIIIe siècle à une production théologique glorifiant cette divinité et les sanctuaires de Hie, toujours dans un contexte intellectuel bouddhiste, qui devait devenir par la suite le socle du « shintō de Sannō ».

### Moines et moniales

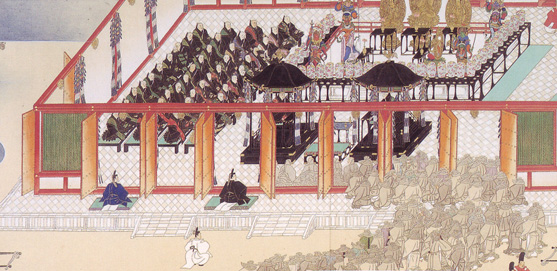
Cérémonie religieuse tenue dans la salle de lecture du Kōfuku-ji. Kasuga gongen genki-e (rouleau 11 section 2).

Le personnel évoluant dans le cercle des temples et sanctuaires était très varié, comprenant aussi bien un clergé à proprement parler (les « moines ») que des laïcs. De plus il existait une catégorie importante de religieux vivant en dehors des temples. Les expériences de la vie religieuse étaient donc très diverses.

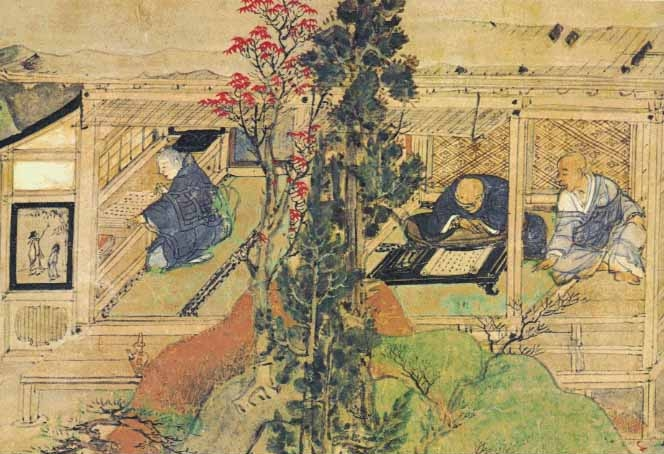
Hōnen étudiant des textes religieux du Tendai au mont Hiei. Biographie illustrée du révérend Hōnen, version du Chion-in, début du XIV.

Les temples bouddhistes étaient occupés par une importante communauté (sōga / sangha), organisée suivant un modèle grossièrement similaire suivant les institutions. Comme cela a déjà été évoqué, la plus haute responsabilité était celle de l'« abbé » (dont le titre variait selon les lieux : zasu à l'Enryaku-ji, bettō au Tōdai-ji et au Kōfuku-ji, chōja au Tō-ji, etc.), qui était assisté par d'autres administrateurs. Une partie des moines se consacrait essentiellement à l'étude (gakushō au Mont Kōya, gakuryo au Mont Hiei), et la majorité des desservants et travailleurs était désignée par les termes dōshu ou gyōnin, tandis que d'autres étaient des moines errants (hijiri) entretenant un lien plus distant avec la communauté sédentaire du temple,,. La vie monastique dans les grands temples a été peu étudiée, bien qu'elle soit documentée par plusieurs descriptions et prescriptions faites par des moines (notamment Eisai, Mujū et Kokan Shiren pour la période de Kamakura). Elle était organisée autour d'une liturgie comprenant des cérémonies périodiques et des rituels plus occasionnels sollicités par des laïcs, les ordinations de moines, les hommages aux divinités, la vénération de représentations et divers objets sacrés, mais aussi l'apprentissage et l'étude des textes religieux et des enseignements des différents courants, etc.

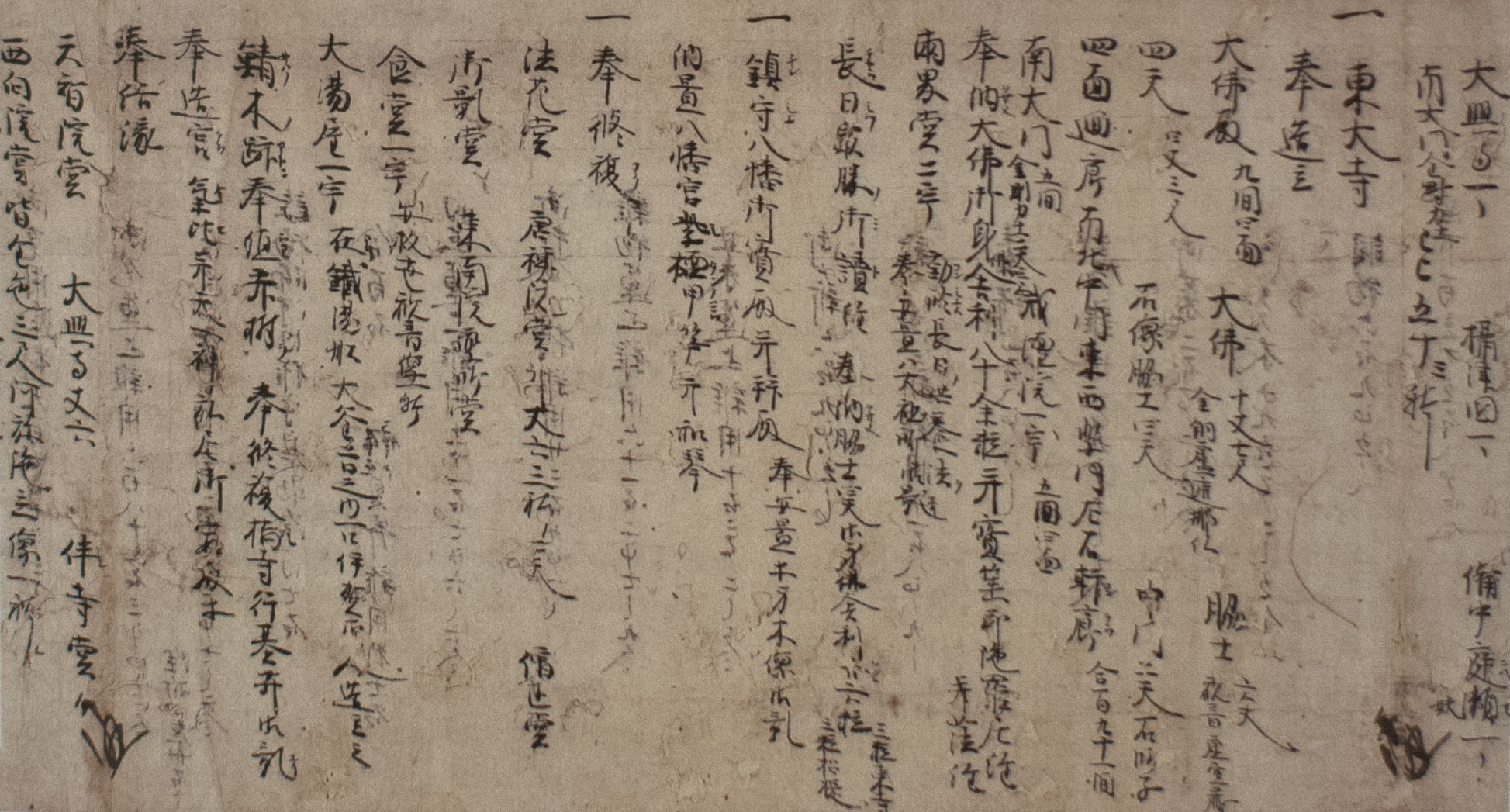
Actes de bienfaisance de Namu-Amidabutsu ou mémoires de Chōgen, lignes 9-31, v. 1203. Institut historiographique de l'université de Tokyo.

Les moines menant une vie itinérante, hijiri, avaient une place importante dans le paysage religieux du Japon médiéval. Ils pouvaient conserver des rapports cordiaux avec les communautés monastiques puisque ces dernières recouraient souvent à leur service pour réaliser des collectes de fonds (kanjin) auprès des fidèles en échange d'amulettes et autres objets protecteurs, et de promesses de salut ; de nombreux moines gyrovagues furent ainsi sollicités pour récolter des dons lors de la reconstruction du Tōdai-ji au début de l'époque de Kamakura, sous la supervision de Chōgen (1121-1206). D'autres fois ils mobilisaient les laïcs pour des travaux et œuvres d'utilité générale (par exemple la (re)construction de ponts ou d'ouvrages d'irrigation). Nombre de ces moines itinérants furent impliqués dans la diffusion des courants de la Terre pure, à l'image d'Ippen. D'autres avaient choisi une vie d'ermite en retrait du monde. Certains s'adonnaient alors à l'étude tout en gardant des liens avec l'élite intellectuelle, à l'image de Saigyō et Kamo no Chōmei. De leur côté, les yamabushi, « ceux qui dorment dans les montagnes », nommés ainsi car il se trouvaient beaucoup dans les espaces montagneux (avec une prédilection pour les monts sacrés comme Kumano), pratiquaient le shugendō, ensemble de pratiques religieuses mêlant bouddhisme ésotérique, éléments d'origine chinoise (taoïsme, voie du yin et du yang) et les cultes autochtones, et pouvaient pratiquer des rituels de guérison ou de divination.

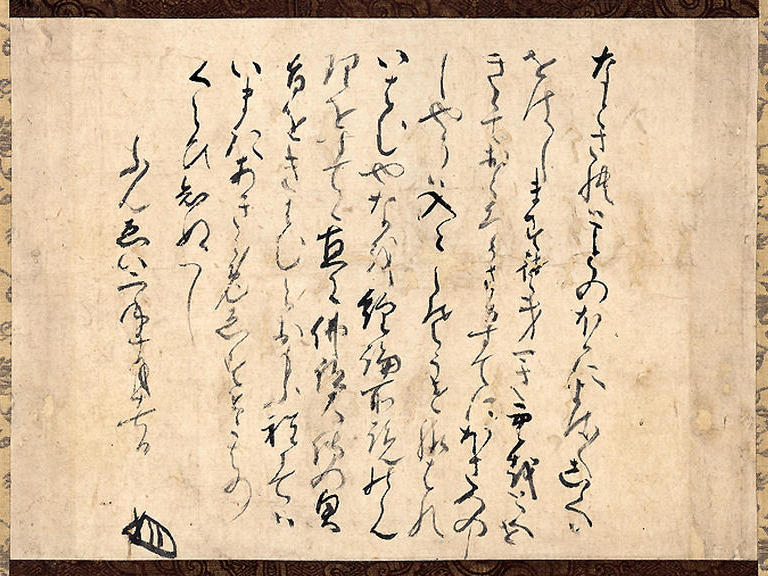
Calligraphie de Mugai Nyodai. Musée Miho.

Traditionnellement les femmes de la bonne société entraient en religion et devenaient nonnes (bikuni, ama) au soir de leur vie dans le but de préparer leur mort et leur vie future. Cependant durant l'époque de Kamakura ce phénomène concerna de plus en plus les veuves juste après la mort de leur époux, peu importe leur âge, cela étant vu comme un témoignage de loyauté envers leur défunt mari et plus largement leur lignage. Le monachisme féminin était courant dans les milieux aristocratiques depuis l'introduction du bouddhisme, mais il avait marqué le pas durant l'époque de Heian. Il était cantonné à quelques monastères du Kinai et rejeté par les courants Tendai et Shingon qui refusaient l'ordination des femmes. Ils s'appuyaient notamment les principes du Sūtra du Lotus qui professait que les femmes ne pouvaient pas atteindre la libération, devant pour cela se réincarner en homme, et sans forcément aller aussi loin beaucoup estimaient qu'elles étaient peu aptes à la vie religieuse sans l'aide d'hommes. Les dévotes de l'élite préféraient généralement les activités de patronage religieux. Le XIIIe siècle vit un regain du monachisme féminin, à partir du Hokke-ji de Nara, animé par une petite communauté dynamique, qui fit notamment appel à Eison afin d'établir une règle de vie rigoureuse. Ces nonnes, issues des milieux aristocratiques et instruites, pratiquaient une vie liturgique semblable à celles des communautés masculines, étudiaient et rédigeaient des textes religieux, rendaient des services cultuels aux fidèles locaux. Sans doute la prononciation des vœux bouddhistes permettait à certaines femmes de l'élite bien éduquées de bénéficier de plus d'autonomie que dans les cadres traditionnels du milieu aristocratique ; certaines comme l'ancienne concubine impériale Dame Nijō ou la nonne Abutsu furent ainsi des femmes de lettres, tandis que Mugai Nyodai, issue du clan Adachi, fut un maître du Rinzai et la fondatrice et première abbesse du temple Keiai-ji à Kyoto. Du côté des courants de la Terre pure, la place des femmes fut également réévaluée, et l'accès à l'éveil leur était reconnu. La nonne Eshin, épouse de Shinran, joua un rôle important à ses côtés, comme l'atteste sa correspondance, en l'aidant matériellement mais aussi en développant des réflexions sur la place des femmes face au salut.

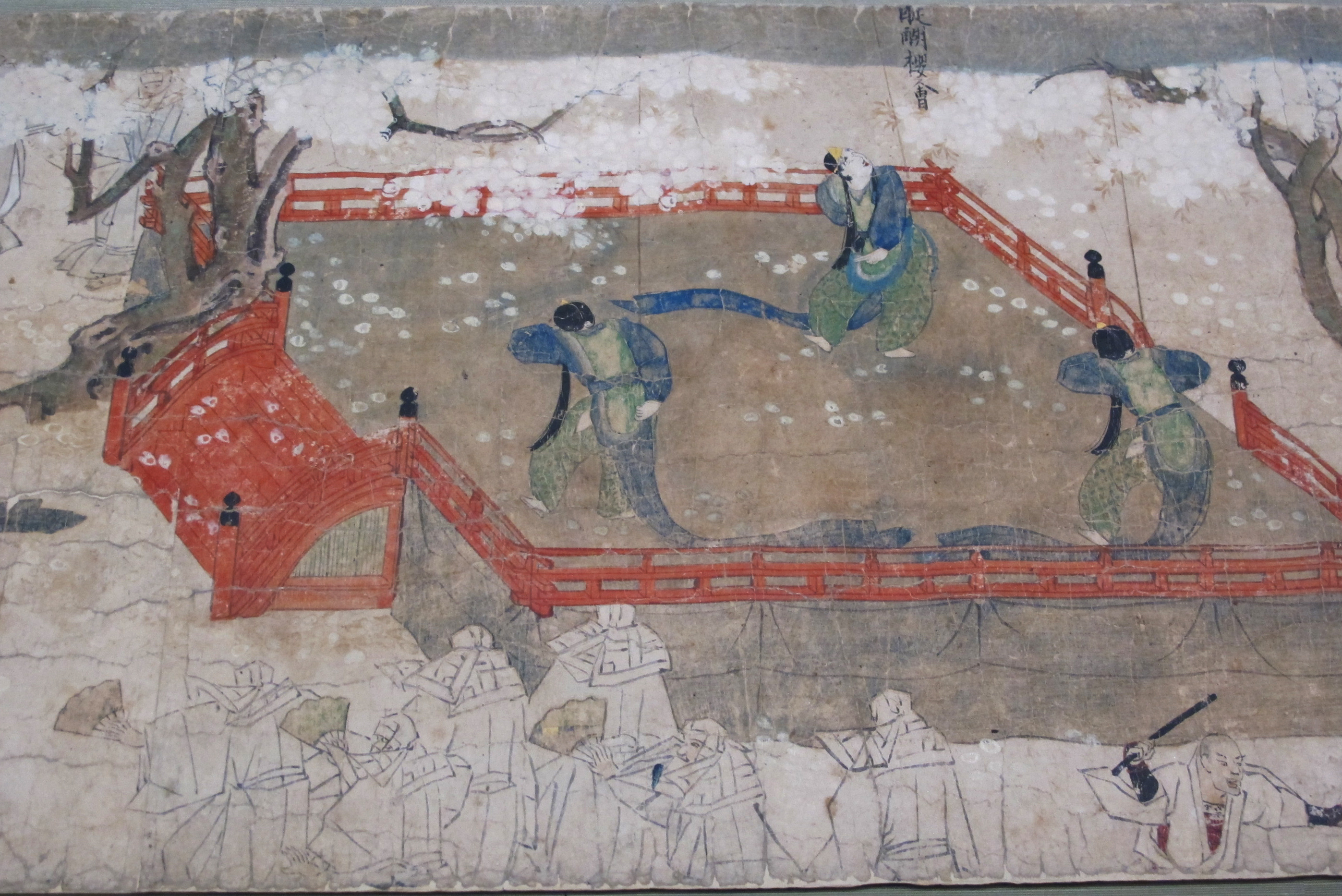
Danses rituelles (kagura). Détail des Rouleaux illustrés des tengu, fin XIII.

Dans le culte des kami, les prêtresses appelées miko continuaient à jouer un rôle notable dans la vie religieuse. On distinguait les miko rattachées à des sanctuaires, et celles qui étaient itinérantes (arukimiko), ayant une situation similaire à celles des hijiri et yamabushi. Comme pour les moines et moniales, leurs fonctions étaient diverses et devaient varier selon ces deux statuts et aussi les positions sociales de celles exerçant la fonction (celles rattachées aux à des grands sanctuaires comme Kasuga et Itsukushima ayant manifestement une position respectée), et elles n'étaient manifestement pas des marginales contrairement à l'idée qu'en donnent certaines sources. Elles avaient avant tout le rôle de médiums communiquant avec les dieux (héritage d'ancestrales pratiques chamanistes ?), réalisant des oracles, et accomplissaient aussi des danses rituelles (kagura), mais on en voit pratiquer des rites de protection et de guérison, et participer à des collectes de fonds pieuses ; la séparation entre le culte des kami et celui des divinités bouddhistes n'étant pas rigide, certaines pouvaient aussi prendre part à des cérémonies dans les temples bouddhistes. Elles formaient des guildes pour organiser leurs prestations et leurs rémunérations.

## Les écrits

### Les différentes écritures et leur diffusion
Depuis l'époque antique, les Japonais employaient deux grands types d'écritures : les caractères logographiques chinois, kanbun (équivalents aux kanji actuels), et des signes phonétiques transcrivant le japonais, kana, les deux pouvant être employés dans un même texte. Les élites masculines dominantes et l'administration écrivaient principalement en kanbun, qui était l'écriture officielle ; c'est par exemple dans ces écrits qu'étaient rédigés les journaux des hommes de la cour, les écrits historiographiques, les ouvrages religieux, ou encore les textes juridiques comme le Goseibai shikimoku et les plaintes officielles. Il s'agissait souvent d'une écriture chinoise japonisée, en particulier pour ce qui concerne la syntaxe ; on parle alors de « kanbun irréguliers » (hentai kanbun). Les écritures phonétiques se répartissaient en deux. Les hiragana étaient depuis l'époque de Heian l'écriture employée par les femmes de l'aristocratie (par exemple pour le Towazugatari) ; durant l'époque de Kamakura, ils furent de plus en plus employés par les hommes dans des écrits les combinant aux kanbun, en particulier parmi le groupe guerrier et les élites provinciales, pour rédiger certains textes juridiques et administratifs comme des transferts de propriété, rapports sur des domaines, instructions d'un supérieur à un subordonné, etc.. Les katakana servaient quant à eux souvent à transcrire un discours oral, comme des paroles divines dans des textes religieux, des déclarations de personnes lors de procès, certaines plaintes et pétitions des communautés rurales, aussi la plus ancienne version connue du Dit des Heike (début du XIVe siècle). La période de Kamakura vit la diffusion de l'écriture parmi de nouvelles catégories de population, notamment les guerriers et élites rurales, sans doute grâce à l'usage accru des kana combinés aux kanbun, moyen de faciliter la lecture des idéogrammes chinois par le complément de signes phonétiques renvoyant directement à la langue japonaise. Des dictionnaires de caractères chinois existaient afin de faciliter leur lecture pour le public plutôt versé dans les kana, par exemple le Jikyōshū dont la plus ancienne version date de 1245.

### Les productions littéraires
Le milieu lettré de l'époque de Kamakura lisait avant tout des productions littéraires datées de l'époque antique, qui avaient une grande influence : anthologies poétiques (Man'yōshū, Kokinshū) dans lesquelles on distinguait les poèmes en japonais (waka) et en chinois (kanshi), journaux aristocratiques (nikki), monogatari, « récits » ou « dits », produits par des femmes de cour (avant tout le Dit du Genji), recueils de récits édifiants (setsuwa ; par exemple Konjaku monogatari). Les nouvelles réalisations littéraires de l'époque de Kamakura reposaient sur cet héritage, tout étant marquées par les évolutions et mentalités du temps, comme l'affirmation du groupe guerrier ou le pessimisme religieux.
Les guerres opposant les Taira et les Minamoto donnèrent naissance à un cycle d'œuvres littéraires relevant du genre des monogatari, qui se distinguent de ceux de l'époque précédente par leurs thématiques guerrières. On parle de « dits guerriers », gunki monogatari. Le Dit de Hōgen relate ainsi les événements de l'ère du même nom (de 1156 à 1158), soit l'ascension politique de Taira no Kiyomori, et le Dit de Heiji, là encore d'après l'ère du même nom (1159-1160), raconte son triomphe face aux Minamoto et comment il accéda au pouvoir suprême. La suite est traitée par le Dit des Heike (Heike étant l'autre nom du clan Taira) qui est une œuvre d'une ampleur plus importante, commençant par le récit de l'apogée de Kiyomori et des Taira, puis la revanche des Minamoto conduits par Yoritomo, durant la guerre de Genpei (1180-1185), mettant en avant les exploits guerriers et la chute de Minamoto no Yoshinaka et Minamoto no Yoshitsune, et l'anéantissement des Taira. Sans doute mis en forme dès le début du XIIIe siècle par un ou des auteurs(s) inconnus, puis remaniés par la suite, ces récits circulaient en étant déclamés par des conteurs accompagnés au luth (biwa), les « moines au biwa » (biwa hōshi), souvent aveugles, et ils ne furent fixés que dans la seconde moitié du XIVe siècle (la version de référence du Dit des Heike date de 1371). Leur qualité littéraire, l'intensité dramatique des récits, en particulier ceux du Dit des Heike, ont fait de ces récits guerriers des œuvres maîtresses de la littérature japonaise, qui ont inspiré d'autres productions artistiques, en particulier théâtrales, et élevé au rang de héros folkloriques plusieurs de leurs personnages principaux.
Dans le domaine de la poésie waka, les cercles de la cour demeuraient incontournables dans la droite ligne de la période précédente. L'empereur retiré Go-Toba commandita une anthologie poétique, le Shin Kokin Wakashū, une « Nouvelle collection de poèmes anciens et modernes », achevée en 1205 par une équipe de sept compilateurs, comprenant notamment Fujiwara no Teika (ou Fujiwara no Sadaie, 1162-1241), poète et critique poétique. Saigyō (1118-1190) fut un autre des contributeurs notables de cette anthologie. Les poèmes compilés dans cette œuvre eurent une grande influence dans la poésie japonaise postérieure. En dehors de ces cercles, se distingua à cette même période la figure du shogun maudit Minamoto no Sanetomo (1192-1219), peu versé dans les affaires politiques mais auteur de poèmes dont la qualité fut redécouverte à l'époque contemporaine. Parmi les autres œuvres poétiques remarquables de cette période, le recueil de poèmes de Dame Daibu (Kenreimon'in Ukyō no Daibu shū), dame d'honneur de la cour du début de l'époque de Kamakura, inspirés par son amour malheureux pour Taira no Sukemori qui périt lors des guerres de Genpei.

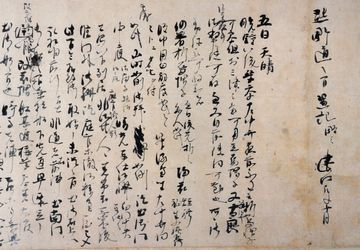
Extrait du journal (nikki) de Fujiwara no Teika racontant la visite de l'empeureur Go-Toba au Kumano sanzan. Calligraphie chinoise (kanbun), 1201.

Les lettrés de l'aristocratie de la cour continuèrent à tenir des journaux personnels : pour le début de la période les plus notables sont le Gyokuyō (« Feuilles (comparables à des) bijoux ») de Kujō Kanezane (ou Fujiwara no Kanezane) qui couvre les années 1164 à 1200, ou le Meigetsuki (« Journal de la pleine lune ») de Fujiwara no Teika pour les années 1180 à 1235 ; pour la période tardive, l'empereur retiré Hanazono (1297-1348) a laissé le Hanazono-in-Minki (« Chroniques impériales du Temple du jardin des fleurs [Hanazono-in] ») qui documente notamment la chute du shogunat de Kamakura. Le Towazugatari, le « Récit que personne n'a demandé », de Dame Nijō, concubine de Go-Fukakusa devenue par la suite nonne itinérante, est quant à lui un récit autobiographique d'une haute qualité littéraire en plus d'être un témoignage remarquable sur la vie aulique et religieuse de la dernière partie du shogunat de Kamakura. Les monogatari de cour produits à cette période n'ont pas laissé d'œuvres du calibre de celles de l'époque de Heian, qui conservaient les préférences du public aristocratique.
Une autre œuvre majeure en prose de la période est le Hōjōki, les « Notes de ma cabane de moine », de Kamo no Chōmei (1155–1216), moine ermite réfugié dans une hutte montagnarde, décrivant dans une première partie les malheurs de son temps (là encore la guerre de Genpei), puis dans une seconde, plus paisible, sa vie contemplative dans la nature. Durant les dernières années du shogunat de Kamakura, Yoshida Kenkō (1283-1350), aussi un moine retiré du monde dans une époque troublée, rédigea un autre opus majeur de réflexions marquées par le bouddhisme, le Tsurezuregusa (« Les Heures oisives »), traitant de l'impermanence de la vie, aussi de la beauté de la nature.
Parmi les recueils d'anecdotes édifiantes (setsuwa) de l'époque, très marquées par les croyances religieuses : Uji Shūi monogatari, début du XIIIe siècle ; le Hosshin-shū, « Récits de l'éveil du cœur », de Kamo no Chōmei ; la Collection de sable et de pierres (Shaseki-shū) de Mujū (1226-1312) ; le Jikkinshō, daté de 1252, est un recueil d'anecdotes à finalité morale réparties suivant dix principes récapitulant les principes d'éthique de l'élite de l'époque de Kamakura, qui fut copié constamment durant les siècles suivants.
Pour ce qui concerne l'historiographie, le shogunat fit produire à la fin du XIIIe siècle une histoire officielle, Azuma kagami, le « Miroir de l'Est », couvrant la période allant de 1180 à 1266 ; cet ensemble de 52 livres contient des journaux de nobles de cour, des chroniques de temples et sanctuaires, des documents d'archives et des textes littéraires (épiques). De la même époque date le Hyakuren-shô, « Miroir cent fois raffiné », pour la période 967-1259, mais il est surtout détaillé pour l'époque de Kamakura. Le Gukanshō (« Mes vues sur l'histoire ») de Jien propose quant à lui une approche plus originale, une histoire sur la plus longue durée du Japon avec une interprétation personnelle, pessimiste, d'un noble de cour confronté au déclin de son groupe social.

## Arts

### Céramiques

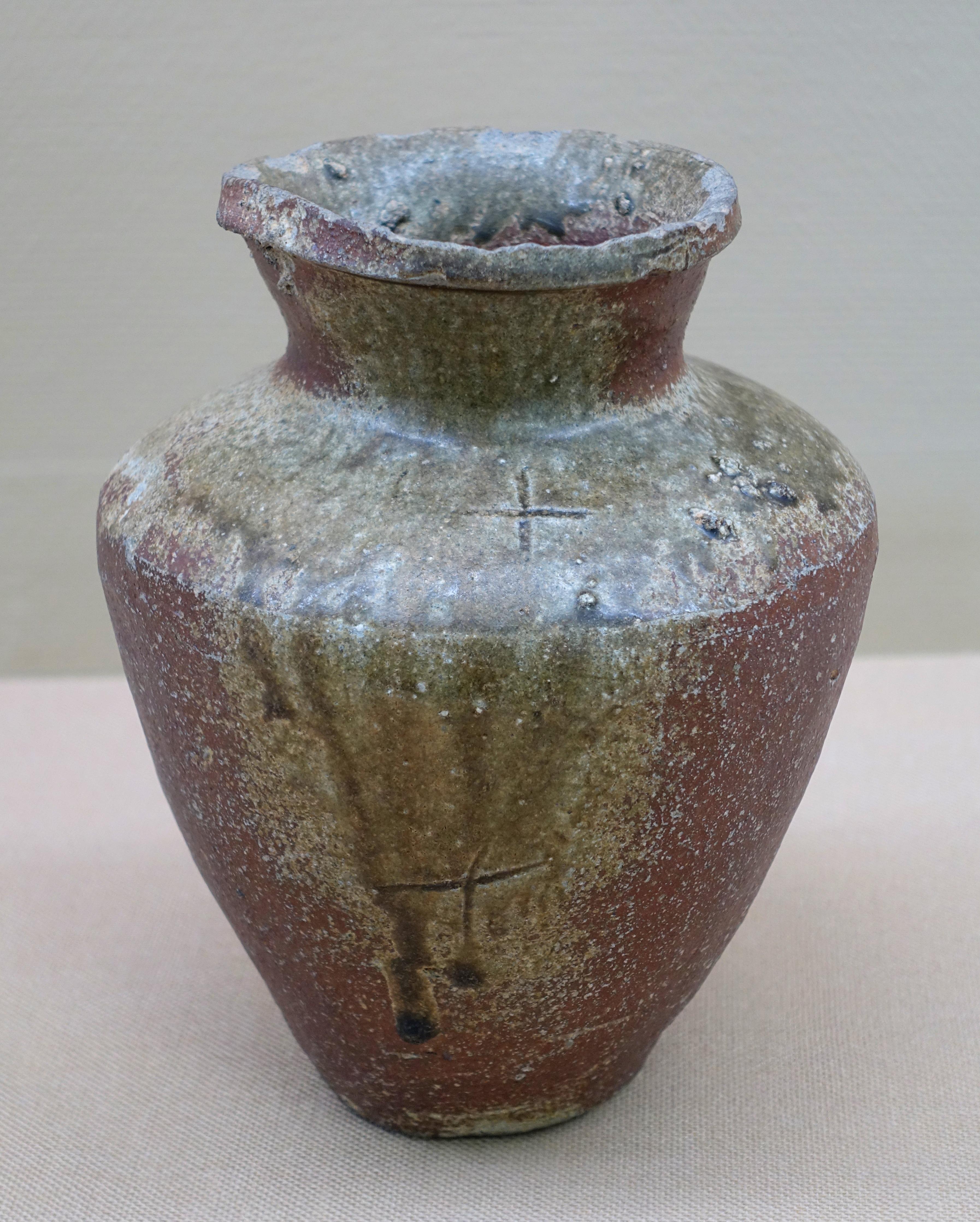
Jarre issue des fours de la province d'Echizen, XIIIe siècle. Musée d'art de Hakone.
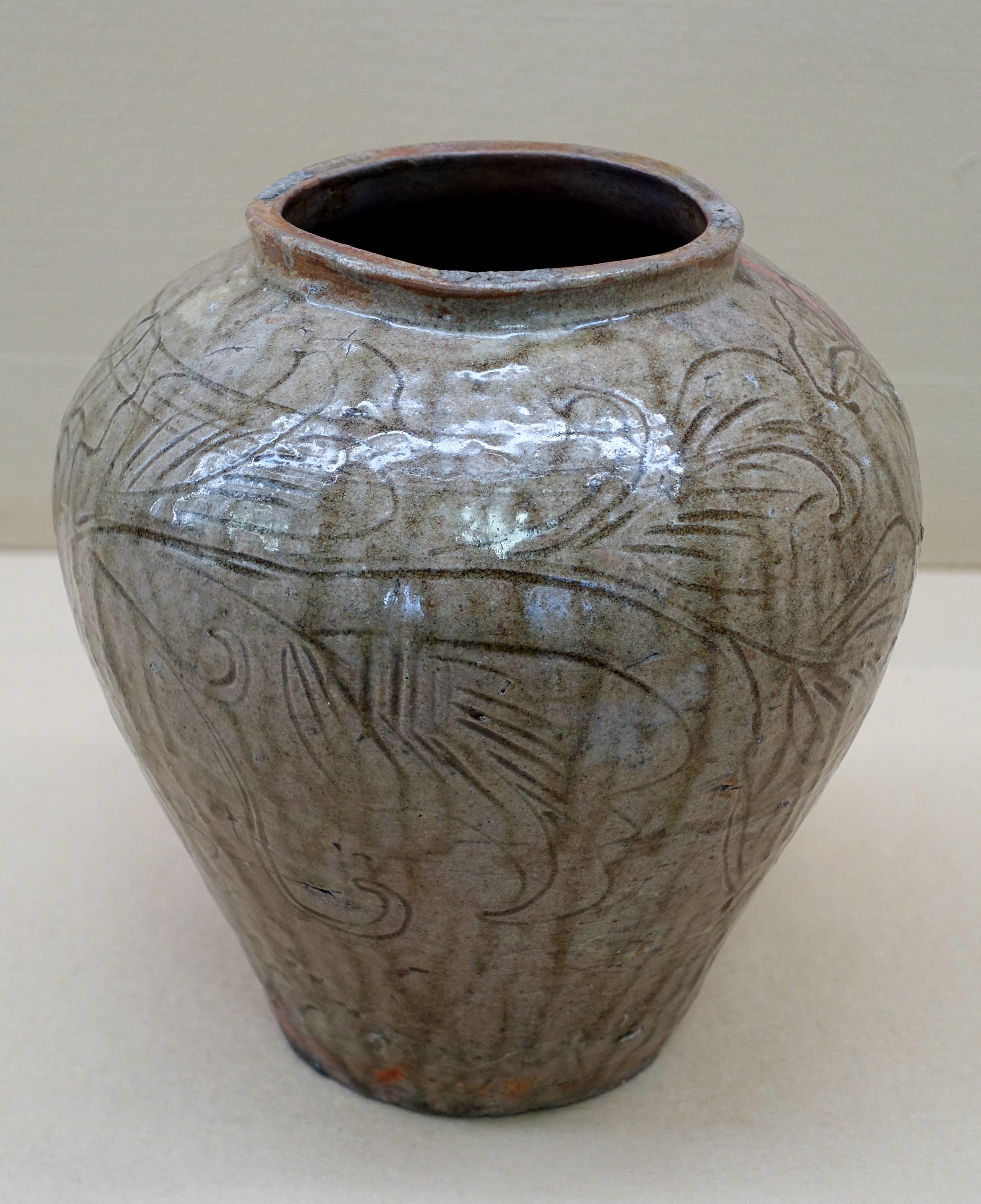
Jarre issue des fours de Seto, XIIIe siècle. Musée d'art de Hakone.
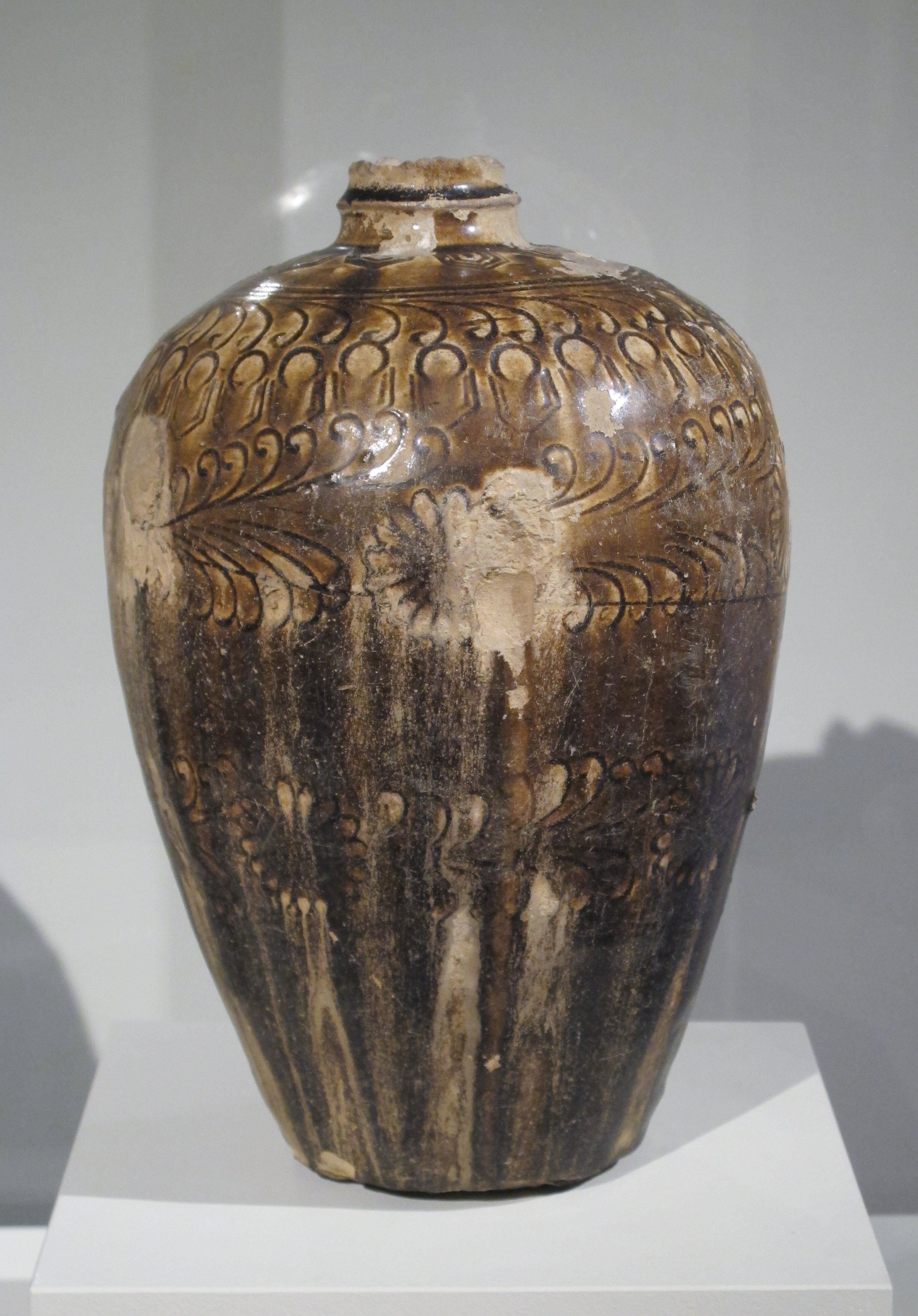
Bouteille issue des fours de Seto. Musée Guimet.

### Sculpture

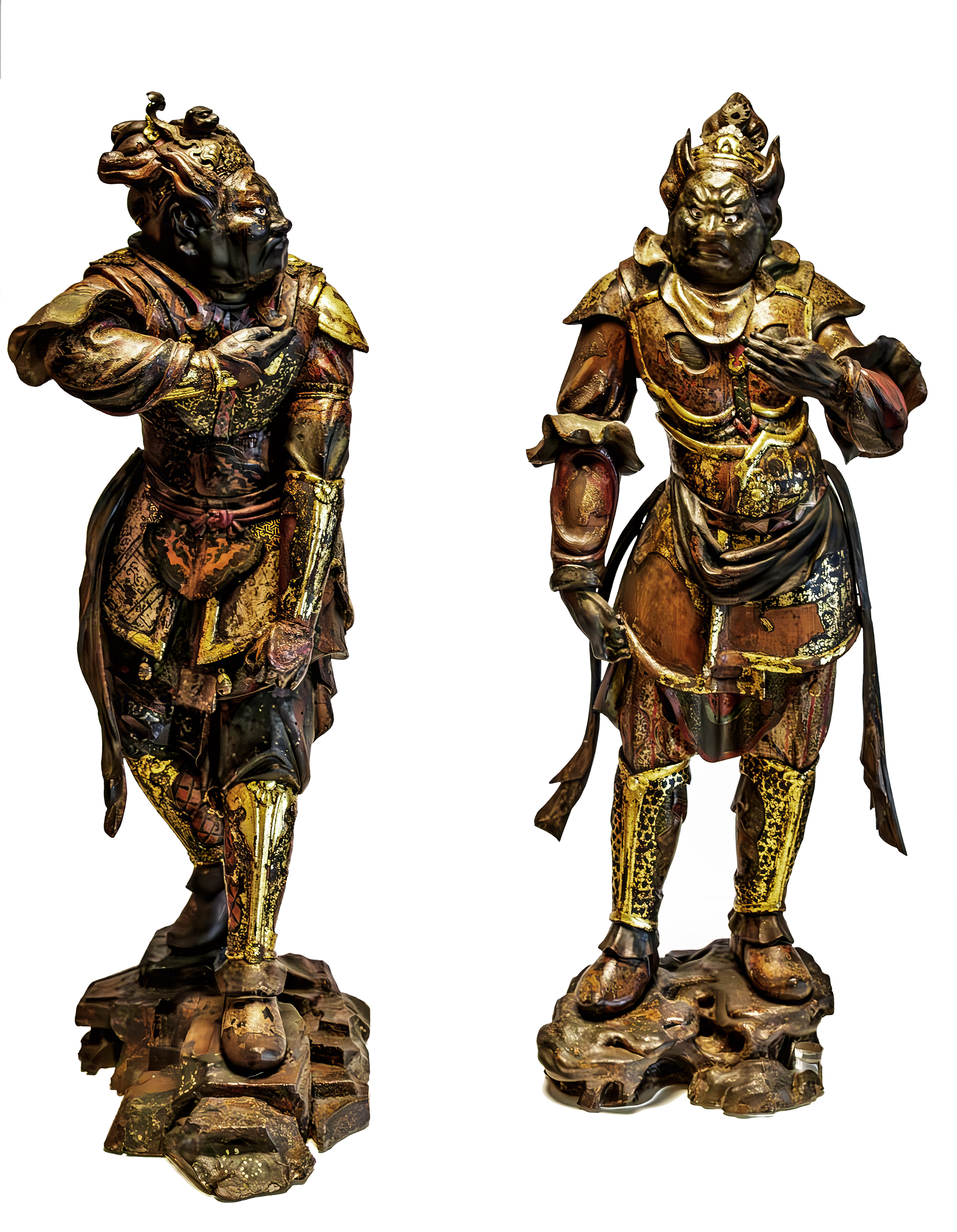
Deux des douze gardiens du Bouddha Yakushi Nyorai - Ca' Pesaro
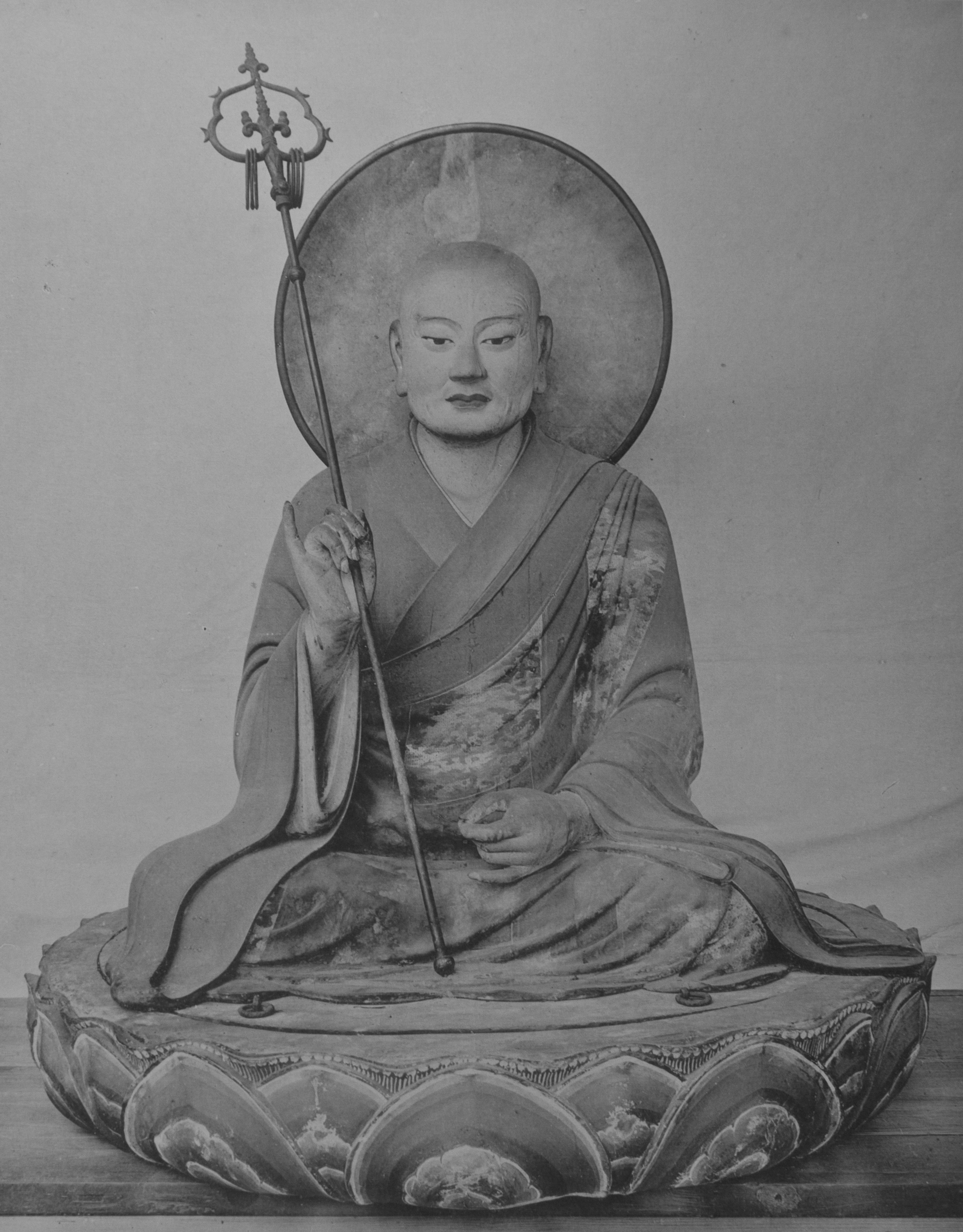
Statue de Hachiman sous l'apparence d'un moine, par Kaikei, 1201, Tōdai-ji.
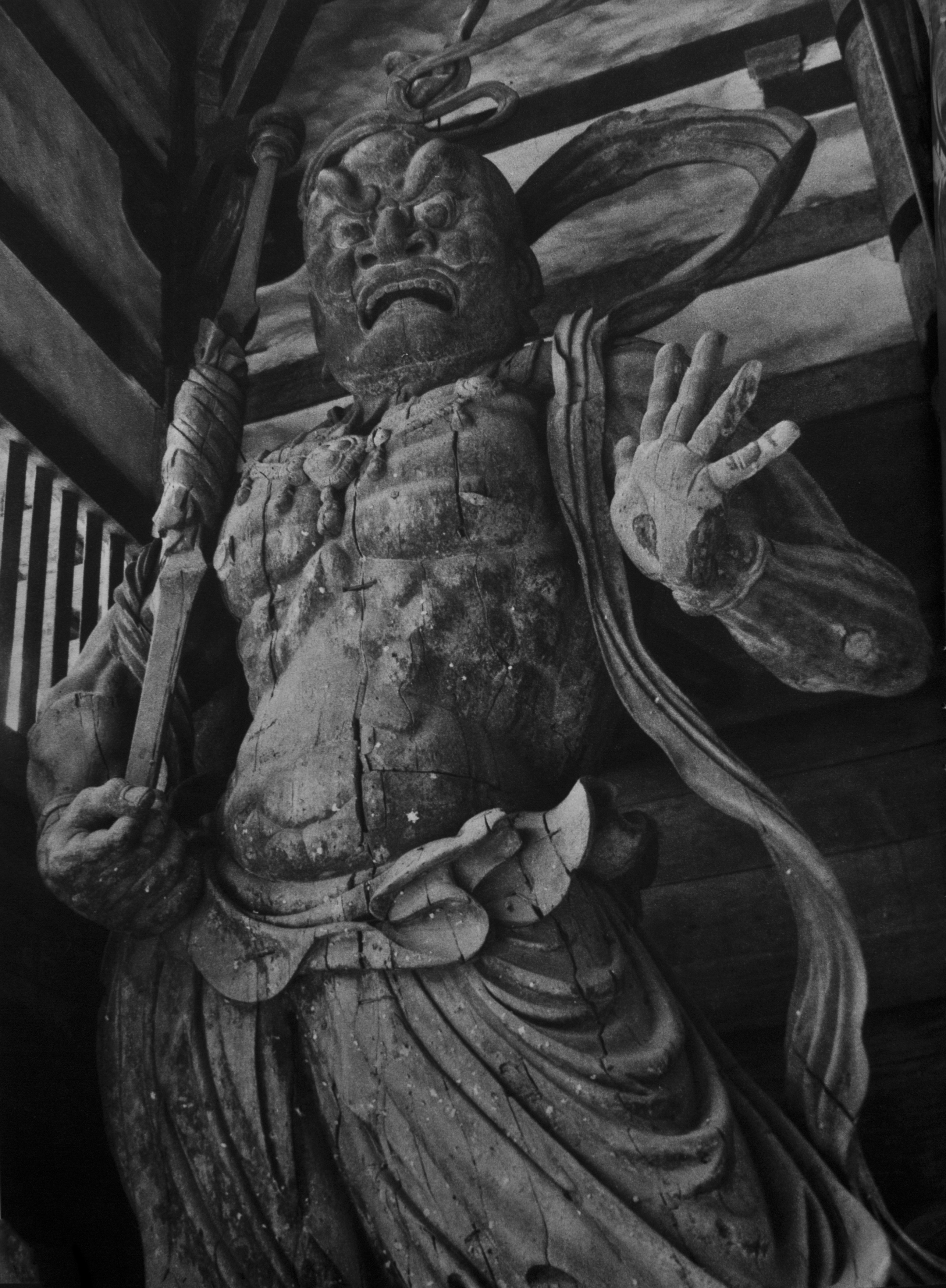
Niō de la grande porte sud (Nandai-mon) du Tōdai-ji de Nara, par Kaikei et Unkei, début XIIIe siècle.
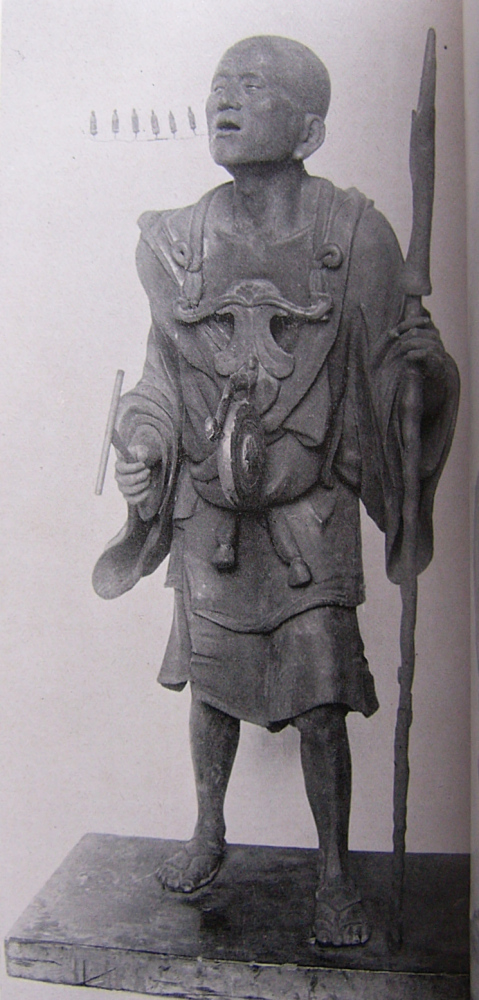
Le moine Kuya (930-972). Bois peint, H. 117 cm. Sculpteur: Kosho, début XIIIe siècle.
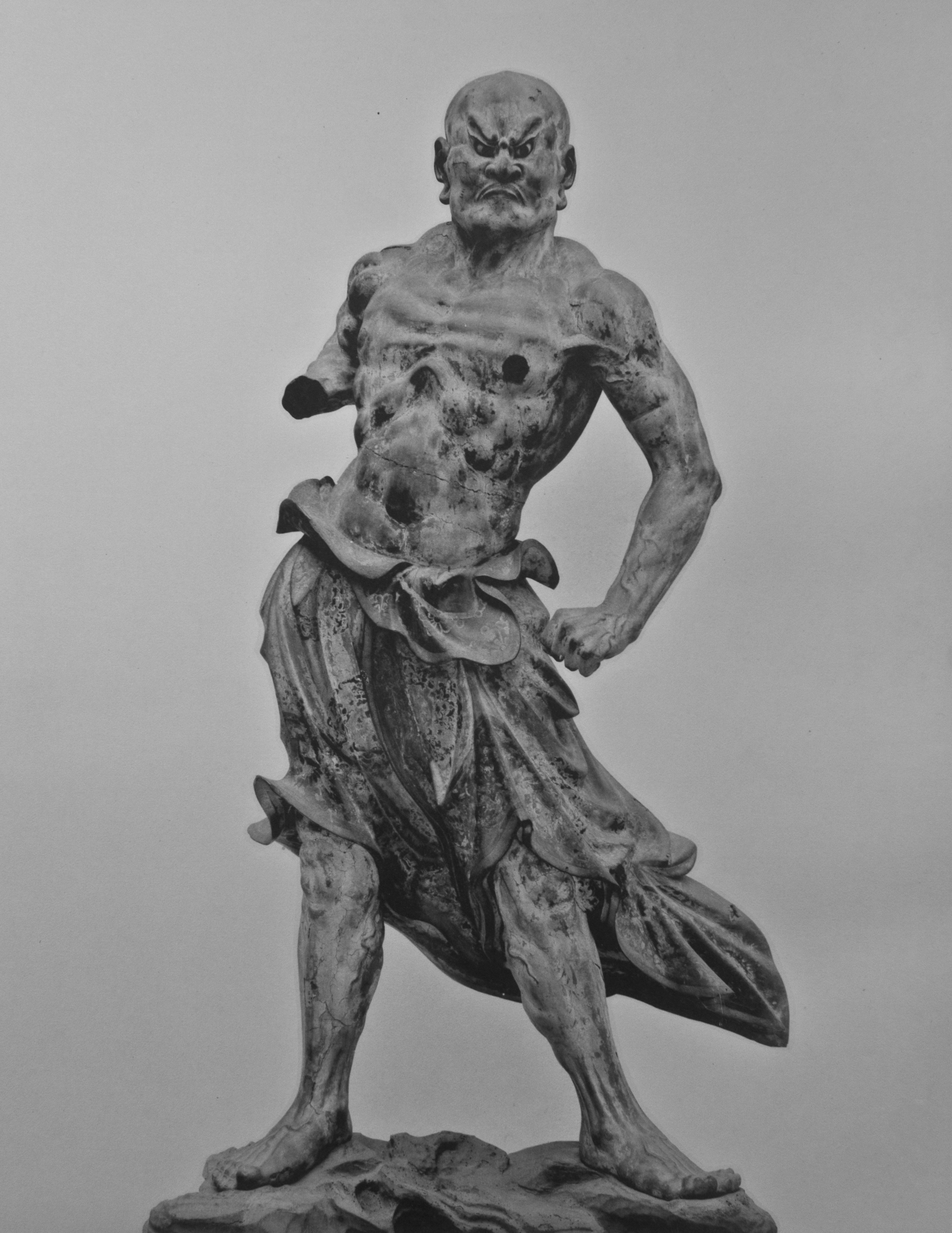
Niō, Kōfuku-ji à Nara. Attribué à Jōkei, XIIIe siècle.

### Peinture
La culture guerrière se traduit dans la peinture par une plus grande recherche de réalisme. Ainsi les peintures de paysages permettent désormais l'identification du lieu représenté. De même l'art du portrait, apparu à l'époque de Heian, connaît un essor extraordinaire avec la vogue des "portraits ressemblants".

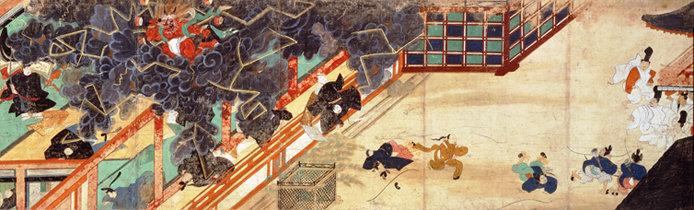
L'esprit vengeur de Sugawara no Michizane se déchaîne sur le palais sous la forme d'un dieu du tonnerre. Kitano Tenjin engi emaki, XIIIe siècle.
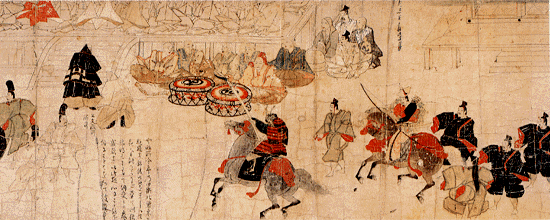
Spectacle de dengaku, Rouleaux illustrés des tengu (version de l'Onjō-ji), fin XIIIe siècle.
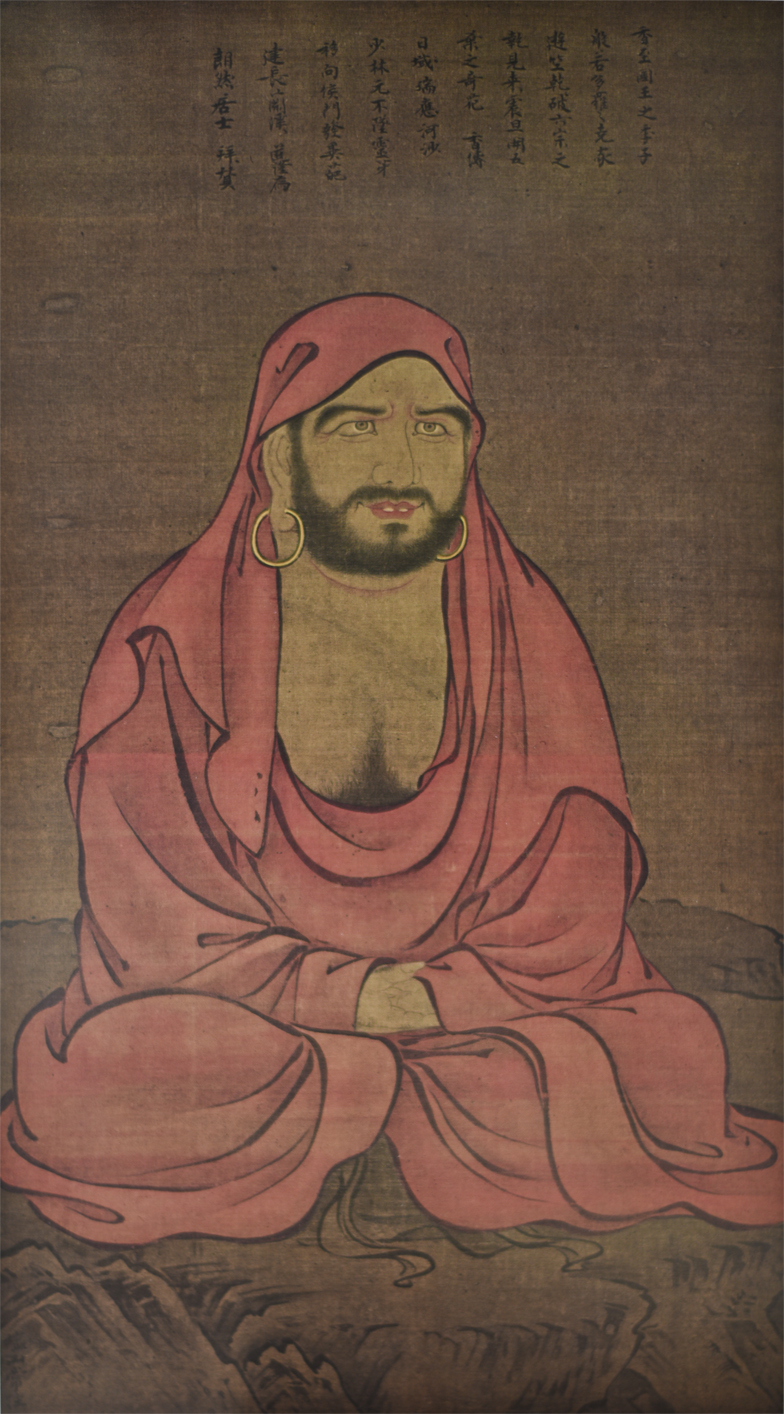
Portrait de Daruma, par Lanqi Daolong. Kōgaku-ji, XIIIe siècle.

### Architecture

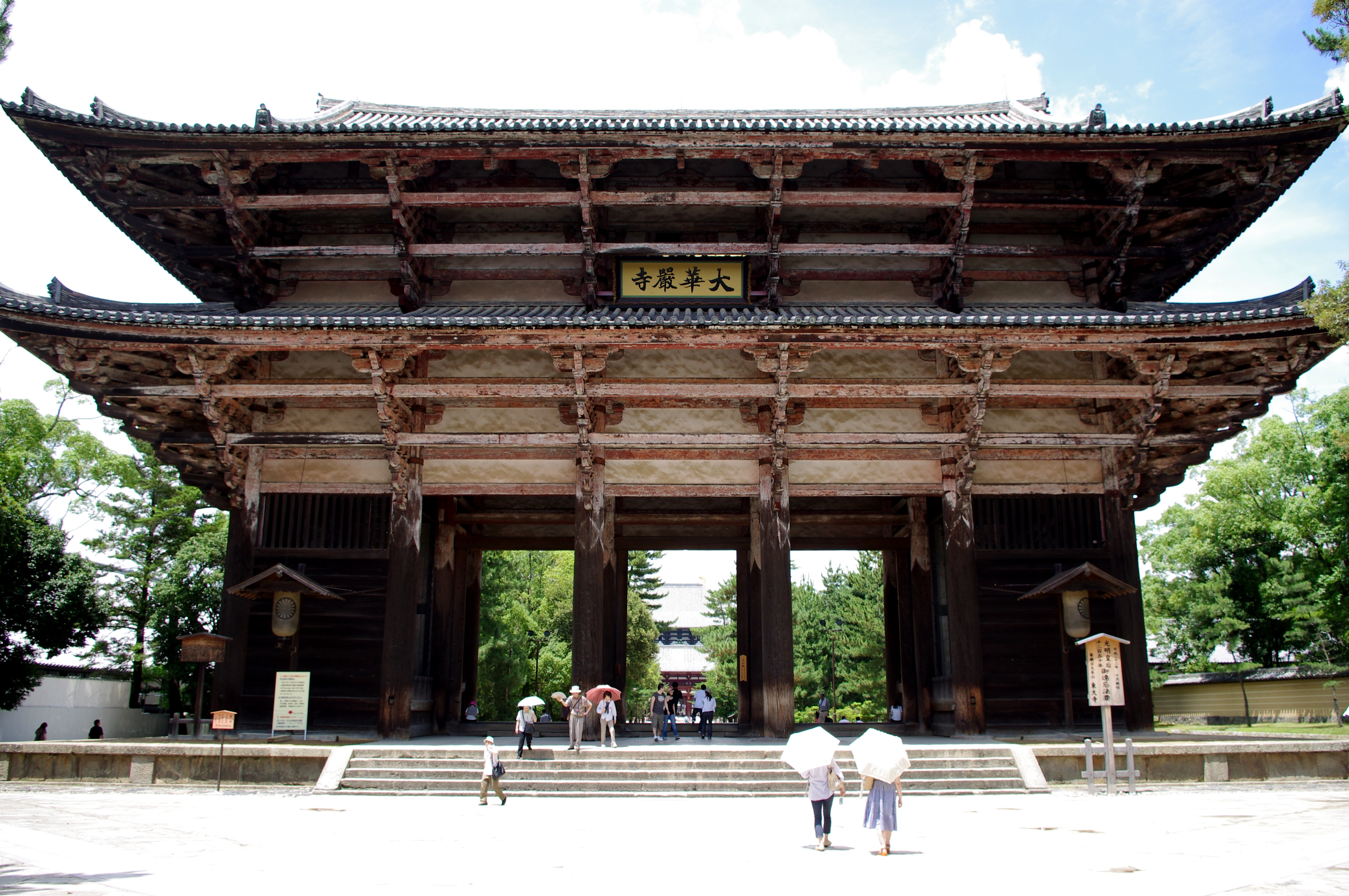
Nandaimon, porte monumentale du Todai-ji à Nara.
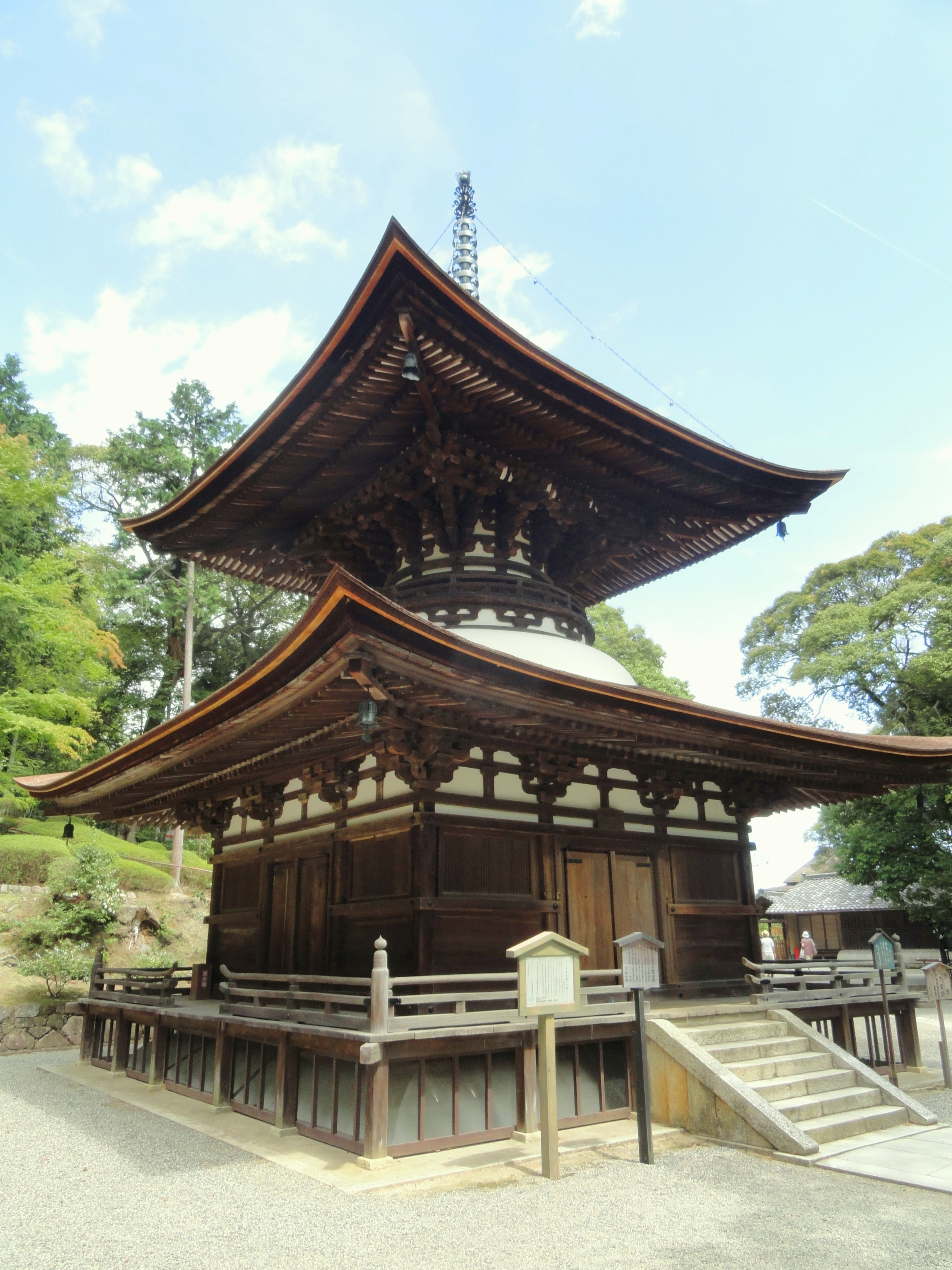
Pagode Tahōtō du temple Ishiyama-dera à Ōtsu.

### Histoire du Japon
- George Sansom (trad. Éric Diacon), Histoire du Japon : des origines aux débuts du Japon moderne, Paris, Fayard, 1988 (ISBN 2-213-01851-0)
- Francine Hérail, Histoire du Japon des origines à la fin de l'époque Meiji : matériaux pour l'étude de la langue et de la civilisation japonaises, Paris, Publications orientalistes de France, 1986 (OCLC 882418621, présentation en ligne, lire en ligne).
- Francine Hérail (dir.), Guillaume Carré, Jean Esmain, François Macé et Pierre François Souyri, Histoire du Japon : des origines à nos jours, Paris, Éditions Hermann, 2010, 1413 p. (ISBN 978-2-7056-6640-8).
- Pierre François Souyri, Nouvelle Histoire du Japon, Paris, Perrin, 2010, 627 p. (ISBN 978-2-262-02246-4).
- (en) William Wayne Farris, Japan to 1600 : A Social and Economic History, Honolulu, University of Hawai‘i Press, 2009, 248 p. (ISBN 978-0-8248-3379-4, lire en ligne).
- (en) Karl F. Friday (dir.), Japan Emerging : Premodern History to 1850, New York et Londres, Routledge, 2012, 478 p. (ISBN 978-0-8133-4483-6).
- (en) Yoshihiko Amino (trad. Alan S. Christy), Rethinking Japanese History, Ann Arbor, Center for Japanese Studies, The University of Michigan, 2012

### Histoire du Japon médiéval
- Louis Frédéric, La vie quotidienne au Japon à l'époque des Samouraï : 1185-1603, Paris, Hachette, coll. « Tempus », 1968.
- (en) Kozo Yamamura (dir.), The Cambridge History of Japan : Volume 3: Medieval Japan, Cambridge, Cambridge University Press, 1990 (ISBN 978-0-521-22354-6).
- Pierre-François Souyri, Histoire du Japon médiéval : Le monde à l'envers, Paris, Perrin, coll. « Tempus », 2013, 522 p. (ISBN 978-2-262-04189-2).

### Culture, arts
- Dame Nijō, Splendeurs et misères d'une favorite, Traduit du japonais et présenté par Alain Rocher, Arles, Philippe Picquier, 2004.
- (en) Richard Bowring, The Religious Traditions of Japan : 500-1600, Cambridge, Cambridge University Press, 2005.
- Jean Guillamaud, Histoire de la littérature japonaise, Paris, Ellipses, 2008
- Christine Shimizu, L'Art japonais, Paris, Flammarion, coll. « Tout l'art, Histoire », 2001, 2014, 448 p. (ISBN 978-2-08-120787-5)